# Georg Wilhelm Friedrich Hegel
Georg Wilhelm Friedrich Hegel (tiếng Đức: [ˈɡeɔɐ̯k ˈvɪlhɛlm ˈfʁiːdʁɪç ˈheːɡəl]; phiên âm tiếng Việt: Hêghen hoặc Hêgen; 27 tháng 8 năm 1770 – 14 tháng 11 năm 1831) là một nhà triết học người Đức. Ông được coi là một trong những triết gia quan trọng nhất của chủ nghĩa duy tâm Đức và là một trong những nhân vật thiết lập nền móng triết học phương Tây đương đại. Ảnh hưởng của ông bao trùm tất cả các bình diện của triết học đương đại, từ nhận thức luận, logic học, siêu hình học đến mỹ học, triết học lịch sử, triết học tôn giáo, triết học chính trị và lịch sử triết học.
Hegel chào đời tại Stuttgart trong giai đoạn các vùng đất Đức chuyển giao từ kỷ nguyên Khai sáng sang chủ nghĩa lãng mạn. Bình sinh, ông chịu ảnh hưởng tư tưởng của cuộc cách mạng Pháp và các cuộc chiến tranh Napoléon. Tên tuổi của ông gắn liền với các danh tác như Hiện tượng học tinh thần, Khoa học Logic, và các bài giảng tại Đại học Berlin dựa trên các chủ đề liệt kê trong Bách khoa thư các Khoa học Triết học.
Xuyên suốt các công trình học thuật của mình, Hegel đã cố gắng kiến giải và đính chính thế lưỡng phân đầy trắc trở của triết học đương đại, dù chăng là triết học Kant hoặc khác, bằng cách nhìn về quá khứ và tái áp dụng các biện pháp triết học cổ đại, nhất là của Aristoteles. Hegel cho rằng lý tính và tự do là những thành tựu mang tính lịch sử, chứ không tự nhiên mà có. Quá trình biện chứng – tư biện do ông đề xướng được xây dựng vững chắc trên nền móng nguyên lý nội tại, tức là nguyên lý phán xét sát sao các tiêu chí ẩn chứa bên trong các khẳng định. Chú trọng chủ nghĩa hoài nghi, Hegel cho rằng ta không thể ngộ nhận bất kì một sự thật nào mà chưa được tôi luyện qua kinh nghiệm; kể cả các phạm trù tiên nghiệm của Logic cũng phải đạt được "sự xác tín" nhất định trong thế giới tự nhiên và ở thành tựu của nhân loại.
Tâm đắc châm ngôn Delphi "biết mình", Hegel cho rằng sự tự-quy định tự do chính là bản chất của loài người – một kết luận rút ra từ ấn bản 1806-07 của cuốn Hiện tượng học; sau được ông tái khẳng định dựa trên tường thuật hệ thống của sự độc lập logic, tự nhiên, và tinh thần trong cuốn Bách khoa thư. Ông cho rằng Logic bảo toàn và vượt bỏ thế lưỡng phân của vật chất và tinh thần – nghĩa là, nó giải thích sự liên tục đồng thời với sự biệt lập giữa hai lĩnh vực tự nhiên và văn hóa – như một sự thiết yếu mang tính siêu hình và "tính đồng nhất của sự đồng nhất và bất đồng nhất" mạch lạc.
Hegel có một sức ảnh hưởng cực kỳ lớn đối với đa dạng các trào lưu triết học, tiêu biểu là chủ nghĩa Marx và chủ nghĩa thực dụng Hoa Kỳ, cùng nhiều phong cách và truyền thống triết học khác, vang vọng cho đến tận ngày nay.

## Tiểu sử

### Stuttgart, Tübingen, Bern, Frankfurt: 1770–1800

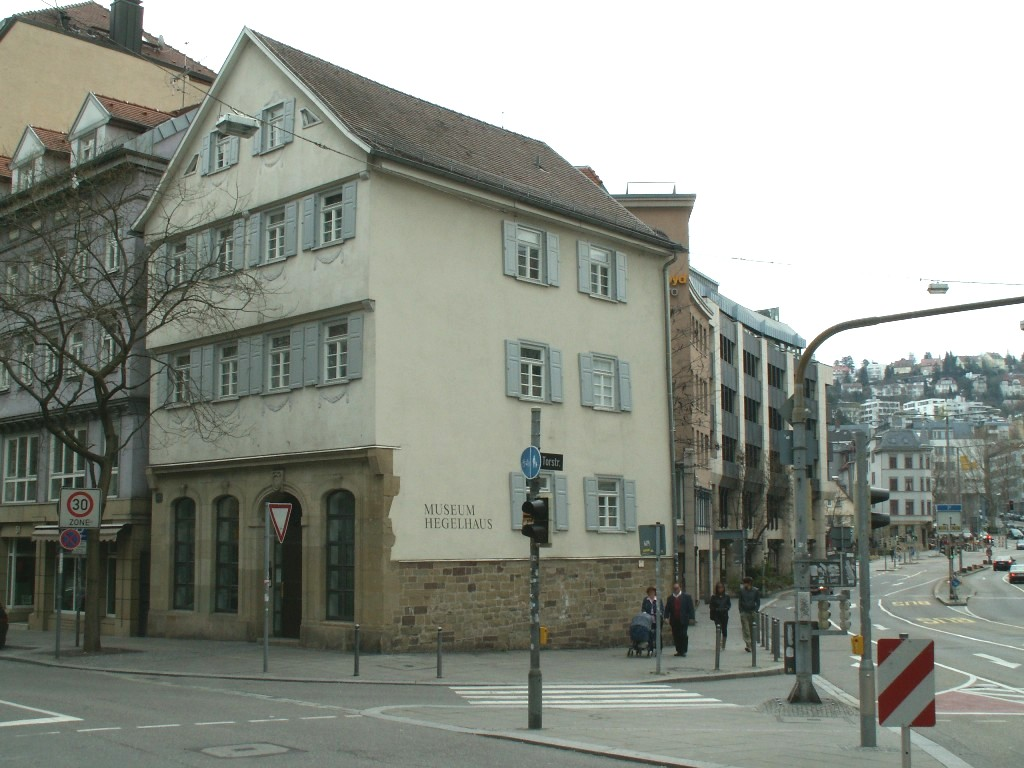
Nơi sinh của Hegel tại Stuttgart, nay là Bảo tàng Hegel

Hegel chào đời ngày 27 tháng 8 năm 1770 tại Stuttgart, thủ phủ công quốc Württemberg ở Tây Nam nước Đức. Cha ông, Georg Ludwig, là thư ký của văn phòng thuế vụ tại triều đình của Karl Eugen, Công tước của Württemberg. Mẹ ông, Maria Magdalena Louisa (nhũ danh Fromm), là con gái của một luật sư tại Tòa án Công lý Cấp cao trực thuộc tòa án Württemberg. Bà qua đời do sốt bilirubin khi Hegel mới 13 tuổi. Hegel và cha ông cũng mắc bệnh tương tự, nhưng sống sót qua khỏi. Hegel có một người em gái tên là Christiane Luise (1773–1832); và một người em trai tên là Georg Ludwig (1776–1812), bỏ mạng trong chiến dịch xâm lược Nga của Napoléon năm 1812. Năm lên ba, Hegel nhập học Trường Đức rồi hai năm sau vào học Trường Latinh. Năm 1776, ông theo học trường Eberhard-Ludwigs-Gymnasium ở Stuttgart, dành thời gian đọc ngấu nghiến sách vở, chép lại những đoạn trích dài trong nhật ký của mình. Các tác giả mà ông đã đọc bao gồm nhà thơ Friedrich Gottlieb Klopstock và các nhà văn gắn liền với thời kỳ Khai sáng, chẳng hạn như Christian Garve và Gotthold Ephraim Lessing. Năm 1844, người viết tiểu sử đầu tiên của Hegel, Karl Rosenkranz, miêu tả nền giáo dục thời đó như sau: "[nó] bị chi phối hoàn toàn bởi thời kỳ Khai sáng khi xét về nguyên tắc và bởi cổ đại Hy-La khi xét về chương trình giảng dạy." Kết thúc khóa học, Hegel phát biểu bài diễn văn "Tình trạng nghệ thuật và học thuật thất bại ở Thổ Nhĩ Kỳ."

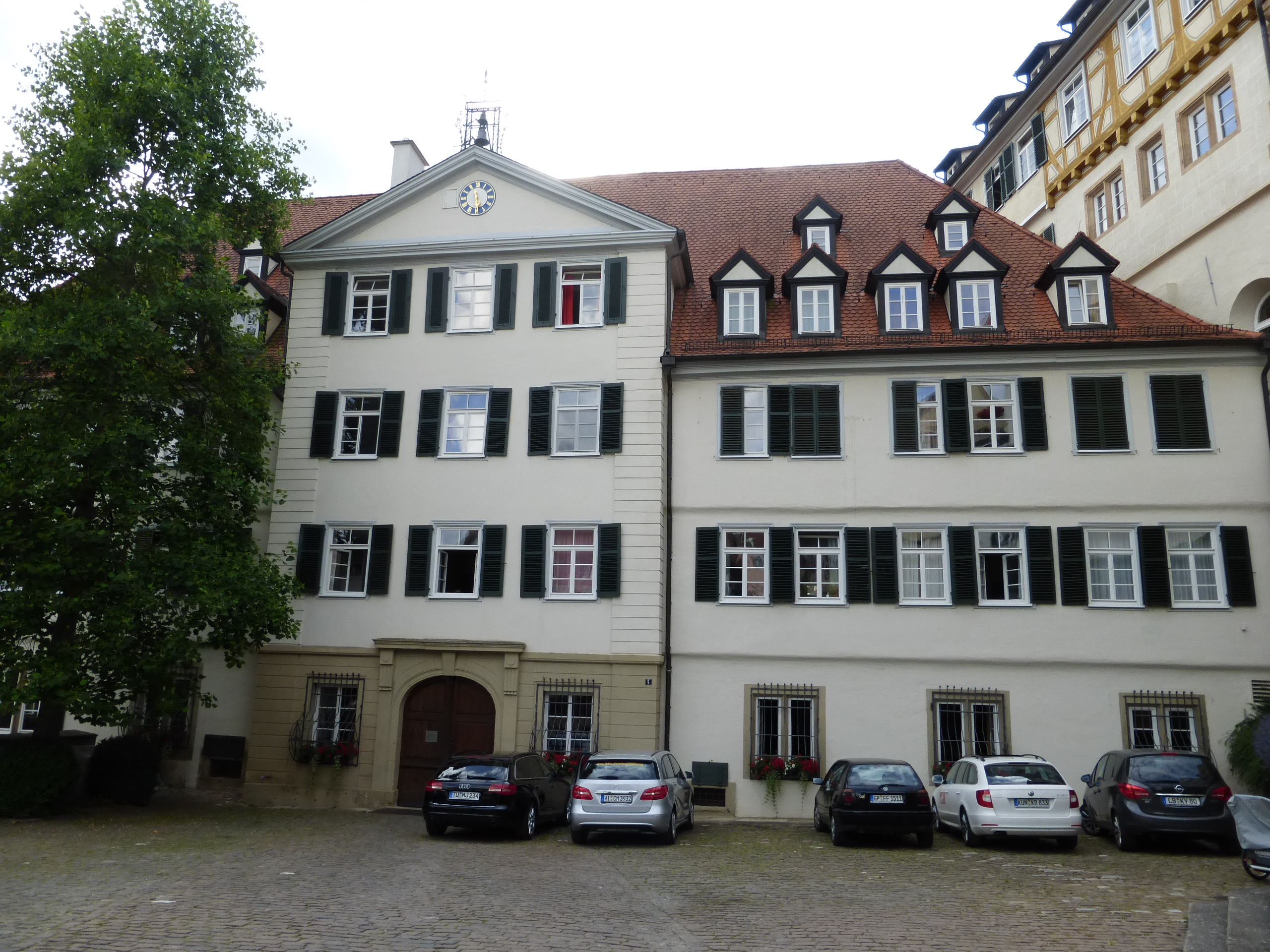
Hegel, Schelling, và Hölderlin, sống chung trong căn phòng ngay phía trên lối vào tòa ký túc của Tübinger Stift (phiên âm: Tuy-bin-ghen).

Năm 18 tuổi, Hegel chuyển tới sinh hoạt tại Tübinger Stift, một chủng viện Tin lành của Đại học Tübingen, nơi ông gặp gỡ những người bạn cùng phòng là thi sĩ kiêm triết gia Friedrich Hölderlin và triết gia tương lai Friedrich Schelling. Do ba người họ đều không thích môi trường gò bó của Chủng viện, họ trở thành bạn thân và ảnh hưởng tư tưởng lẫn nhau. (Hegel có lẽ đã chọn học tại đây vì nó được nhà nước tài trợ. Hơn nữa, Hegel cũng từng giãi bày rằng ông có "một sự chán ghét sâu đậm đối với việc học thần giáo chính thống" và chưa bao giờ muốn làm mục sư.) Họ đều vô cùng ngưỡng mộ nền văn minh Hy Lạp, đồng thời Hegel cũng trau dồi thêm các tư tưởng của Jean-Jacques Rousseau và Lessing. Họ theo dõi diễn biến của Cách mạng Pháp khá nhiệt tình. Mặc dù bạo lực của triều đại Khủng bố năm 1793 đã khiến Hegel cực kỳ thất vọng, song ông vẫn kiên nhẫn ủng hộ phái Girondin ôn hòa và khắc ghi những nguyên tắc năm 1789, điều mà ông thể hiện bằng cách nâng ly chúc mừng cuộc đột chiếm ngục Bastille vào ngày 14 tháng 7 hằng năm. Schelling và Hölderlin đắm mình trong những cuộc tranh luận về triết học Kant, thứ triết học mà Hegel hồi đó thấy xa lạ. Lúc bấy giờ, ông mường tượng mình sẽ trở thành một Popularphilosoph trong tương lai (tức một "văn nhân học giả"), với sứ mệnh phổ biến những ý tưởng triết học trừu tượng cho công chúng để họ có thể thấu hiểu được. Ý tưởng phản ánh chủ nghĩa Kant của Hegel mới chớm khá muộn vào năm 1800.

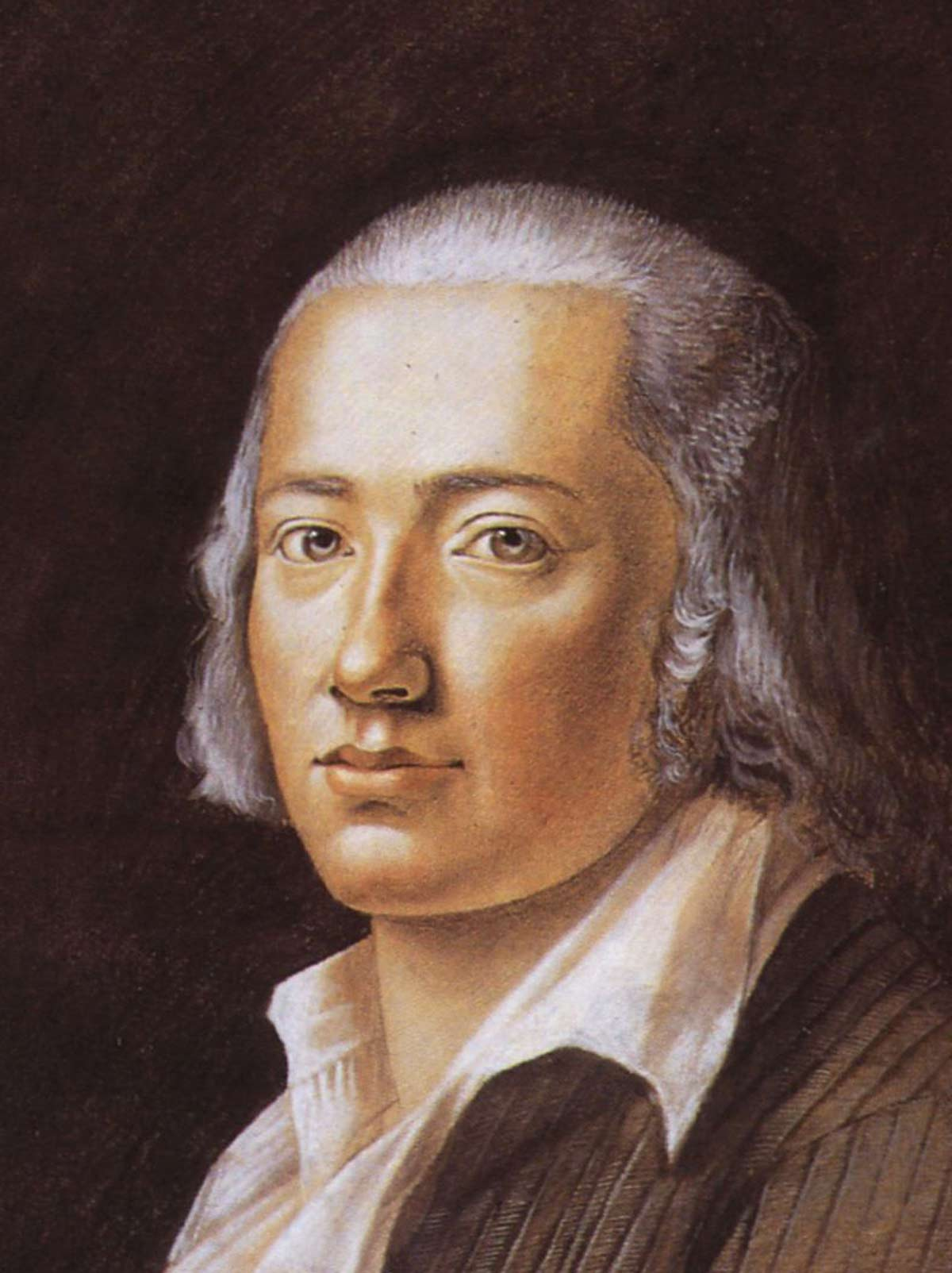
Nhà thơ Friedrich Hölderlin là một trong những người bạn thân và bạn cùng phòng của Hegel tại Tübinger Stift.

Sau khi nhận chứng chỉ thần học của Chủng viện Tübingen, Hegel làm Hofmeister (gia sư) cho một gia đình quý tộc ở Bern (1793–1796). Trong thời kỳ này, ông biên soạn cuốn Das Leben Jesu (Cuộc đời của Jesus) và một bản thảo có nhan đề "Tính thực định của Kitô giáo". Mối quan hệ giữa ông với các gia chủ ngày càng căng thẳng, vậy nên Hegel chấp nhận lời ngỏ của Hölderlin sang làm gia sư cho một gia đình buôn rượu ở Frankfurt vào năm 1797. Tại đó, Hegel đã chịu nhiều ảnh hưởng quan trọng từ tư tưởng của Hölderlin. Khi ở Berne, Hegel từng phê phán kịch liệt Kitô giáo chính thống; song khi tới Frankfurt, do chịu ảnh hưởng của chủ nghĩa lãng mạn, quan điểm của Hegel đã bị đảo ngược hoàn toàn và ông bắt đầu tìm hiểu về mặt kì bí của trải nghiệm yêu như là bản chất thực sự của tôn giáo. Cũng trong năm 1797, bản thảo khuyết danh với nhan đề "Das älteste Systemprogramm des deutschen Idealismus" ra đời nhưng chưa từng được xuất bản hoặc ký tên.Thủ bút trong tác phẩm là của Hegel, song tác giả thật sự của nó nhiều khả năng là Schelling hoặc Hölderlin. Tại Frankfurt, Hegel soạn "Những mẩu tiểu luận về tôn giáo và tình yêu". Năm 1799, Hegel viết bài luận "Tinh thần của Kitô giáo và số phận của nó", song nó không được xuất bản lúc ông còn sống.

### Jena, Bamberg, Nürnberg: 1801–1816

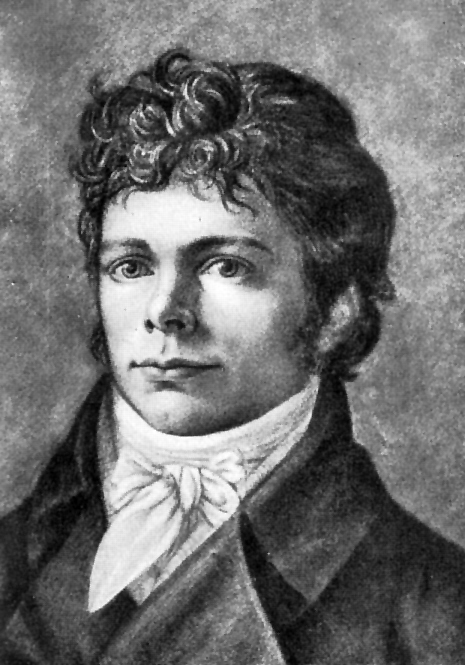
Trong thời gian trú tại Jena, Hegel góp phần thành lập một tạp chí triết học cùng với những người bạn của ông tại chủng viện, bao gồm triết gia thiên tài Friedrich Wilhelm Joseph Schelling

Năm 1801, Hegel đến Jena theo sự khuyến khích của Schelling, người đang giữ chức vụ Giáo sư Đặc biệt (außerordentlicher Professor) tại Đại học Jena. Hegel giành được vị trí Privatdozent (giảng viên không được trả lương) tại Đại học Jena sau khi nộp luận án De Orbitis Planetarum (Về quỹ đạo hành tinh), trong đó ông chỉ trích súc tích các lập luận toán học khẳng định phải tồn tại một hành tinh nằm giữa Sao Hỏa và Sao Mộc. Sau đó, Hegel hoàn thành cuốn sách đầu tay mang tên Sự khác biệt giữa Hệ thống triết học của Fichte và Schelling. Ông giảng về "Logic học và Siêu hình học" và thuyết trình cùng Schelling bài giảng "Giới thiệu về ý tưởng và giới hạn của triết học đích thực". Năm 1802, Schelling và Hegel sáng lập Kitische Journal der Philosophie (Tạp chí Phê bình Triết học), cùng nhau đóng góp các bài viết cho đến khi Schelling chuyển đến Würzburg vào năm 1803. Năm 1805, Hegel được nhà trường thăng chức Giáo sư Đặc biệt không lương sau khi ông viết một lá thư gửi lên bộ trưởng văn hóa Johann Wolfgang Goethe nhằm phản đối việc lăng xê đối thủ triết học của ông là Jakob Friedrich Fries. Hegel cũng cố gắng tranh thủ sự giúp đỡ của nhà thơ kiêm dịch giả Johann Heinrich Voß để đảm bảo một vị trí tại Đại học Heidelberg nhưng bất thành. Hegel thất vọng ê chề khi Fries được phong làm Giáo sư Phổ thông (ordentlicher Professor, có lương) cùng năm đó. Tháng 2 năm sau, con trai ngoài giá thú của Hegel tên là Georg Ludwig Friedrich Fischer (1807–1831) chào đời. Đứa bé là kết quả của cuộc tình giữa Hegel và bà chủ đất Christiana Burkhardt (nhũ danh Fischer). Do nguồn tài chính khánh kiệt, Hegel đành khẩn trương hoàn thiện cuốn sách đã hứa hẹn bấy lâu dẫn nhập độc giả vào hệ thống triết học của ông, với nhan đề Hiện tượng học tinh thần. Hegel hoàn thiện những dòng cuối cùng của cuốn sách vào ngày 14 tháng 10 năm 1806, đồng thời với cuộc giao tranh giữa Napoléon và quân Phổ trên cao nguyên bên ngoài Jena. Sau khi tận mắt chứng kiến cảnh Napoléon cưỡi ngựa đi trên đường phố Jena một hôm trước trận đánh, Hegel đã tả lại ấn tượng của mình về vị hoàng đế Pháp cho Friedrich Immanuel Niethammer như sau:

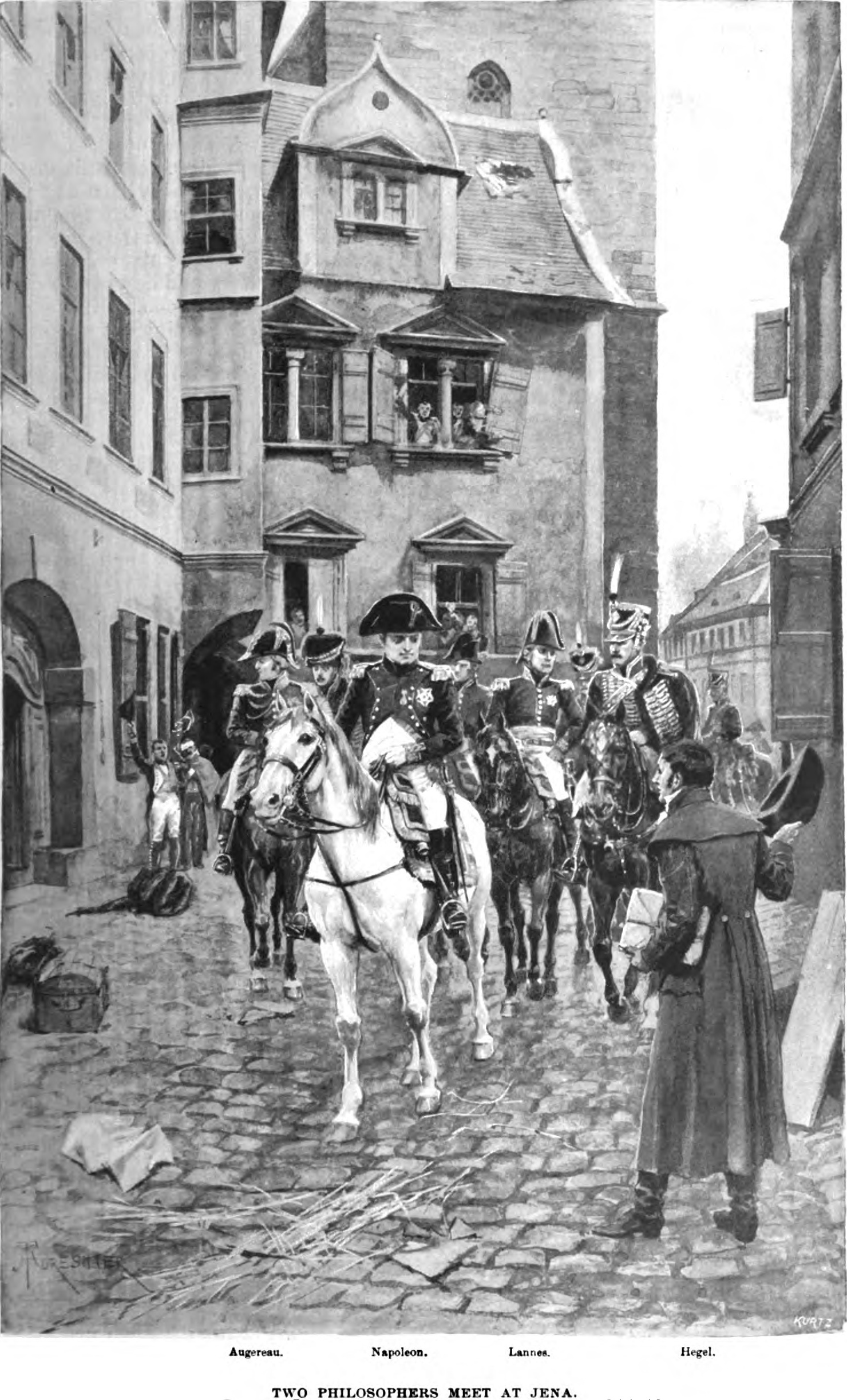
Minh họa "Hegel và Napoleon tại Jena" trên tờ Harper's Magazine, 1895. Trong lá thư gửi người bạn Niethammer, Hegel đã ví von Napoleon như là thứ "linh hồn-thế giới" (Weltseele). Về sau, một số tác giả sử dụng câu dị bản "linh hồn-thế giới trên lưng ngựa" (die Weltseele zu Pferde) đề chỉ lối ẩn dụ của Hegel khi nhắc tới Napoleon trong bức thư.

Tôi đã thấy vị hoàng đế – thứ linh hồn thế giới ấy [Weltseele] – cưỡi ngựa ra khỏi thành phố để đi trinh sát. Quả là một xúc động phi thường khi chiêm ngưỡng một cá nhân như vậy, người mà, tập trung ở đây tại một điểm duy nhất, ngồi trên yên ngựa, dang tay ra thế giới và làm chủ nó.
Nhà nghiên cứu tiểu sử Hegel, Terry Pinkard, bình chú rằng "[bức thư] còn nổi bật hơn cả vì ông lúc đó đã thảo xong phần quan trọng của cuốn Hiện tượng học, trong đó ông nhận xét rằng cuộc Cách mạng hiện đã chính thức lan sang một vùng đất khác (nước Đức) mà sẽ hoàn thành 'trong tư tưởng' những gì Cách mạng chỉ mới hoàn thành một phần trên thực tế". Mặc dù Đại học Jena vẫn khá nguyên vẹn trong khi đại bộ phận thành phố đã bị san phẳng bởi trận đánh của Napoleon, rất ít sinh viên trở lại học và việc tuyển sinh của trường cũng bị ảnh hưởng xấu, càng khiến cho tình hình tài chính của Hegel trở nên thậm tệ. Ông dành mùa đông lữ hành đến Bamberg và ở cùng Niethammer, nhằm giám sát việc in thử cuốn Hiện tượng học đang tiến hành. Nỗ lực tìm kiếm vị trí giáo sư mới của Hegel hoàn toàn vô vọng. Ông thậm chí từng viết thư xin Goethe đảm bảo cho ông một vị trí lâu dài thay thế một giáo sư Thực vật học, điều mà rốt cuộc cũng bất thành. Năm 1807, ông đành chuyến đến Bamberg vì vốn liếng tiết kiệm lẫn nhuận bút từ cuốn Hiện tượng học đã cạn kiệt; mục tiêu trước mắt của Hegel là kiếm một công việc để có tiền nuôi đứa con trai Ludwig. Tại đây, nhờ sự giúp đỡ của Niethammer, ông được nhận làm biên tập viên cho tờ báo địa phương Bamberger Zeitung. Ludwig Fischer và mẹ cậu bé vẫn sống ở Jena.

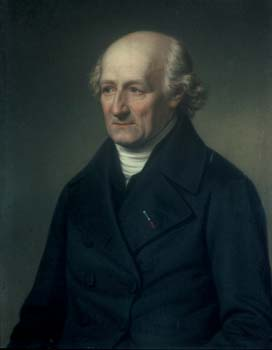
Friedrich Immanuel Niethammer (1766–1848) rộng lượng hỗ trợ tài chính cho Hegel và giúp ông có được nhiều chức vụ.

Với tư cách là biên tập viên của một tờ báo thân Pháp, Hegel hết lời ca ngợi Napoléon và thường viết các bài xã luận mang quan điểm thiên vị Pháp cũng như đả kích tường thuật chiến trường phía Phổ. Trong khoảng thời gian này, Hegel trở thành một nhân vật quan trọng trong đời sống xã hội Bamberg, lọt vào các cuộc chuyện trò phiếm của dân địa phương. Ông thường xuyên đến thăm vị quan chức Johann Heinrich Liebeskind, chơi bài tại tư gia Liebeskind cùng nhiều nhân sĩ thân hào, đồng thời thưởng thức đồ ăn ngon cùng loại bia Bamberg hảo hạng. Tuy vậy Hegel khinh thường những gì ông coi là "Bayern cũ", thường xuyên gọi miệt thị nó là "Barbaria" (vùng đất rợ) và lo ngại rằng "những vùng quê" như Bamberg sẽ mất quyền tự chủ dưới sự cai trị của nhà nước Bayern mới. Tháng 9 năm 1808, chính quyền Bayern điều tra Hegel với cáo buộc xâm phạm an ninh quốc gia, theo đó ông đã xuất bản và làm lộ động thái tiến quân của Pháp, song may mắn thoát tội. Sau lần đó, Hegel viết thư cho Niethammer, hiện là một quan chức cấp cao ở Munich, thỉnh cầu ông đảm bảo hộ một vị trí giảng dạy. Nhờ công lao của Niethammer, Hegel được bổ nhiệm làm hiệu trưởng của một gymnasium ở Nuremberg vào tháng 11 năm 1808, chức vụ mà ông giữ cho đến năm 1816. Khi ở Nuremberg, Hegel hiệu đính cuốn Hiện tượng học tinh thần để phù hợp cho việc thuyết giảng trên lớp. Một phần trách nhiệm của ông tại đây là dạy khóa học "Dẫn nhập kiến thức về tính thống nhất phổ quát của các khoa học". Năm 1811, Hegel kết hôn với Marie Helena Susanna von Tucher (1791–1855), con gái cả của một Thượng nghị sĩ. Trong giai đoạn này ông xuất bản công trình lớn thứ hai của mình, Khoa học Logic (Wissenschaft der Logik; 3 tập, 1812, 1813 và 1816), và chào đón sự ra đời của hai người con trai, Karl Friedrich Wilhelm (1813–1901) và Immanuel Thomas Christian (1814–1891).

### Heidelberg, Berlin: 1816–1831
Sau khi nhận được lời mời làm giảng viên của các trường Đại học Erlangen, Berlin và Heidelberg, Hegel chọn Heidelberg và cư trú luôn ở đó vào năm 1816. Người con ngoài giá thú của Hegel, Ludwig Fischer, nương náu một thời gian tại trại mồ côi sau khi bà Christiana Burkhardt qua đời. Cậu bé được Hegel cưu mang và chuyển tới sống cùng gia đình ông vào tháng 4 năm 1817. Cùng năm, Hegel soạn xong bản tóm tắt Bách khoa thư Khoa học Triết học Đại cương để phân phát cho các sinh viên dự giảng tại Heidelberg. Cũng trong khoảng thời gian này, Hegel bắt đầu giảng về triết học nghệ thuật trên lớp. Năm 1818, Hegel chấp nhận lời đề nghị giữ ghế chủ tịch triết học đã được hoàn mới tại Đại học Berlin, vị trí bị bỏ trống kể từ khi Johann Gottlieb Fichte qua đời vào năm 1814. Tại đây Hegel đã cho ra đời tác phẩm Triết học Pháp quyền (1821). Ông thuyết trình về nhiều chủ đề trên giảng đường như triết học nghệ thuật, triết học chính trị, triết học lịch sử và lịch sử triết học, về sau được biên khảo từ ghi chép của các sinh viên từng dự giảng. Mặc dù chúng rất khó hiểu, danh tiếng Hegel vẫn lan rộng khắp nơi và thu hút lượng lớn sinh viên đến từ mọi miền nước Đức và xa hơn nữa. Hegel cùng các học trò, chẳng hạn như Leopold von Henning và Friedrich Wilhelm Carové, lúc ấy bị đặt dưới sự theo dõi sát sao của bộ trưởng nội vụ Wilhelm Ludwig Sayn-Wittgenstein và nhiều nhân vật có tư tưởng phản động trong triều đình Phổ. Trong phần còn lại của sự nghiệp, Hegel đã hai lần đến Weimar, nơi ông gặp gỡ Goethe, và thực hiện một loạt các chuyến đi tới Brussels, Bắc Hà Lan, Leipzig, Viên, Prague, và Paris.

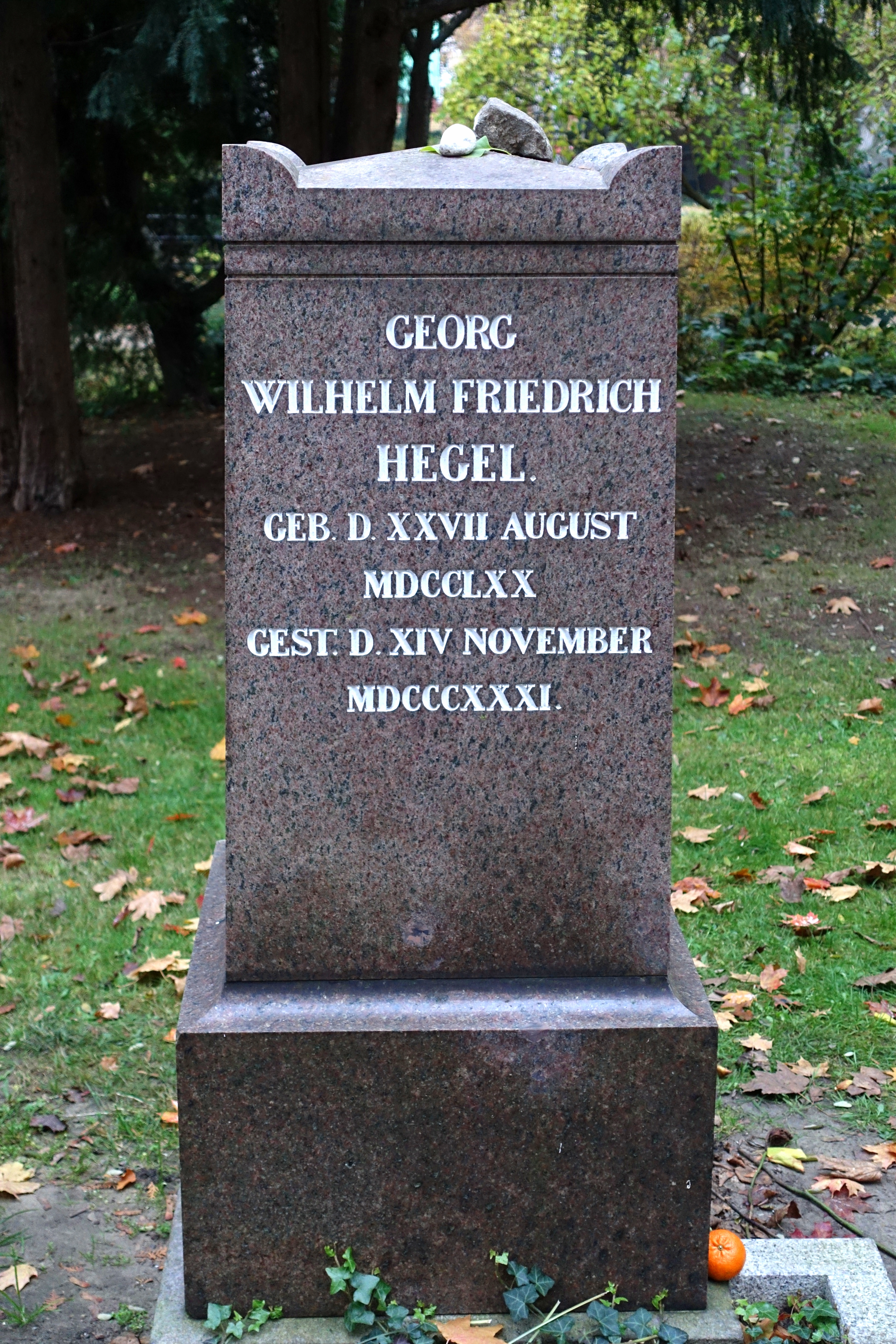
Bia mộ của Hegel tại Berlin

Mười năm cuối đời, Hegel không xuất bản cuốn sách nào nữa mà chỉ chỉnh sửa hai lần cuốn Bách khoa thư (tái bản lần hai, 1827; lần ba, 1830). Về mặt triết học chính trị, ông chỉ trích các tác phẩm phản động của Karl Ludwig von Haller trong đó cho rằng luật pháp là điều không cần thiết. Một số tác phẩm khác về triết học lịch sử, tôn giáo, mỹ học và lịch sử triết học của Hegel được biên khảo từ ghi chép của các học trò và xuất bản sau khi ông mất.
Hegel được bổ nhiệm làm Hiệu trưởng Đại học vào tháng 10 năm 1829, nhưng nhiệm kỳ của ông mau chóng kết thúc vào tháng 9 năm 1830. Hegel lo lắng bởi cuộc bạo động đòi cải cách ở Berlin vào năm đó. Năm 1831, Friedrich Wilhelm III trao tặng ông Huân chương Đại bàng Đỏ, Hạng 3 vì các đóng góp của ông cho nhà nước Phổ. Tháng 8 năm 1831, một trận dịch tả tràn đến Berlin, khiến Hegel phải rời thành phố đến Kreuzberg ở trọ. Thời gian đó, sức Hegel đã yếu đi nhiều rồi và ông rất hiếm khi ra ngoài. Khi học kỳ mới bắt đầu vào tháng 10, Hegel trở lại Berlin vì tin lầm rằng trận dịch đã tắt. Ngày 14 tháng 11, Hegel qua đời. Các bác sĩ tuyên bố nguyên nhân cái chết là do bệnh tả, nhưng cũng có khả năng là do một căn bệnh tiêu hóa. Tương truyền những lời trăng trối của ông là: "Chỉ có một người từng hiểu tôi, và ngay cả ông ta cũng chẳng hiểu tôi." Theo đúng ý nguyện, di hài ông được chôn cất tại nghĩa trang Dorotheenstadt vào ngày 16 tháng 11, bên cạnh nơi yên nghỉ của Fichte và Karl Wilhelm Ferdinand Solger.
Con trai ngoài giá thú của Hegel, Ludwig Fischer, qua đời trước người cha ít lâu khi còn đang tòng quân cho Hà Lan tại Batavia. Tin tức về cái chết của anh không kịp tới được người cha. Đầu năm sau, em gái Hegel là Christiane tự vẫn. Hai người con trai còn lại của Hegel – Karl theo nghiệp sử học; Immanuel theo nghiệp thần học – sống những cuộc đời trọn vẹn, chung tay bảo quản và xuất bản những di cảo để lại bởi người cha quá cố.

## Ảnh hưởng đến Hegel

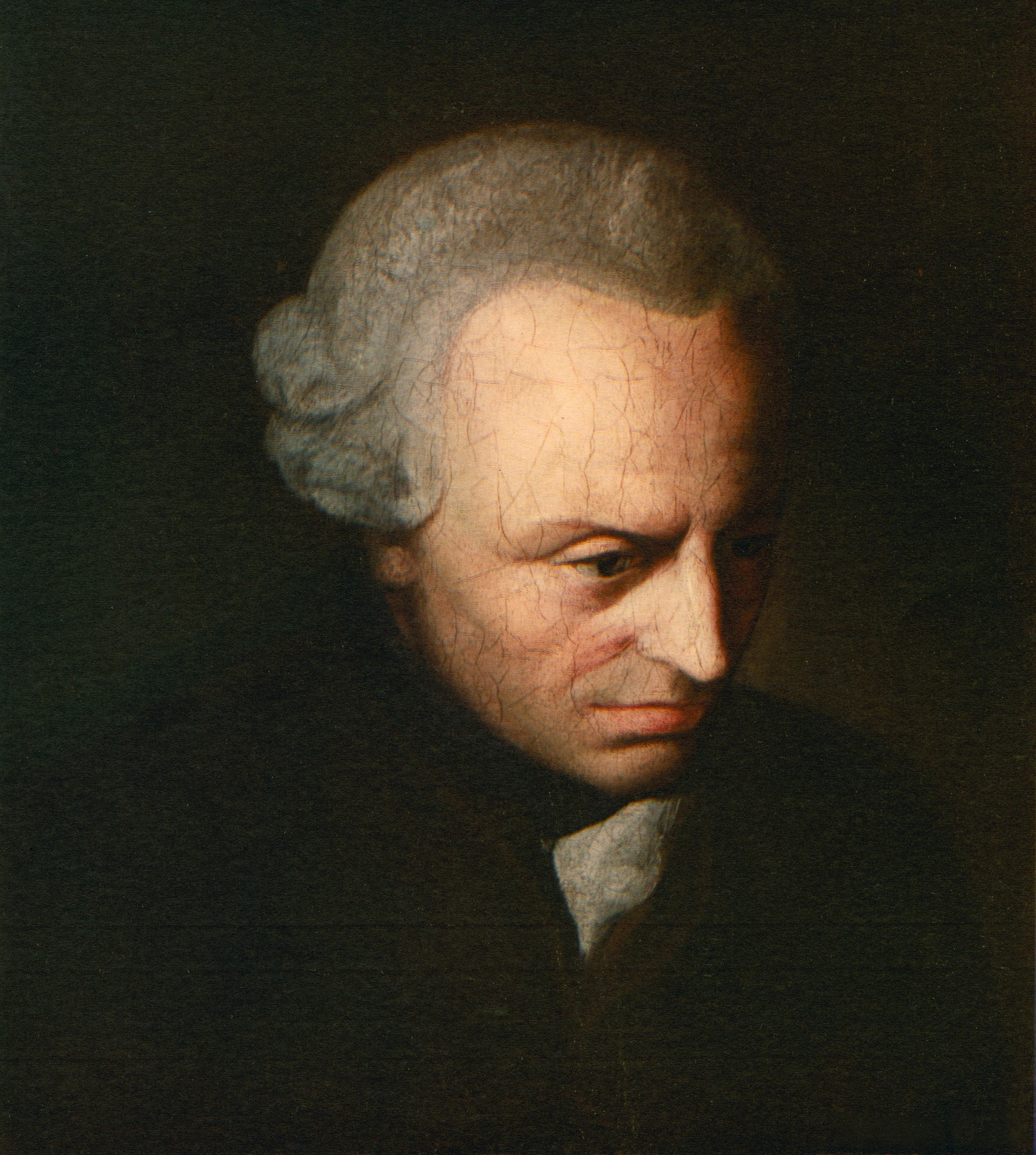
Triết học Phê phán của Immanuel Kant (1724–1804) là một ảnh hưởng cực kỳ lớn đến triết học của Hegel.

Theo triết gia H. S. Harris, thời Hegel còn học tập tại chủng viện Tübingen năm 1788, "ông là sản phẩm điển hình của kỷ nguyên Khai sáng Đức – một độc giả nhiệt thành của Rousseau và Lessing, quen thuộc với Kant (hồi đó Hegel mới chỉ nghe qua về triết học Kant), nhưng có lẽ dành nhiều tâm huyết cho trào lưu kinh điển hơn bất cứ điều gì đương đại." Trong suốt thời kỳ mới chớm đó, "[Các triết gia] Người Hy Lạp – đặc biệt là Platon – được ưu tiên [bởi Hegel]." Mặc dù về sau Hegel đề cao Aristoteles hơn Platon, ông chưa bao giờ trút bỏ niềm yêu thích triết học cổ đại, cái dấu ấn mà xuất hiện đó đây trong tư tưởng của ông.

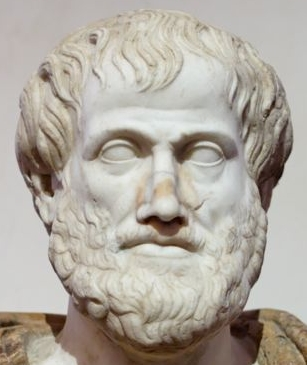
Aristoteles (384–322 TCN) và những triết gia Hy Lạp cổ đại khác là nguồn cảm hứng của Hegel.

Mối quan tâm thuở sớm của Hegel đối với các nhất thể văn hóa khác nhau (Do Thái, Hy Lạp, thời trung cổ và thời hiện đại) đeo bám dai dẳng suốt sự nghiệp triết học về sau của ông. Điều này minh chứng rằng ông cũng chịu ảnh hưởng rất lớn từ chủ nghĩa lãng mạn Đức. Thế hệ của Hegel thường sử dụng cụm từ "sự thống nhất của đời sống" để diễn tả khái niệm cái thiện cao thượng nhất. Nó bao trọn sự thống nhất "với chính mình, với cái khác, và với tự nhiên. Mối đe dọa chính đến cái thống nhất ấy cấu thành chủ yếu từ sự phân đôi (Entzweiung) hoặc sự tha hóa (Entfremdung)."
Theo đó, Hegel thấy rất hợp tình hợp lý khi cho rằng hiện tượng yêu là một "sự khác biệt-bên trong-sự thống nhất", như theo quan niệm của Platon và học thuyết agape của Kitô giáo, khái niệm mà lúc bấy giờ theo ông "đã 'dựa trên Lý trí phổ quát' sẵn rồi." Mối quan tâm này, cùng với những năm tháng học tập tại trường dòng, sẽ còn điểm xuyết tiếp tư tưởng của Hegel, ngay cả khi cái tư tưởng đó về sau phát triển theo hướng lý thuyết hoặc siêu hình nhiều hơn.
Mặc dù thường không được thừa nhận trong các văn thư triết học, song tư tưởng của Hegel (đặc biệt là cấu trúc ba phần của hệ thống triết học Hegel) cũng bắt nguồn phần nào từ truyền thống chủ nghĩa Hermes, nhất là từ những tác phẩm của Jakob Böhme. Niềm tin của Hegel rằng triết học phải có dạng một hệ thống bắt nguồn chủ yếu từ tư tưởng của Schelling và Hölderlin khi họ còn là bạn chung phòng ở Tübingen.
Hegel đọc rất rộng và cũng chịu ảnh hưởng của nhiều nhà kinh tế chính trị, đơn cử như Adam Smith.
Triết học Phê phán của Kant đã khơi gợi thứ Hegel cho là mối nối đương đại tối hậu giữa các đơn vị triết học cần phải vượt bỏ. Điều này đã dẫn ông đến với các hệ thống triết học của Fichte và Schelling, rồi khiến ông chú ý hơn đến Spinoza cùng với tranh cãi về thuyết phiếm thần. Tuy vậy, ảnh hưởng của Johann Gottfried von Herder đã khiến Hegel về sau bác bỏ tính phổ quát trong tiền đồ triết lý của Kant, nghiêng hơn về sự tường thuật lý tính được bồi dưỡng về mặt văn hóa, ngôn ngữ, và lịch sử.

## Hệ thống triết học
Hệ thống triết học của Hegel được chia thành ba phần: khoa học logic, triết học tự nhiên và triết học tinh thần (hai phần sau được gộp thành triết học hiện tồn). Cấu trúc này được Hegel tiếp thu từ quan niệm Tân Platon về tam điểm "'tồn đọng – diễn biến – hồi quy' và từ Ba Ngôi của Kitô giáo." Hệ thống ba phần này đã xuất hiện trong các bản thảo của Hegel sớm tận năm 1805, song nó vẫn chưa hoàn chỉnh cho tới khi tác phẩm Bách khoa thư ra mắt vào năm 1817 (ấn bản lần thứ nhất).
Vị trí của logic học trong tương quan với triết học hiện tồn có thể được xác định nếu ta nắm rõ sự phân biệt giữa "trật tự giải thích" và "trật tự tồn tại" của Aristoteles, sau được Hegel kế thừa. Hegel là người theo thuyết chỉnh thể, vậy nên không tin vào thực thể logic trừu tượng của Platon và cũng không tin vào duy danh luận, tức cái đặc thù luôn phải được ưu tiên trong trật tự giải thích cũng như trật tự tồn tại. Thay vào đó, Hegel theo chỉnh thể luận, tức là đối với ông, cái phổ quát luôn phải được ưu tiên trong trật tự giải thích ngay cả khi cái đặc thù tự nhiên đứng nhất trong trật tự tồn tại. Trong tương quan với toàn bộ hệ thống của Hegel, cái phổ quát được củng cố vững chãi bởi logic học.
Michael J. Inwood đã khẳng định rõ rằng: "Ý tưởng logic có tính phi-thời gian và do đó nó không tồn tại trong thời gian ngoại trừ những hiện thân của nó." Hỏi 'khi nào' nó tách thành tự nhiên và tinh thần chẳng khác nào đi hỏi 'khi nào' 12 chia thành 5 và 7. Đây là câu hỏi không có câu trả lời vì nó đã được đoán định dựa trên sự hiểu lầm cơ bản về thuật ngữ. Nhiệm vụ của logic học (ở cấp độ hệ thống cao này) là trình bày rõ ràng thứ mà Hegel gọi là "tính đồng nhất của sự đồng nhất và bất đồng nhất" của tự nhiên và tinh thần. Nói cách khác, nó nhằm mục đích vượt bỏ lưỡng phân luận giữa chủ thể và khách thể. Vậy nên tham vọng của logic học Hegel chính là thiết lập cơ sở siêu hình để tường thuật về tinh thần, thứ liên tục song biệt lập với thế giới tự nhiên 'đơn thuần'.
Thêm nữa, phần cuối cuốn Bách khoa thư của Hegel ngụ ý rằng, ưu tiên bất kỳ một trong ba bộ phận nào của hệ thống này thì kiến giải của ta sẽ "phiến diện," không hoàn thiện hoặc không chính xác. Như Hegel đã nói, "Cái chân lý là cái toàn bộ."

### Hiện tượng học tinh thần
Hiện tượng học tinh thần, công trình nổi tiếng nhất của Hegel, được xuất bản vào năm 1807. Đây là lần đầu tiên, ở tuổi 36, ông đưa ra "cách tiếp cận đặc biệt của riêng mình" và áp dụng "quan điểm có thể dễ dàng nhận ra là mang 'chất Hegel' đối với các vấn đề triết học hậu Kant." Tuy nhiên, cuốn sách của Hegel rất khó hiểu ngay cả đối với những người đồng môn, khiến nó nhận phải nhiều đánh giá tiêu cực. Cho đến tận ngày nay, cuốn Hiện tượng học vẫn khét tiếng là khó đọc, bởi lẽ nó dày đặc khái niệm và ẩn dụ, cũng như đầy ắp các thuật ngữ do riêng tác giả đề ra, và có lối chuyển đoạn không mượt mà. Bài bình luận toàn diện nhất về Hiện tượng học là hai tập sách có nhan đề Hegel's Ladder (The Pilgrimage of Reason và The Odyssey of Spirit), được viết bởi học giả H. S. Harris, lê thê gấp ba lần độ dài chủ đề mà nó bàn.
Ở chương thứ tư của Hiện tượng học, Hegel lần đầu tiên trình bày biện chứng chủ – nô, và đây cũng là phần được biết đến nhiều nhất trong văn hóa đại chúng. Cái cốt của xung đột mà Hegel miêu tả ở đây đó là sự thừa nhận hay công nhận [Anerkennug, anerkennen] thực hành (không phải lý thuyết) của tính phổ quát – ví dụ, tính cá nhân, tính nhân loại – của một trong hai sự tự-ý thức đối lập. Điều mà độc giả tiếp thu được, song sự tự-ý thức vẫn chưa nhận ra, đó là sự thừa nhận chỉ thành công và trở thành hiện thực khi có sự tương hỗ qua lại. Điều này đơn giản vì lẽ, sự thừa nhận ai đó mà chưa coi người đó là một con người đích thực thì không thể xem là sự thừa nhận thích đáng. Hegel ở đây cũng đang chỉ trích quan điểm duy cá nhân về con người và về xã hội như một tập hợp các cá nhân bị nguyên tử hóa; thay vào đó, ông ủng hộ quan điểm toàn thể luận về sự tự-ý thức của con người như được bắt nguồn từ sự thừa nhận của các tha nhân, và quan điểm của ta về bản thân được nhào nặn bởi quan điểm của tha nhân bên ngoài.

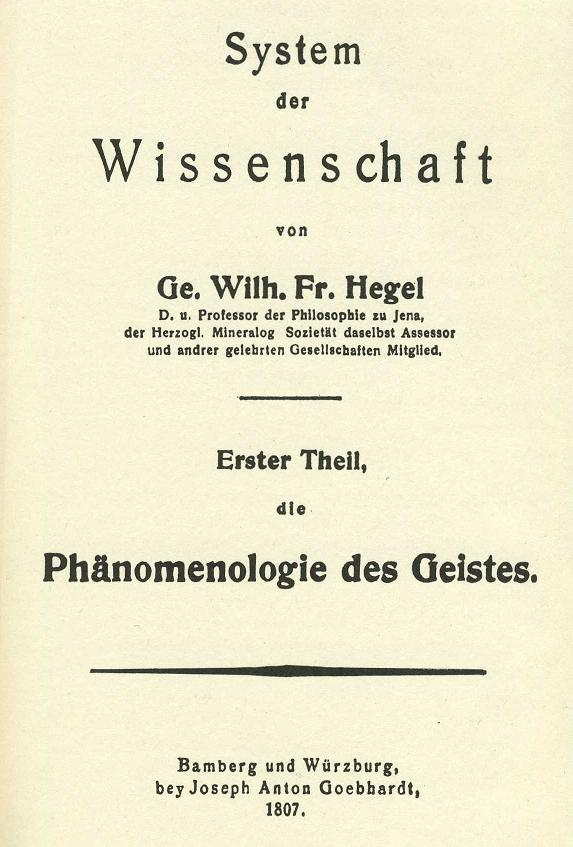
Trang nhan đề của ấn bản gốc năm 1807

Hegel mô tả Hiện tượng học vừa là "phần mở đầu" cho hệ thống triết học của ông, vừa là "phần đầu tiên" của hệ thống với tư cách "khoa học về kinh nghiệm của ý thức." Tuy nhiên thì từ lâu người ta đã tranh cãi về độ phù hợp của nó cho hai vai trò đó; quả thực, chính thái độ của Hegel cũng biến thiên suốt cuộc đời ông.
Tuy nhiên, dù các chi tiết có phức tạp đến đâu, thì chiến lược cơ bản mà cuốn sách cố gắng làm cho thật trọn vẹn vai trò dẫn nhập của nó vào hệ thống triết học ấy không khó để được công nhận. Khởi đầu từ khái niệm cơ bản nhất, "sự xác tín về chính cái ý thức", "điều cấp bách nhất của nó là sự xác tín của khẳng định tôi có ý thức về đối tượng này, tại đây và ngay lúc này," Hegel muốn chỉ ra rằng những "sự xác tín của ý thức tự nhiên" có quan điểm logic tư biện theo hệ quả.
Tuy nhiên, điều này không khiến cuốn Hiện tượng học trở thành một Bildungsroman. Ta phải hiểu rằng, không phải ý thức nằm dưới sự quan sát học hỏi từ kinh nghiệm của nó; mà "chúng ta," những nhà quan sát hiện tượng học, mới là những người rút ra được gì đó từ sự phục nguyên logic Hegel về khoa học kinh nghiệm.
Dẫu vậy, phép biện chứng được trình bày tiếp sau rất rườm rà và khó hiểu. Hegel ví nó như một "con đường của sự tuyệt vọng", trong đó sự tự ý thức thấy mình mắc phải lỗi lầm, lặp đi lặp lại. Bản thân sự tự-khái niệm về ý thức được thử thách trong lĩnh vực kinh nghiệm, và khi khái niệm đó không phù hợp, thì ý thức "phải chịu đựng sức mạnh bạo lực do chính nó gây ra; sức mạnh ấy phá hủy sự thỏa mãn bị giới hạn của chính ý thức." Vì lẽ, như Hegel đã chỉ ra, một người không thể học bơi mà không chịu xuống nước. Bằng cách kiểm tra tuần tiến khái niệm của mình về tri thức, bằng cách "đặt kinh nghiệm làm tiêu chuẩn của mình về kiến thức, Hegel đang trên đường hướng tới một suy diễn diễn dịch siêu nghiệm về siêu hình học."
Trong quá trình biện chứng, cuốn Hiện tượng học có ý đồ chứng minh rằng, bởi vì ý thức luôn bao hàm sự tự-ý thức, chẳng có khách thể 'cho sẵn' nào của sự nhận thức trực tiếp chưa kinh qua tư tưởng cả. Phân tích sâu hơn cấu trúc của sự tự-ý thức cho thấy cả tính ổn định về mặt xã hội lẫn khái niệm về thế giới kinh nghiệm của chúng ta đều phụ thuộc vào mạng lưới thừa nhận tương hỗ. Do đó, những thất bại trong thừa nhận đòi hỏi sự phản tư về quá khứ như một cách "để hiểu bổn phận của chúng ta ở hiện tại." Đối với Hegel, điều này rốt cuộc liên hệ với sự xét lại diễn giải "tôn giáo như là sự phản tư chung của cộng đồng hiện đại về những gì tối thượng quan trọng đối với nó." Cuối cùng, ông cho rằng "tường thuật triết học hiểu theo khía cạnh lịch sử, xã hội về toàn bộ quá trình đó" soi tỏ quan điểm "hiện đại" cá biệt của chúng ta và căn nguyên của nó.
Walter Kaufmann ca ngợi thành tựu của Hegel và bình rằng cuốn Hiện tượng học khuyên nhủ một triết gia không nên "chôn chân trong những quan điểm hiện có mà hãy thâm nhập những quan điểm này vào thực tế con người do chúng phản ánh." Nói cách khác, xem xét một mệnh đề hoặc nội dung của ý thức thôi là chưa đủ; "điều quan trọng là ta phải đặt ra những câu hỏi như, loại tinh thần nào thỏa mãn những mệnh đề như vậy, đứng trên những quan điểm như vậy, và sở hữu một ý thức như vậy. Tức là, mọi góc nhìn không nên chỉ được nghiên cứu như một khả năng học thuật mà còn phải được nghiên cứu như một thực tại hiện sinh."
Điều mà độc giả học được từ cuốn Hiện tượng học tinh thần, đó là: sự kiếm tìm một tiêu chí khách quan ngoại tại về chân lý chỉ là việc vô ích thôi. Sở dĩ vì các ràng buộc đối với tri thức đều mang tính nội tại tất yếu của bản thân tinh thần. Tuy nhiên, dù rằng các giả thuyết và sự tự-quan niệm của chúng có thể luôn được đánh giá lại, phân xử lại, và xét lại, điều này không chỉ là một bài tập tưởng tượng đơn thuần. Các khẳng định về tri thức luôn phải chứng minh sự thích đáng của bản thân chúng trong kinh nghiệm lịch sử thật sự.
Mặc dù Hegel suốt những năm tháng ở Berlin dường như đã đoạn tuyệt với cuốn Hiện tượng học tinh thần, song vào thời điểm ông đột ngột qua đời, Hegel đã lên kế hoạch sửa đổi và tái bản tác phẩm đó. Do bấy giờ chuyện tiền bạc đối với ông không còn quan trọng nữa, nên H. S. Harris cho rằng "suy luận hợp lý nhất có thể được rút ra từ quyết định tái xuất bản cuốn sách đó... là ông vẫn coi 'khoa học kinh nghiệm' là một công trình có giá trị"; cái giá trị mà hệ thống về sau của ông không chứa đựng. Tuy nhiên, chưa có sự đồng thuận hàn lâm nào về vai trò của Hiện tượng học trong hệ thống triết mà Hegel khẳng định tại thời điểm xuất bản.

### Khoa học Logic
Khái niệm logic của Hegel không đồng nghĩa với khái niệm logic thường được dùng trong tiếng Anh. Điều này có thể được thấy rõ, chẳng hạn, trong định nghĩa siêu hình của nó, đó là "khoa học về những sự vật được nắm bắt ở trong tư tưởng, tức trong những gì được xem là để diễn tả những tính bản chất của sự vật." Theo triết gia Michael Wolff, logic của Hegel chính là sự tiếp nối chương trình logic của Kant. Sự giao thoa thỉnh thoảng của nó với quan niệm về logic của Aristoteles quen thuộc hơn chỉ là tình cờ mà thôi. Các thành tựu logic của các nhà toán học thế kỷ 20 như Frege và Russell đều thuộc về lĩnh vực logic hình thức, vì vậy chúng không liên quan đến triết học logic của Hegel, thứ logic mà chỉ quan tâm đến sự siêu hình của chân lý.
Có hai phiên bản Logic của Hegel. Bản thứ nhất, Khoa học Logic (1812, 1813, 1816; bk.I sửa lại 1831), còn có tên là "Đại Logic." Bản thứ hai chính là tập thứ nhất của Bách khoa thư, đôi khi được gọi là "Tiểu Logic." Bản Bách khoa thư Logic là sự rút gọn của cùng một phép biện chứng. Hegel soạn bản này để tiện cho việc giảng dạy trên lớp, chứ không có ý định thay thế toàn bộ công trình đồ sộ hơn.
Hegel cho rằng logic là một khoa học không có tiền giả định, có chức năng tìm hiểu các quy định tư duy [Denkbestimmungen] cơ bản nhất, hay các phạm trù Kantian, vậy nên nó cấu thành cơ sở của triết học. Việc đặt nghi vấn về một vấn đề nào đó, chính nó đã tiền giả định logic; về điểm này, đây là lĩnh vực thẩm tra duy nhất mà liên tục phải phản tư phương thức hoạt động của chính mình. Khoa học Logic là nỗ lực của Hegel nhằm đáp ứng nhu cầu mang tính nền tảng này. Theo lời Hegel, "logic trùng khớp với siêu hình học."
Tuy nhiên, điều quan trọng cần chỉ ra, đó là chương trình siêu hình học của Hegel không phải là sự trở lại với chủ nghĩa duy lý Leibniz-Wolff mà Kant phê phán. Cụ thể, Hegel bác bỏ bất cứ dạng siêu hình học nào mà mang tính tư biện về sự siêu nghiệm. Quá trình được ông áp dụng, vốn là một sự trưng dụng khái niệm của Aristoteles về mô thức, hoàn toàn mang tính nội tại. Rộng hơn, Hegel đồng ý với sự bác bỏ của Kant đối với tất cả các dạng chủ nghĩa giáo điều, đồng thời cho rằng bất cứ siêu hình học nào trong tương lai cũng phải vượt qua bài kiểm tra về sự phê phán. Học giả Stephen Houlgate đánh giá rằng, phương pháp và phê phán về sự phát triển logic nội tại của Hegel khá độc đáo về mặt lịch sử.
Béatrice Longuenesse khẳng định rằng dự án này có thể được hiểu, trong tương quan với Kant, như là "một diễn dịch mang tính siêu hình và siêu nghiệm  bất phân biệt về các phạm trù của siêu hình học." Cách tiếp cận này khẳng định, và tự nhận là biểu diễn, rằng các thấu hiểu về logic không thể được đánh giá bằng các tiêu chuẩn nằm ngoài bản thân tư tưởng, tức là "tư tưởng... không phải gương chiếu của tự nhiên." Dẫu vậy, bà biện luận rằng điều này không có nghĩa là những tiêu chuẩn ấy mang tính võ đoán hoặc chủ quan. George di Giovanni cũng kiến giải Logic là một tác phẩm siêu nghiệm nội tại; các phạm trù của nó, theo Hegel, là một phần của bản thân sự sống, và định nghĩa những thứ tồn tại như là "một khách thể theo tổng quan."
Chương 1 và chương 2 của Logic đề cập lần lượt đến các học thuyết về "Tồn tại" và "Bản chất," được gộp chung thành Logic Khách thể, quan tâm đến việc vượt qua các sự mặc định của siêu hình học truyền thống. Chương ba là chương cuối của cuốn Logic, trong đó thảo luận về học thuyết "Khái niệm," đảm nhận nhiệm vụ tái hợp các phạm trù khách quan vào một trình thuật duy tâm luận thuần túy về thực tại. Nói đơn giản hơn, Tồn tại miêu tả các khái niệm đúng theo cái cách mà chúng biểu hiện, Bản chất cố gắng giải thích chúng với sự quy chiếu tới các lực khác, và Khái niệm giải thích và thống nhất Tồn tại và Bản chất khi xét về mặt mục đích luận nội tại. Các phạm trù của Tồn tại "vượt qua" dạng này sang dạng khác như một sự hàm chỉ tới các các quy định tư duy chỉ độc liên kết ngoại tại với nhau. Các phạm trù của Bản chất "soi rọi" tương hỗ lẫn nhau. Cuối cùng, ở phần Khái niệm, tư tưởng biểu lộ bản thân mình hoàn toàn có khả năng tự-quy chiếu, và vì thế các phạm trù của nó "phát triển" hữu cơ từ dạng này sang dạng khác.
Vì vậy nên rõ ràng rằng, nếu hiểu theo ý Hegel thì từ Begriff (dịch tiếng Anh là "concept" hoặc "notion;" một số tác giả viết hoa) không phải là một khái niệm tâm lý. Khi nó đi kèm mạo từ ("the") hoặc tính từ "logic[al]," Hegel đang chỉ tới cấu trúc khả niệm của thực tại như được trình bày trong Logic Chủ quan. (Khi dùng ở dạng số nhiều, ý của Hegel gần hơn với ý nghĩa trong từ điển.)
Sự tra vấn trong tư tưởng của Hegel là nhằm để hệ thống hóa sự tự-dị biệt nội tại bản thân của tư tưởng, tức là, làm cách nào các khái niệm thuần túy (các phạm trù logic) khác nhau đôi một trong các quan hệ hàm chỉ và phụ thuộc lẫn nhau đa dạng của chúng. Ví dụ, trong phần biện chứng mở đầu của Logic, Hegel khẳng định là đã biểu diễn tư tưởng về "tồn tại, tồn tại thuần túy – mà không tự-quy định gì hơn" khá khác biệt so với khái niệm về hư vô, và rằng, trong sự "qua lại" giữa tồn tại và hư vô này, "mỗi cái ngay tức khắc biến mất trong đối lập của nó." Vận động này không phải là khái niệm đơn nhất hay tha thể kia, mà là phạm trù của sự trở thành. Không tồn tại sự dị biệt nào ở đây mà ta có thể "quy chiếu," thay vào đó chỉ tồn tại một biện chứng mà ta có thể quan sát và miêu tả.
Phạm trù cuối cùng của Logic là "cái ý niệm." Cũng như "cái khái niệm", ý của thuật ngữ Hegel này không có tính tâm lý. Thay vào đó, bám theo Phê phán lý tính thuần túy của Kant, cách dùng của Hegel gần với nghĩa từ eidos tiếng Hy Lạp cổ, một khái niệm của Platon về mô thức tồn thực toàn bộ và phổ quát: "Idee của Hegel (giống ý niệm của Platon) là sản phẩm của một nỗ lực nhằm hợp nhất bản thể học, tri thức luận, sự đánh giá, v.v. thành một tập hợp khái niệm duy nhất."
Cuốn Logic chứa đựng trong nó sự tất yếu về lãnh giới của tính tùy cơ tự nhiên-tinh thần, điều mà không thể được định trước: "Để tiến xa hơn, nó phải trút bỏ hoàn toàn tư duy và giải thoát cho chính mình, khai mở bản thân cho thứ khác biệt tư tưởng về tính tiếp thụ thuần túy." Nói đơn giản hơn, logic hiện thực hóa bản thân chỉ trong lĩnh vực tự nhiên và tinh thần, trong đó nó đạt tới "sự xác tín" về chính mình. Vì vậy, kết luận của cuốn Khoa học Logic là "cái ý niệm buông thả [entläßt] chính mình" vào "sự sống ngoại tại và khách quan" – và, cũng chính vì vậy, sự quá độ mang tính hệ thống vào phần Realphilosophie.

### Triết học hiện tồn

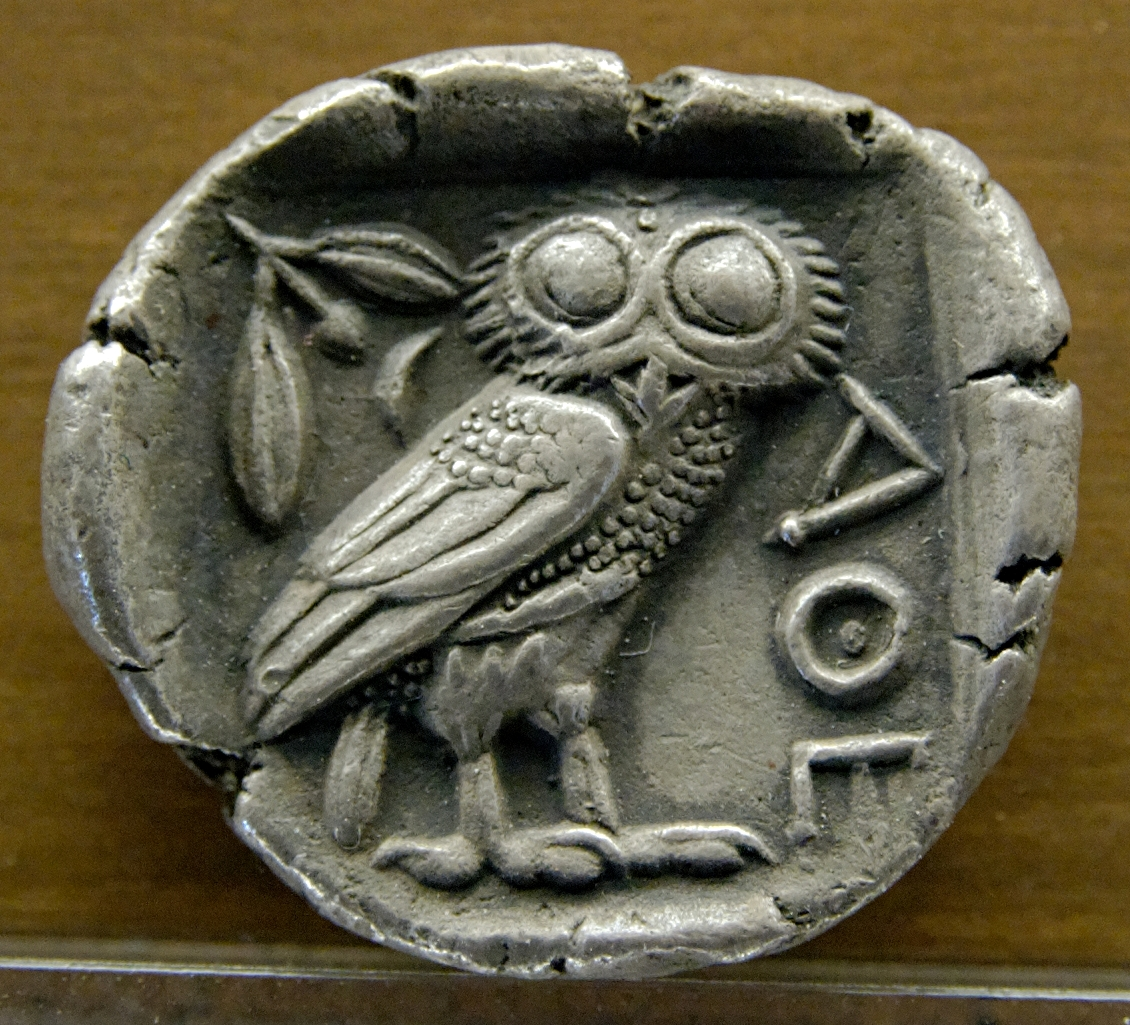
Hegel vận dụng phép ẩn dụ Con cú Minerva để trình bày quan điểm rằng: triết học thấu hiểu được hoàn cảnh lịch sử chỉ khi tiến trình đó đã diễn ra.

Trái ngược với phần thứ nhất, phần thứ hai của hệ thống, còn có tên là triết học hiện tồn – triết học về Tự nhiên và Tinh thần – là một tiến trình lịch sử tiếp diễn. Theo lời của Hegel, nó là "việc thấu hiểu thời đại của chính mình bằng tư tưởng." Hegel viết thêm như sau:
Xin nói thêm một chút về việc hướng dẫn làm sao cho thế giới thành cái nó phải là: triết học, dù sao, bao giờ cũng đến quá muộn trong việc hoàn thành chức năng ấy! Với tư cách là tư tưởng về thế giới, triết học chỉ xuất hiện vào thời điểm khi hiện thực đã kinh qua hết diễn trình đào luyện chính mình và đạt tới trạng thái đã hoàn tất [sich Fertig machen]. Bài học do Khái niệm chỉ ra này đã được lịch sử minh chứng một cách tất yếu: chỉ một khi hiện thực đã đạt tới độ chín muồi thì cái lý tưởng mới xuất hiện ra như là cái đối lập với cái hiện tồn, nắm bắt thế giới hiện tồn trong bản thể của nó và tái tạo lại thế giới ấy dưới hình thái của một vương quốc trí tuệ. Khi triết học vẽ màu xám của mình lên trên màu xám, thì một hình thái của cuộc sống đã trở nên già cỗi, và hình thái ấy không thể nào được làm cho tươi trẻ lại bởi màu xám lên trên màu xám của triết học chỉ có thể được nhận thức mà thôi; con chim cú của Minerva chỉ bắt đầu cất cánh lúc hoàng hôn— G. W. F. Hegel, bản dịch của Bùi Văn Nam Sơn.

Điều này có thể dễ dàng được hiểu - và cũng thường xuyên được hiểu - là phát biểu thừa nhận sự bất lực của triết học, trên bình diện chính trị hoặc bình diện khác, và là sự hợp lý hóa hiện trạng. Tuy nhiên, Allegra de Laurentiis chỉ ra rằng cụm từ "sich Fertig machen" tiếng Đức không đơn thuần chỉ sự hoàn tất mà còn có thể chỉ sự chuẩn bị. Ý thứ hai này rất quan trọng vì nó phản ánh chính xác hơn khái niệm tính thực của Aristoteles, trong đó, tính thực là tồn tại-dạng công-giữ nguyên-chính nó (being-at-work-staying-itself) mà không thể kết thúc hoặc hoàn thành một lần và mãi mãi.
Hegel miêu tả mối quan hệ giữa các bộ phận triết học logic và triết học hiện tồn trực thuộc hệ thống của ông như sau: "Nếu triết học không đứng trên thời đại của nó về mặt nội dung, thì nó thực hiện điều đó về mặt mô thức, bởi lẽ, như tư duy và tri thức về cái mà được coi là tinh thần bản thể của thời đại của nó, nó làm cho tinh thần đó trở thành khách thể của chính nó."
Chính xác hơn, điều khiến cho triết học của Hegel mang tính khoa học theo nét nghĩa cụ thể được dùng ở đây, đó là dạng logic mạch lạc hệ thống mà triết học đó phát lộ trong vật chất tự nhiên-lịch sử của nó – vậy nên cũng sẽ bộc lộ trong biểu tượng của nó.

### Triết học Tự nhiên
Triết học tự nhiên sắp xếp vật chất của khoa học tự nhiên theo cách có hệ thống; với tư cách là một phần của triết học hiện tồn, không đời nào nó đi "bảo tự nhiên rằng nó [tự nhiên] phải trông như thế nào." Về mặt lịch sử, rất nhiều nhà diễn giải đã đặt nghi vấn về sự hiểu biết của Hegel đối với lĩnh vực khoa học tự nhiên đương thời. Tuy nhiên, những tuyên bố kiểu vậy cũng đã bị thách thức bởi nhiều học giả khác.
Một trong ít cách mà triết học tự nhiên có thể đính chính các khẳng định được đưa ra bởi khoa học tự nhiên đó là đấu tranh chống lại các kiến giải đơn giản hóa; tức là bác bỏ kiến giải mà vận dụng các phạm trù không phù hợp để giải thích độ phức tạp của hiện tượng đang bàn đến, chẳng hạn như kiến giải sự sống chỉ bằng các thuật ngữ hóa học.
Mặc dù Hegel và các triết gia tự nhiên khác muốn hồi sinh sự hiểu biết mang tính mục đích về tự nhiên, họ biện giải rằng khái niệm mục đích luận nội tại và siêu việt khắt khe của họ chỉ "giới hạn ở những mục đích khả kiến nằm trong chính tự nhiên." Do đó, họ khẳng định luận điểm ấy không vi phạm sự phê phán của trường phái Kant. Vững vàng hơn nữa, Hegel và Schelling cho rằng nỗ lực của Kant nhằm hạn định mục đích luận tại trạng thái điều hành đã góp phần làm suy yếu chính cái cơ đồ lý luận của ông ta về sự lý giải các khả năng của tri thức. Họ luận rằng "chỉ khi ta giả thiết tồn tại một sinh thể thì ta mới có thể giải thích sự tương tác thực giữa tính chủ quan và tính khách quan, cái ý thể và cái thực tồn." Vậy nên sinh thể phải được nhận thức là ở trong trạng thái cấu tạo.
Khi dẫn nhập độc giả thế kỷ 21 với Hegel, Dieter Wandschneider đã bảy tỏ rằng "triết học khoa học đương đại" đã lãng quên "vấn đề bản thể học đang lâm nguy, đơn cử như, câu hỏi về một tự nhiên có luật lệ theo bản chất": "Cân nhắc, chẳng hạn, vấn đề về cái gì cấu thành luật tự nhiên. Vấn đề này là tâm điểm của sự hiểu biết của ta về tự nhiên. Ấy thế mà triết học khoa học vẫn chưa đưa ra được câu trả lời xác đáng nào cho vấn đề này tính đến nay. Và ta cũng chẳng nên quá kỳ vọng vào một câu trả lời đến từ chuyên ngành ấy trong tương lai." Quay về với Hegel, do vậy, chính là điều mà Wandschneider muốn các nhà triết học khoa học trong lĩnh vực triết học tự nhiên noi theo.
Các học giả gần đây cũng lý lẽ rằng cách tiếp cận của Hegel đối với triết học tự nhiên cung cấp cho ta các tài nguyên quý giá để hỗ trợ quá trình hình thành luận thuyết và giúp ta đối mặt với những thách thức môi trường mà chưa từng được Hegel lường trước. Những triết gia này tập trung vào các bình diện thuộc hệ thống triết học của Hegel như nền tảng siêu hình độc đáo của nó và sự liên tục trong sự hình dung của nó về quan hệ tự nhiên – tinh thần.

### Triết học Tinh thần

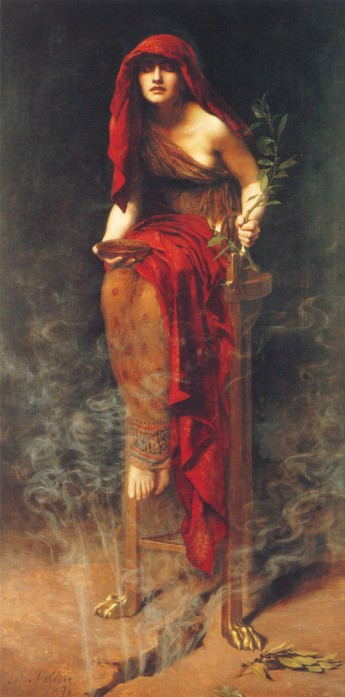
Họa phẩm Nữ tư tế xứ Delphi (1891) của John Collier. Châm ngôn "biết mình" khắc trên ngôi đền Apollo ở Delphi chi phối toàn bộ triết học về tinh thần của Hegel.

Nguyên ngữ của từ tinh thần được dùng bởi Hegel trong tiếng Đức là Geist, và nó có thể có nhiều ý nghĩa khác nhau. Theo nghĩa rộng nhất, Geist "biểu thị tinh thần con người và các sản phẩm của nó, tương phản với tự nhiên và với ý niệm logic."
Khá sáng tỏ trong phần Anthropologie, khái niệm Geist của Hegel được lấy cảm hứng từ khái niệm tự tham chiếu energeia của Aristoteles. Tinh thần không phải là cái gì đó nằm trên hoặc nằm ngoài tự nhiên. Nó là "sự tổ chức và sự phát triển cao nhất" của quyền lực tự nhiên.
Theo Hegel thì "bản chất của tinh thần là sự tự do". Chương Triết học Tinh thần trong cuốn Bách khoa thư lần theo diễn trình đã được tiền định của sự tự do này cho đến khi tinh thần thỏa mãn hoàn toàn câu châm ngôn Delphi mà Hegel đã nêu ban đầu, đó là "biết mình".
Khái niệm tự do của Hegel không phải (hoặc không chỉ đơn thuần) là khả năng đưa ra lựa chọn võ đoán, mà là "quan niệm cốt lõi" cho rằng "điều gì đó, nhất là một cá nhân, là tự do khi, và chỉ khi, là độc lập và tự-quy định, chứ không phải bị quy định hay phụ thuộc vào điều gì khác ngoài bản thân mình." Nói cách khác (ít nhất là chủ yếu, về mặt biện chứng), tự do là một giải trình về điều mà sau này Isaiah Berlin gọi là tự do thực định.

#### Tinh thần chủ quan
Nằm tại phần chuyển tiếp từ tự nhiên sang tinh thần, vai trò của Triết học Tinh thần Chủ quan là phân tích "những yếu tố cần thiết cho, hoặc tiền giả định bởi, những quan hệ kiểu đó [của tinh thần khách quan], cụ thể là các cấu trúc đặc trưng của, và cần thiết đối với, tác nhân duy lý cá nhân." Điều này được thực hiện bằng cách làm rõ thêm "bản chất cơ yếu của cá nhân con người về mặt sinh học/tinh thần cùng với các điều kiện tiên quyết về tri nhận và thực tiễn của tương tác xã hội giữa người với người."
Phần này, cụ thể là đoạn đầu của nó, có chứa rất nhiều bình phẩm phân biệt chủng tộc mà vào thời Hegel khá phổ biến, chẳng hạn như những khẳng định không có cơ sở về sự phát triển trí thông minh và cảm xúc kém cỏi "thiên bẩm" của người da đen. Trong nhân sinh quan của Hegel, các đặc điểm nhân chủng khác biệt là hệ quả của khí hậu: theo ông, điều kiện khí hậu là yếu tố quyết định người dân một nơi có khả năng tự-quy định tự do hay không. Tuy nhiên, ông tin rằng chủng tộc không phải định mệnh: bất cứ nhóm nhân chủng nào, trên lý thuyết, cũng có thể cải thiện và biến đổi điều kiện của mình bằng cách di cư đến các vùng khí hậu ôn hòa hơn.
Hegel chia triết học về tinh thần chủ quan của mình thành ba phần: nhân chủng học, hiện tượng học và tâm lý học. Nhân chủng học "giải quyết vấn đề 'linh hồn', tức là tinh thần vẫn sa lầy trong tự nhiên: mọi thứ bên trong ta tồn tại trước trí tuệ hoặc tâm trí tự-ý thức của ta." Trong phần "Hiện tượng học", Hegel xem xét mối quan hệ giữa ý thức và khách thể của nó và sự nảy nở của lý tính liên-chủ quan. Tâm lý học "giải quyết nhiều vấn đề ngày nay gọi là nhận thức luận (hay 'lý thuyết tri thức'). Hegel sơ thảo về bản chất của sự chú ý, trí nhớ, trí tưởng tượng và khả năng phán xét."
Suốt chương này, nhất là ở phần Nhân chủng học, Hegel sung dụng và phát triển thuyết hylomorph của Aristoteles, học thuyết mà ngày nay thường được coi là nguồn gốc của vấn đề tâm-vật: "Lời giải cho vấn đề tâm-vật [theo thuyết này] phụ thuộc vào sự công nhận rằng, tâm trí không tác động lên vật thể theo kiểu nhân quả, mà tự tác động lên chính mình như một chủ thể đang sống được biểu hiện. Vì vậy, tâm trí tự phát triển chính nó, dần dần đạt lên đến một đặc tính tự-quy định."
Phần cuối của nó, Tinh thần Tự do, phát triển khái niệm "ý chí tự do," góp phần đặt nền tảng cho triết học pháp quyền của Hegel.

#### Tinh thần khách quan

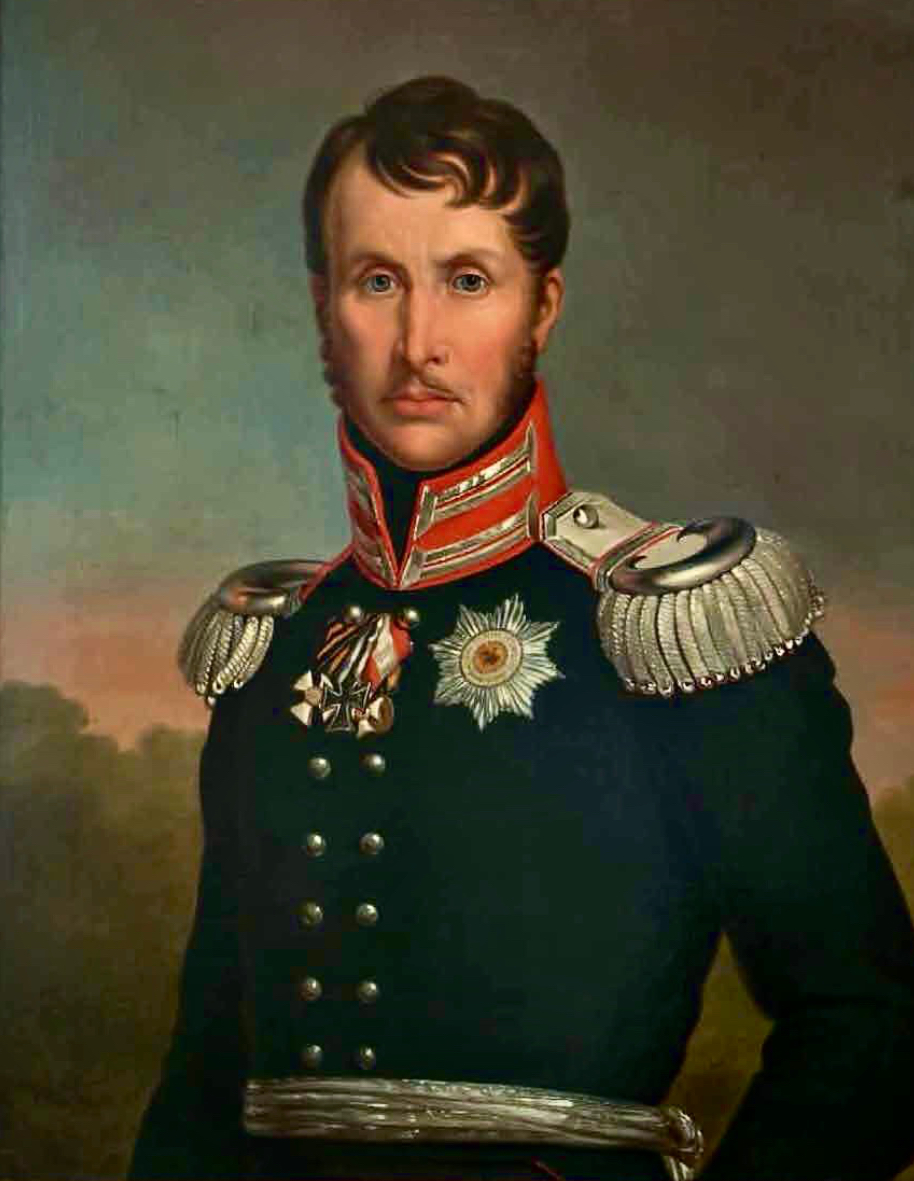
Vua Phổ Friedrich Wilhelm III (1797–1840) đã bóp chết những cải cách chính trị mà Hegel bấy giờ rất mong mỏi và ủng hộ.

Theo nghĩa rộng nhất, triết học tinh thần khách quan của Hegel là "triết học của ông về xã hội, triết học của ông về cách tinh thần con người khách quan hóa chính nó trong các hoạt động và sản xuất về mặt xã hội và lịch sử." Nói cách khác, nó là một tường thuật về sự thiết chế hóa tự do. Besier cho hay đây là điểm được phần lớn nhà nghiên cứu Hegel nhất trí, nói rằng: "tất cả các học giả đều đồng ý rằng chẳng có khái niệm nào trong triết học chính trị của Hegel quan trọng hơn sự tự do." Sở dĩ bởi nó là nền tảng của pháp quyền, là bản chất của tinh thần, và là telos của lịch sử.
Bộ phận triết học này của Hegel được trình bày lần đầu tiên trong cuốn Bách khoa thư năm 1817 (tái bản vào năm 1827 và 1830) và được thêm thắt trong cuốn Các Nguyên lý của Triết học Pháp quyền năm 1821 (giống cuốn Bách khoa thư, vốn được xuất bản làm giáo trình giảng dạy). Phần cuối của nó, triết học lịch sử thế giới, được Hegel phân tích sâu hơn trong các bài giảng cùng tên.
Các Nguyên lý của Triết học Pháp quyền đã gây ra nhiều tranh cãi kể từ khi được xuất bản. Phải chú ý rằng tác phẩm này không phải là lời bao biện trắng trợn cho nhà nước Phổ chuyên chế như theo cáo buộc của một số người, mà nó thực ra là một lời bênh vực cho "nước Phổ trong quá trình được hoạch định dưới sự quản lý cải cách."
Inwood xác định từ Recht tiếng Đức không thể được chuyển ngữ trực tiếp sang tiếng Anh (song nó có quan hệ với tiếng Latinh ius và tiếng Pháp droit). Ông liệt kê ba ý nghĩa của từ này như sau (theo bản dịch của Bùi Văn Nam Sơn):
- một quyền hạn
- công lý (như trong 'thực thi công lý'...không theo nghĩa của một đức hạnh...)
- 'pháp luật' như một nguyên lý, hay 'pháp luật' theo nghĩa tập thể.[182][183]

Beiser thấy rằng thuyết của Hegel là "nỗ lực của ông nhằm cải tạo truyền thống quy luật tự nhiên và đồng thời suy xét các chỉ trích tới từ trường phái lịch sử." Ông thêm rằng "nếu thiếu đi một lối diễn giải hợp lý về thuyết quy luật tự nhiên của Hegel, thì ta sẽ có rất ít sự thấu hiểu đối với chính cái nền tảng của tư tưởng chính trị và xã hội của ông." Đồng thuận với Beiser, Adriaan T. Peperzak cho rằng lập luận của Hegel chống lại thuyết khế ước xã hội, và ngoài ra ông cũng nhấn mạnh nền tảng siêu hình học của triết học pháp quyền Hegel.
Dựa vào "sự phân tích cấu trúc lý luận của Hegel trong Triết học Pháp quyền cho thấy đạt được sự tự trị chính trị là điều cơ bản trong lối phân tích của Hegel về nhà nước và chính phủ," Kenneth R. Westphal đã đưa ra ba điểm tóm tắt sau đây:
- "'Pháp quyền Trừu tượng,' bàn về các nguyên tắc quy định sự sở hữu, sự chuyển đổi của nó, và những cái sai chống lại sự sở hữu."
- "'Luân lý,' bàn về pháp quyền của chủ thể luân lý, trách nhiệm của một người về hành động của họ, và thuyết tiên nghiệm về pháp quyền."
- "'Đời sống Đạo đức' (Sittlichkeit), phân tích các nguyên tắc và các thiết chế mà quy định các khía cạnh trung tâm của đời sống xã hội thuần lý, bao gồm gia đình, xã hội dân sự, và quốc gia theo góc độ tổng thể, bao gồm cả chính quyền."[187]

Hegel mô tả nhà nước thời buổi bấy giờ, một nền quân chủ lập hiến, như là hiện thân thuần lý của ba nguyên tố xung khắc song lại hợp tác nhau. Chúng bao gồm "chế độ dân chủ (số đông cai trị, được phép tham gia lập pháp), chế độ quý tộc (thiểu số cai trị, có quyền áp dụng, tạo dựng, và thực thi pháp luật), và chế độ quân chủ (một người cai trị, nắm giữ mọi quyền hành)." Aristoteles gọi đây là dạng chính phủ "hỗn hợp", được thiết kế nhằm tổng hòa tất cả các ưu điểm của ba dạng cổ điển. Sự phân lập quyền hành "ngăn cản một quyền hành duy nhất chi phối số còn lại." Hegel đặc biệt chú trọng việc phải trói buộc quân chủ với hiến pháp và hạn định nhiệm vụ của ông ta trong chừng mực những gì các bộ trưởng của ông ta đã quyết định.
Mối quan hệ giữa triết học pháp quyền của Hegel với chủ nghĩa tự do khá phức tạp. Ông nhìn nhận chủ nghĩa tự do như một biểu thức đáng giá và đặc biệt của thế giới đương đại. Tuy nhiên, nó chứa đựng sự nguy khốn trong bản thân nó nhằm băng hoại cái giá trị của chính nó. Thiên hướng tự hoại này có thể được phòng tránh bằng cách đong đo "các mục đích chủ quan của các cá nhân với cái thiện khách quan và toàn thể." Giá trị đạo đức, do đó, chỉ có một "vị trí hạn chế trong cái vĩ mô toàn thể." Thế nhưng, mặc dù Hegel được coi là một trong những người đề xuất khái niệm mà Isaiah Berlin về sau đặt thuật ngữ là tự do thực định, ông thực ra cũng "không lay chuyển và không mập mờ" trong lập luận bênh vực tự do phủ định.
Nếu nền quốc chủ lý tưởng của Hegel yếu hơn đáng kể những nền quân chủ điển hình lúc bấy giờ, thì nguyên tố dân chủ của ông cũng yếu hơn đáng kể nguyên tố dân chủ điển hình của thời đại chúng ta. Mặc dù ông nhấn mạnh tầm quan trọng của việc công dân tham gia vào các vấn đề quốc sự, Hegel chủ trương hạn chế quyền bầu cử và noi theo chế độ lưỡng viện ở Anh, theo đó chỉ những thành viên thuộc hạ viện, tức tầng lớp dân đen và giai cấp tư sản, mới được bầu lên làm quan chức. Tầng lớp quý tộc thuộc thượng viện, ví dụ quân vương, thì thừa kế sẵn chức vị.
Hegel đặt tiêu đề phần cuối của Triết học Tinh thần Khách quan là "Lịch sử thế giới." Ở đây, ông cho rằng "quy luật nội tại này [khái niệm logos của phái Khắc kỷ] sản xuất với sự tất yếu logic một sự bành trướng các khả năng tự-quy định ('tự do') của giống loài và một sự đào sâu cái tự-giác tính của nó ('sự tự-biết')." Theo lời Hegel: "Lịch sử thế giới diễn tiến trong ý thức về tự do – một diễn trình mà ta phải lĩnh hội có tính khái niệm."

#### Tinh thần tuyệt đối

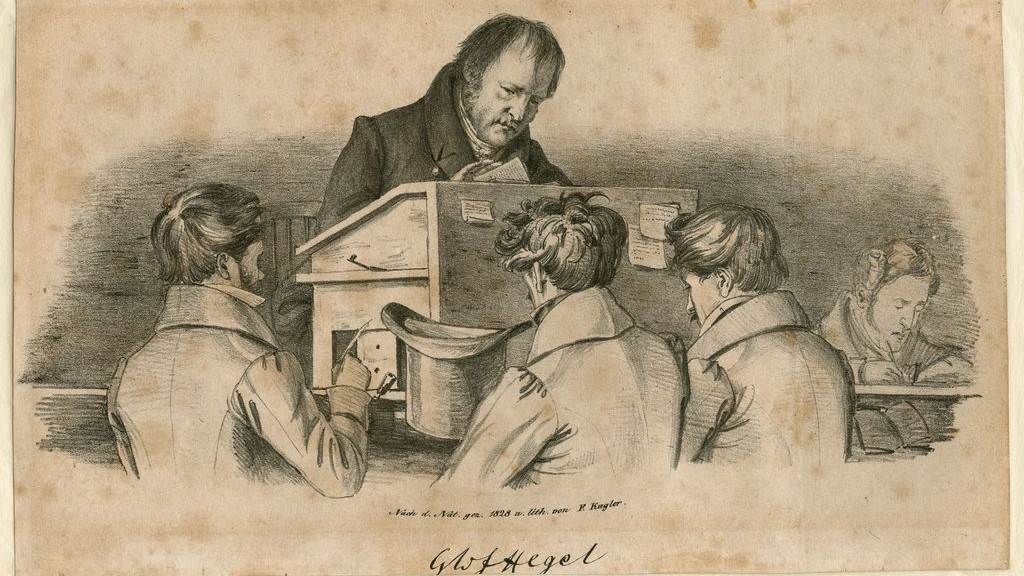
Hegel thuyết giảng cho các sinh viên ở Berlin
Bản phác của Franz Kugler

Cách dùng từ "tuyệt đối" (tiếng Đức: absolute) của Hegel có thể khiến nhiều độc giả bị bối rối. Triết gia người Anh Michael Inwood phân trần rằng: từ này bắt nguồn từ tiếng Latinh absolutus, nghĩa là "không phụ thuộc vào, không bị điều kiện hóa, không liên quan hay bị giới ước bởi bất cứ cái gì khác; tự mãn tự túc, hoàn hảo, hoàn chỉnh." Theo Hegel, điều này nghĩa là tri thức tuyệt đối chỉ đang sở thị tới "một 'quan hệ tuyệt đối' mà trong đó nền tảng kinh nghiệm và tác nhân trải nghiệm đều là cùng một thứ: khách thể được biết chính là khách thể chủ động biết." Tức là, "thứ" duy nhất (điều mà thực chất là một hoạt động) mà thực sự "tuyệt đối" đó chính là cái thứ hoàn toàn tự điều kiện hóa, và theo Hegel, điều đó chỉ xảy ra khi tinh thần bắt đầu coi chính nó như một khách thể của riêng nó. Phần cuối của chương Triết học Tinh thần trình bày ba dạng của tri thức tuyệt đối: nghệ thuật, tôn giáo, và triết học.
Nhờ sự quy chiếu đến các phương thức khác nhau của ý thức – trực quan, biểu tượng và tư duy thấu hiểu - mà Hegel mới có thể phân loại ba dạng thức của tri thức tuyệt đối. Triết gia người Mỹ Frederick Beiser tóm tắt ý tưởng của Hegel như sau: "nghệ thuật, tôn giáo và triết học đều có chung một đối tượng, cái tuyệt đối hoặc đích thân cái chân lý; song cốt của chúng phải nằm ở các dạng tri thức khác nhau về nó. Nghệ thuật phô cái tuyệt đối ở dạng trực quan tức thời (Anschauung); tôn giáo phô nó ở dạng biểu tượng (Vorstellung); triết học phô nó ở dạng khái niệm (Begriffe)."
Triết gia người Đức Rüdiger Bubner nói thêm rằng sự tăng trưởng của sự minh bạch khái niệm mà theo đó những lĩnh vực này được sắp xếp có hệ thống hoàn toàn không mang tính tôn ti phân cấp nào cả.
Tuy phần thảo luận của Hegel về tinh thần tuyệt đối trong cuốn Bách khoa thư khá vắn tắt, ông có bàn luận thêm về nó trong các bài giảng về triết học nghệ thuật, về triết học tôn giáo, và về lịch sử triết học.

## Triết học nghệ thuật

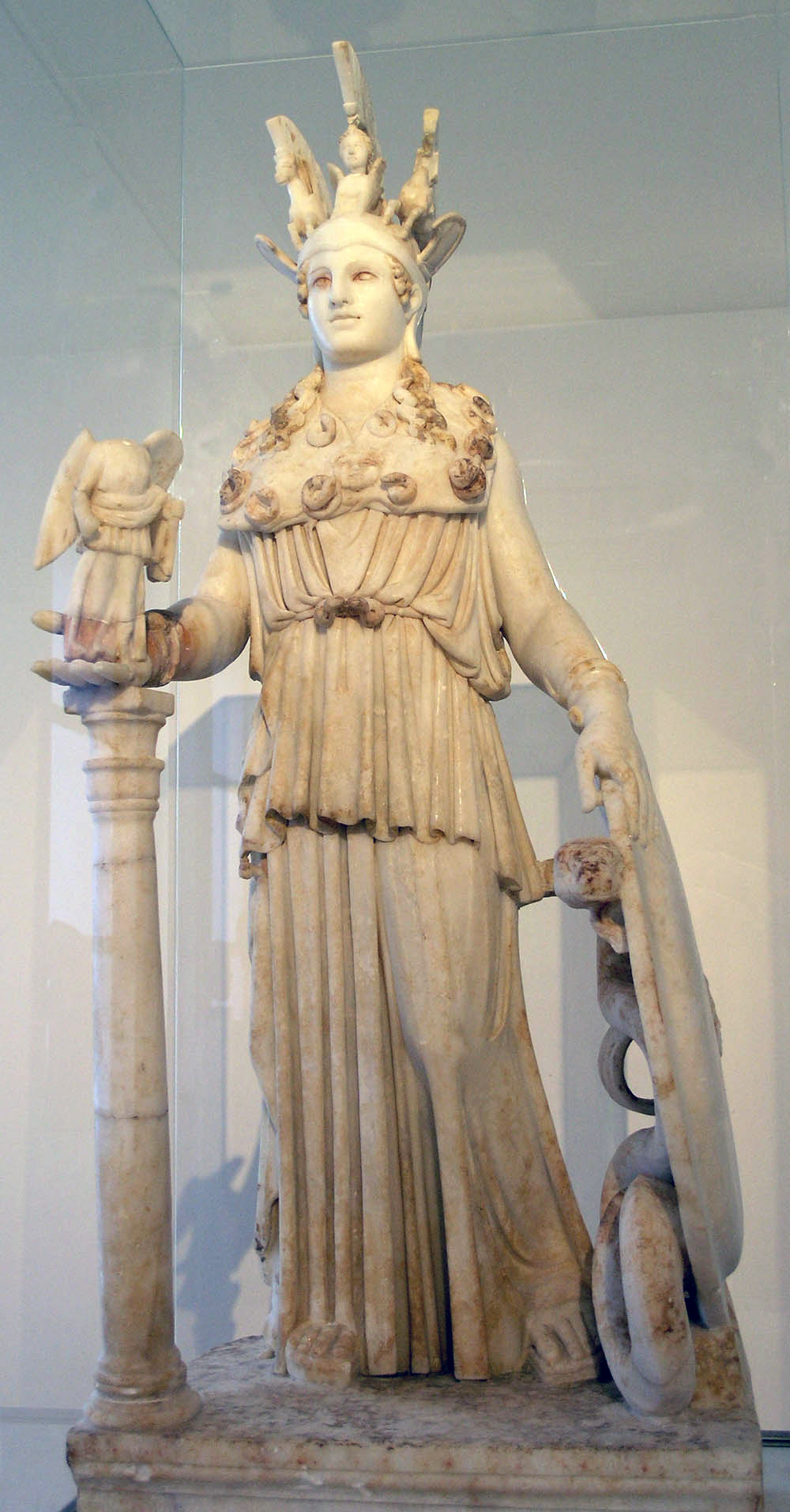
Người Athens cổ đại, theo Hegel, đã nắm rõ trực tiếp ý nghĩa của Athena Parthenos mà không cần tới sự phán xét phản tư nào, như thể bản chất thuần lý của ông. (Pho tượng Athena Varvakeion, Bảo tàng Khảo cổ học Quốc gia Athens)

Trong cuốn Hiện tượng học, và ngay cả trong ấn bản năm 1817 của Bách khoa thư, Hegel chỉ thảo luận về nghệ thuật khi nó được thể hiện bởi thứ mà ông gọi là "Nghệ thuật – Tôn giáo" của người Hy Lạp cổ đại. Chỉ từ những năm 1820 trở đi, Hegel mới bắt đầu giảng về triết học nghệ thuật như một lĩnh vực riêng.
Mặc dù sử gia người Đức H. G. Hotho đặt nhan đề cho các bài giảng của Hegel trong lĩnh vực này là Vorlesungen über die Ästhetik [Các bài giảng về mỹ học], Hegel đã tuyên bố rành mạch rằng chủ đề thảo luận ở đây không phải "lĩnh vực rộng rãi của cái đẹp", mà là "nghệ thuật, hay đúng hơn là mỹ thuật." Hegel nhấn mạnh điều này ở đoạn tiếp theo, phân biệt tường minh cơ đồ triết học của ông với các cơ đồ triết học rộng lớn hơn với cái tên "mỹ học" của Christian Wolff và Alexander Gottlieb Baumgarten.
Một số nhà phê bình – nhất là Benedetto Croce, vào năm 1907 – cho rằng luận đề mà Hegel muốn truyền tải là nghệ thuật đã "chết". Tuy nhiên, Hegel chưa bao giờ phát biểu bất cứ điều gì như thế, và quan điểm kiểu vậy không nên được gán cho ông. Quả thực, một nhà bình luận đã đặt tranh luận này vào tương quan với quan sát rằng câu nói "nghệ thuật không còn phụng sự cho mục đích cao cả của ta nữa" của Hegel là "cực đoan, không phải vì ngụ ý rằng nghệ thuật hiện nay không còn làm được điều đó, mà vì ngụ ý rằng nó đã từng làm được điều đó."
Phân tích của Hegel về các loại hình nghệ thuật khác nhau trải dài trên nhiều phương diện, rất tỉ mỉ và có hệ thống. Điều này đã khiến Ernst Gombrich phải ca ngợi Hegel là "cha đẻ của ngành lịch sử nghệ thuật." Thật vậy, cho đến gần đây, phần lớn giới triết gia phớt lờ Các bài giảng của Hegel song giới phê bình văn học và sử học nghệ thuật lại bày tỏ sự quan tâm đáng kể đến chúng.
Dẫu vậy, cơ đồ khái niệm hẹp hơn của triết học nghệ thuật là nhằm để làm rõ và bảo vệ "tính tự trị của nghệ thuật, làm cho khả dĩ một tường thuật về các công trình nổi bật tính cá biệt đặc trưng về sự quý giá mỹ học."
Theo Hegel, "'cái đẹp nghệ thuật mặc khải chân lý tuyệt đối thông qua tri giác.' Ông cho rằng nghệ thuật hay nhất khi nó truyền tải tri thức siêu hình bằng sự mặc khải, thông qua tri giác cảm nhận, điều mà chính là chân lý vô điều kiện," nghĩa là, "cái thứ mà thuyết siêu hình của ông khẳng định là vô điều kiện hoặc tuyệt đối." Vì vậy, tuy Hegel "tôn vinh nghệ thuật miễn là nó truyền tải tri thức siêu hình," song "ông kiềm chế sự thẩm định của mình theo quan niệm rằng môi trường cảm tính của nghệ thuật không bao giờ có thể truyền tải một cách hợp lý thứ hoàn toàn vượt trên tính bất tất của cảm giác." Theo Hegel, đây là lý do tại sao nghệ thuật chỉ có thể là một trong ba hình thức tương hỗ lẫn nhau của tinh thần tuyệt đối.

## Tư tưởng Kitô giáo
Mặc dù cách hiểu về đạo Kitô của ông thay đổi theo thời gian, Hegel tự nhận là người theo Giáo thuyết Luther. Ông đặc biệt trân trọng sự thấu hiểu của Kitô giáo về cái giá trị và sự tự do ẩn chứa bên trong mỗi con người.

### Các bản thảo Lãng mạn chủ nghĩa
Hegel viết về Kitô giáo vào khoảng giữa những năm 1783 và 1800. Ông mới chỉ phát triển sơ qua các ý tưởng của mình lúc bấy giờ, và tất cả số bản thảo thời đó hoặc chỉ là nháp hoặc là chưa bao giờ được ông hoàn thiện. Hegel không hài lòng với những sự giáo điều và thực định trong đạo Kitô, cũng từ đó mà phản đối tôn giáo tự phát của người Hy Lạp cổ. Trong Tinh thần của Kitô giáo, ông đề xuất dung hòa tính phổ quát trong đạo đức học của Kant và tính phổ quát trong giáo huấn của Jesus; thuật lại lời Hegel: "Đạo lý của Phúc âm là lòng khoan dung hoặc tình yêu, và tình yêu là vẻ đẹp của trái tim, một vẻ đẹp tinh thần kết tụ từ Hồn Hy Lạp và Lý tính Đạo đức của Kant." Tuy về sau ông đoạn tuyệt với chủ nghĩa Lãng mạn, sự hợp nhất hai dòng tư tưởng Hy Lạp – Kitô sẽ tiếp tục xuất hiện đó đây trong triết lý của Hegel.

### Tư tưởng Kitô trongHiện tượng học tinh thần
Tôn giáo là chủ đề bàn luận xuyên suốt cuốn Hiện tượng học tinh thần (1807), xuất hiện thậm chí trước cả chương thảo luận về Tôn giáo ở gần cuối. Điều này có thể được thấy rõ ở khái niệm "bất hạnh" siêu hình của ý thức Augustinô ở chương IV, cũng như trong các minh họa của Hegel về sự đối kháng giữa giáo dân ngoan đạo của Giáo hội và các triết gia Thời kỳ Khai sáng ở chương VI.
Tuy nhiên, quan điểm của Hegel về Kitô giáo được thể hiện rõ nhất ngay trước chương kết của cuốn Hiện tượng học – Ý niệm Tuyệt đối. Nó được trình bày dưới đề mục Tôn giáo Mặc khải [die offenbare Religion]. Thông qua phương pháp phơi bày triết học các học thuyết Kitô ví dụ như Xuống thế và Phục sinh, Hegel khẳng định là đã biểu diễn và làm "hiện ra" cái chân lý khái niệm của đạo Kitô,

## Về lịch sử, chính luận và triết luận
"Lịch sử," theo Frederick Beiser, "là trung tâm quan niệm triết học của Hegel." Triết học chỉ khả dĩ "nếu nó mang tính lịch sử, chỉ nếu một triết gia có nhận thức về nguồn gốc, bối cảnh, và quá trình phát triển các học thuyết của chính mình." Trong bài luận năm 1993 với nhan đề "Chủ nghĩa duy sử Hegel," Beiser tuyên bố điều này "hoàn toàn là một cuộc cách mạng trong lịch sử triết học." Tuy nhiên, trong chuyên khảo năm 2011, Beiser lại loại Hegel khỏi bàn luận của ông về truyền thống duy sử Đức, sở dĩ vì ông cho rằng Hegel quan tâm nhiều hơn đến triết học lịch sử chứ không phải dự án tri thức luận nhằm hợp lý hóa nó như một ngành khoa học. Hơn nữa, chống lại các ngụ ý tương đối tính mà chủ nghĩa duy sử đã phân tích hẹp hòi, siêu hình học tinh thần của Hegel lại cung cấp một telos, một thứ nội tại của bản thân lịch sử, theo đó mà sự tiến triển mới có thể được đánh giá. Điều đó chính là sự tự-ý thức của tự do. Theo Hegel, một nền văn hóa mà càng nhận thức được về sự tự do bản chất ấy của tinh thần, thì nó càng tiến bộ.
Bởi lẽ sự tự do, theo Hegel, là bản chất của tinh thần, vậy nên sự tự-nhận thức đang phát triển của nó vừa là sự phát triển trong chân lý, cũng vừa là sự phát triển trong đời sống chính trị. Tư duy là hành động tiền giả định một "niềm tin bản năng" trong chân lý; và lịch sử triết học, theo Hegel, là một chuỗi tiến triển của khái niệm "hệ thống-đồng nhất hóa" của chân lý.
Hegel có thật là một nhà duy sử luận không còn tùy vào định nghĩa của từng người. Tuy vậy, tầm quan trọng của lịch sử trong triết học Hegel không thể bị phủ nhận.
Tiếng Đức có hai từ chỉ "lịch sử," Historie và Geschichte. Từ đầu tiên có thể được hiểu là "sự tổ chức tự sự về vật chất thực nghiệm." Từ thứ hai "bao gồm một trình thuật về logic phát triển ẩn dưới ('cơ sở nội tại') về hành động và sự kiện." Ở đây, chỉ cách giải nghĩa thứ hai mới có thể dẫn đến một lịch sử phổ quát hoặc triết lý hoàn hảo, và đây cũng là cách giải nghĩa mà Hegel sử dụng trong tất cả các bản thảo lịch sử của mình. Theo Hegel, con người là những sinh vật lịch sử rất đặc biệt, bởi lẽ chúng ta không chỉ tồn tại trong thời gian, mà còn có khả năng nội hóa các sự kiện trong thời gian để chúng trở thành, theo nghĩa sâu sắc nhất, một phần của bản dạng chúng ta, "cần thiết cho sự tự-hiểu và tự-kiến thức của nhân loại." Đó là lý do tại sao lịch sử triết học, chẳng hạn, là cần thiết đối với bản thân triết học; các triết gia tiền bối không thể biết các triết gia hậu thế, tiếp thu tất cả các tinh túy từ các triết gia đời trước, sẽ nghĩ như thế nào – và có lẽ, với khoảng cách ấy, cho ra những công trình triệt để hoặc mạch lạc hơn.
Trong phần dẫn nhập giản lược vào Các bài giảng về triết học lịch sử, Hegel chia lịch sử nhân loại thành ba kỷ nguyên: Ở kỷ nguyên "Đông phương", chỉ một người (pharaoh hoặc hoàng đế) tự do. Ở kỷ nguyên Hy-La, ít người (công dân giàu) tự do. Ở kỷ nguyên "Giéc-manh" (tức là, các Kitô quốc Âu Châu) tất cả mọi người tự do.

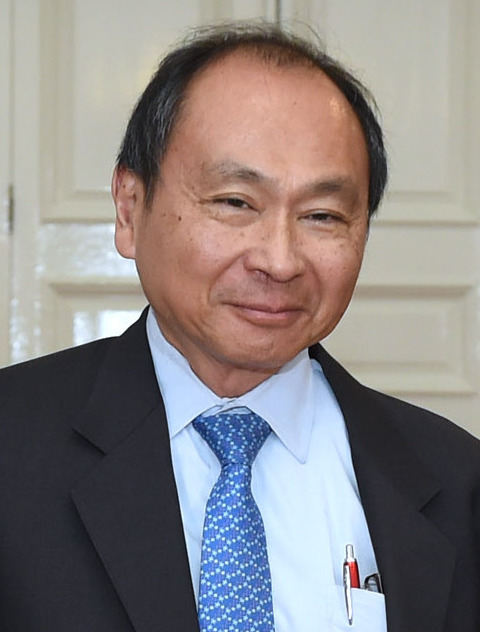
Học giả Francis Fukuyama từng cho rằng các nền tự do dân chủ tư bản phương Tây là hồi kết của lịch sử.

Một số nhà bình luận – đáng chú ý là Alexandre Kojève và Francis Fukuyama – cho rằng, theo Hegel, một khi khái niệm phổ quát về tự do được lĩnh hội, lịch sử sẽ hoàn tất và chạm tới mốc cuối cùng. Chống lại diễn giải này, tuy nhiên, người ta có thể lập luận rằng tự do chưa thể được mở rộng về mặt tầm cỡ và nội dung của nó. Chúng ta đã, kể từ thời Hegel, mở rộng tầm cỡ của tự do khái niệm để chấp nhận việc bao hàm rất đúng đắn cả phụ nữ, nhân dân từng bị nô dịch và bị thuộc địa hóa, những người mắc bệnh tâm thần, và những người mà trước đây từng bị coi là lệch lạc tình dục hoặc giới tính, v.v. Còn đối với nội dung của tự do, Bộ luật Nhân quyền Quốc tế của Liên Hiệp Quốc chẳng hạn, đã mở rộng khái niệm tự do ra ngoài định nghĩa của Hegel. Thêm vào đó, tuy Hegel biểu diễn nhất quán lịch sử triết luận của ông như các tường thuật từ Đông-sang-Tây, một số học giả như J. M. Fritzman cho rằng, thiên kiến này không chỉ khá tình cờ đối với bản thể lập trường triết học Hegel, mà còn – với Ấn Độ là một trong những nền dân chủ lớn nhất hiện nay, hoặc nỗ lực đáng nể của Nam Phi nhằm vượt bỏ apartheid – chúng ta có thể đang chứng kiến sự vận động của tự do trở lại phương Đông.

## Phép biện chứng, sự tư biện, thuyết duy tâm

### Biện chứng và tư biện
Hegel thường được coi là triết gia tâm đắc với "phương pháp biện chứng"; song trên thực tế, bản thân Hegel mô tả triết học của mình mang tính "tư biện" (tiếng Đức: Spekulativ) nhiều hơn, chứ không hẳn là biện chứng, và ông cũng "khá hiếm" khi sử dụng thuật ngữ "biện chứng" (tiếng Đức: Dialektik). Sở dĩ bởi "Dialektik đôi khi đại diện cho toàn bộ tiến triển của sự tự-chắp nối ý nghĩa hoặc tư tưởng, thuật ngữ này đề cập cụ thể hơn đến sự tự-phủ định các quy định của giác tính (Verstand), khi chúng đã được tư duy thông suốt qua tính cố định và tính đối lập của chúng."
Trái lại, "Hegel miêu tả tư duy đúng đắn như là sự tác động lẫn nhau mang tính phương pháp giữa ba mô-men[:] 
(a) cái trừu tượng và cái giác tính (verständig),
(b) thuần lý biện chứng hoặc thuần lý phủ định (negativvernünftig), và
(c) thuần lý tư biện hoặc thuần lý thực định (positivvernünfig)."
Ví dụ, sự tự-ý thức là "khái niệm mà ý thức có được về chính nó. Vì thế ở trường hợp này khái niệm và vật sở chỉ tương đồng nhau:... Ý chỉ của 'sự tự-ý thức' là việc tâm trí khoác lên vai sự tự-mâu thuẫn (vì vậy nên kèm theo luôn sự tự-phủ định) về sự tồn tại khách thể và chủ thể của cùng một hành động thức nhận – đồng thời và theo cùng một khía cạnh." Vì thế mà nó là khái niệm mang tính tư biện.
Theo Beiser, "nếu Hegel thật sự có một phương pháp luận nào đó, âu là phản-phương pháp luận, tức một phương pháp đình hoãn mọi phương pháp." Thuật ngữ "(phép) biện chứng" của Hegel phải được hiểu là chỉ tới cái khái niệm của đối tượng khảo sát. Điều cần phải nắm rõ đó là "tính tự tổ chức" của vấn đề bàn luận, 'tính tất yếu bên trong' và 'sự vận động cố hữu' của nó." Hegel từ khước mọi phương pháp bên ngoài như có thể được "áp dụng" cho một số vấn đề bàn luận.

### Vượt bỏ/thải hồi
Đặc điểm biện chứng của quá trình tư biện của Hegel thường làm nhiễu lập trường thực sự của ông về một vấn đề đang bàn tới. Thay vì tìm câu trả lời cho một câu hỏi hóc búa hay trực tiếp giải quyết một vấn đề, ông thường lật lại vấn đề bằng cách chi ra, chẳng hạn, "rằng bản chất nước đôi nằm dưới tranh chấp thật ra sai lầm, vì vậy nên hoàn toàn có thể tổng hòa các yếu tố từ cả hai quan điểm." Khi thành công, tư tưởng tư biện bảo lưu những gì đúng khỏi các lý thuyết rõ ràng đối lập trong một quá trình mà Hegel gọi là "aufheben".
Động từ aufheben tiếng Đức có 3 nghĩa chính:
- 'nâng lên, giữ lấy, đưa lên';
- 'hủy bỏ, thủ tiêu, phá hủy, đình chỉ'; và,
- 'giữ, lưu, bảo lưu.'[243]

Hegel thường dùng thuật ngữ này với cả ba nghĩa, đặc biệt nhấn mạnh hai ý cuối, trong đó các mâu thuẫn biểu kiến được vượt bỏ một cách tư biện. Ông gọi những thứ đã được thải hồi là "mô-men" (das Moment, giống ngữ pháp neuter), sở thị "một đặc điểm bản chất hoặc bình diện của một toàn thể được nhìn nhận như một hệ thống tĩnh, và một giai đoạn bản chất trong một toàn thể được nhìn nhận như một hoạt động hoặc quá trình biện chứng." (Khi Hegel nói một thứ có tính "mâu thuẫn," tức là ông nói thứ ấy chưa thể tự tồn một cách độc lập tự thân nó, và vì vậy, nó chỉ có thể được hiểu [begreifen] như là một mô-men của cái toàn thể lớn hơn.)
Theo Hegel, việc suy nghĩ coi sự hữu hạn như một mô-men của cái toàn thể, hơn là một thực tồn tự-quy định độc lập, chính là ý nghĩa của việc nắm bắt nó như một ý thể (das Ideelle). Thuyết duy tâm, do vậy, "là học thuyết cho rằng các thực thể hữu hạn là có tính ý niệm hay ý thể (ideel): sự hiện hữu của chúng không chỉ phụ thuộc vào chính bản thân chúng mà còn phụ thuộc vào thực thể tự tồn ở mức độ rộng hơn nào đó [tức là cái toàn thể] đặt nền tảng hay bao hàm chúng."

### Chủ nghĩa/Thuyết duy tâm
Những biểu thức đại từ – mô-men, vượt bỏ thải hồi, và lý tưởng hóa – là đặc trưng cho thuyết duy tâm của Hegel. Ta có thể hiểu chúng như là các giai đoạn tư duy mà trong đó "khách thể, về mặt khái niệm, ban đầu chỉ hiện diện ở dạng điềm báo, rồi thuận theo các hoàn cảnh ở bên trong lẫn bên ngoài của nó, và cuối cùng đứng hoàn toàn tự thân nó." Phân tích này, về mặt hiện tượng học và mặt khái niệm, phân biệt thuyết duy tâm của Hegel với chủ nghĩa duy tâm siêu việt của Kant và chủ nghĩa duy tâm tinh thần luận của Berkeley. Đối nghịch với các tư tưởng duy tâm đi trước, thuyết duy tâm của Hegel phù hợp với duy thực luận và tự nhiên luận phi-cơ giới. Lập trường này bác bỏ duy nghiệm luận trong vai trò của nó như một tường thuật tiên nghiệm của tri thức, song nó không xung khắc với tính chính đáng triết học của các kiến thức lấy từ kinh nghiệm. Luận điểm duy tâm của Hegel, điều mà ông khẳng định là đã được minh họa, cho rằng tồn-tại chính nó có tính thuần lý.
Tuy gọi triết học của Hegel là "chủ nghĩa duy tâm tuyệt đối" không hẳn sai, cái biệt danh này lúc bấy giờ thường được liên hệ với Schelling nhiều hơn, và bản thân Hegel sử dụng biệt danh ấy để chỉ triết học của mình có ba lần trong các tư liệu được khảo cứu.
Hegel cho rằng "tất cả triết học, về bản chất, đều là thuyết duy tâm." Khẳng định này dựa trên giả thiết rằng sự khái niệm hóa hiện diện ở tất cả các cấp bậc tri nhận. Bởi lẽ nếu chối bỏ giả thiết này, thì niềm tin của ta vào các khả năng khái niệm cần thiết cho sự lĩnh hội kiến thức khách quan sẽ bị lung lay – và vì vậy sẽ khiến ta luôn hoài nghi các kiến thức đó. Chính vì thế, theo Robert Stern, thuyết duy tâm của Hegel, "chẳng khác gì một dạng duy thực luận khái niệm, cắt nghĩa là 'niềm tin rằng các khái niệm là bộ phận cấu thành thực tại.'"

## Phê phán và di sản
Ảnh hưởng của Hegel đến truyền thống triết học Tây phương hậu thế là cực kỳ đáng kể. Ở Anh cuối thế kỷ 19 và đầu thế kỷ 20, trường phái chủ nghĩa duy tâm Anh đã sáng lập một thuyết duy tâm tuyệt đối rút ra trực tiếp từ các tác phẩm của Hegel. Các thành viên nổi bật của phái này bao gồm J. M. E. McTaggart, R. G. Collingwood, và G. R. G. Mure. Độc lập với họ, các triết gia như Marx, Dewey, Derrida, Adorno, và Gadamer đã chắt lọc các ý tưởng của Hegel và tích hợp chúng vào hệ thống triết học của mình. Số khác như Kierkegaard, Russell, G. E. Moore, và Foucault thì phát triển các học thuyết chống lại hệ thống của Hegel. Trong thần học, dấu vết ảnh hưởng của Hegel có thể được tìm thấy trong các tác phẩm của Karl Barth và Dietrich Bonhoeffer. Những danh nhân trên, tuy vậy, chỉ là một phần nhỏ trong vô vàn các nhà tư tưởng đã tiếp xúc với triết học của Hegel.

### Phái Hegel Hữu và Tả
Nhiều nhà sử học chia sự ảnh hưởng hậu thế của Hegel thành hai phe đối lập, Hữu và Tả. Những người theo phái Hegel Hữu, tức những môn đồ trực tiếp của Hegel tại Friedrich-Wilhelms-Universität, ủng hộ chủ nghĩa chính thống Tin lành và chủ nghĩa bảo thủ chính trị của thời kỳ Khôi phục hậu-Napoléon. Những người theo phái Hegel Tả, còn được gọi là những người Hegel Trẻ, diễn giải Hegel theo chiều hướng cách mạng, thành ra ủng hộ chủ nghĩa vô thần trong tôn giáo và dân chủ tự do trong chính trị. Tuy vậy một số nghiên cứu gần đây lại nghi ngờ sự phân chia truyền thống này.
Phái Hegel Hữu "nhanh chóng rơi vào dĩ vãng" và "ngày nay chỉ được biết đến bởi những chuyên gia"; ngược lại thì phái Hegel Tả "bao gồm một số nhà tư tưởng quan trọng nhất của thời đại này," và "nhờ việc nhấn mạnh vào thực tiễn, một số nhà tư tưởng [thuộc trường phái này] vẫn có ảnh hưởng cực kỳ lớn," chủ yếu thông qua chủ nghĩa Marx.

### Chủ nghĩa Marx

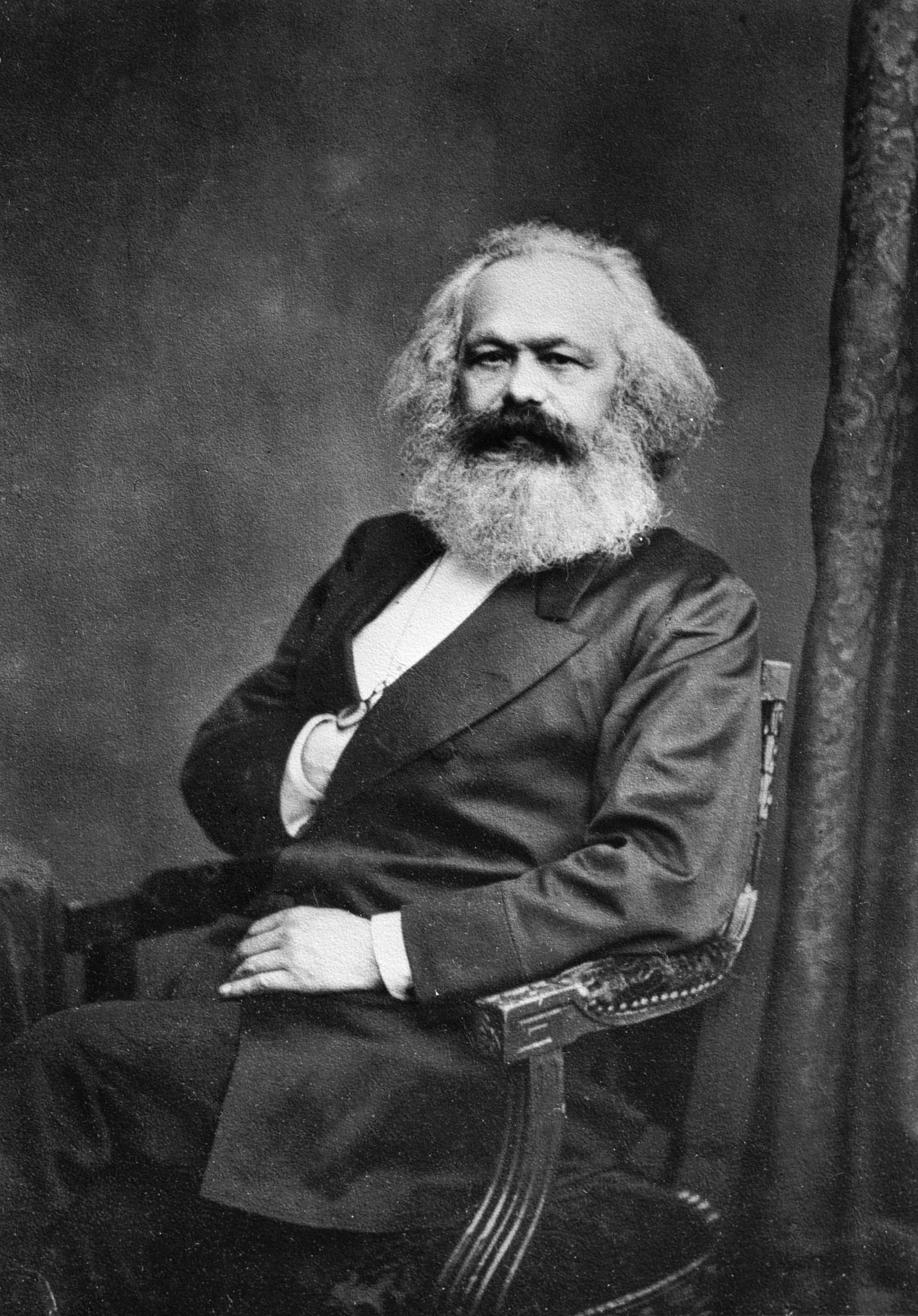
Karl Marx (1818–1883)

Phái Hegel Trẻ là nhóm những người Đức tiên phong của trào lưu phê phán hệ thống triết học Hegel vào thế kỷ 19. Nhóm này bao gồm một số nhân vật nổi bật như Feuerbach, Marx và Engels. Trọng tâm phê phán của nhóm này được thể hiện hàm súc trong "Luận cương về Feuerbach" thứ 11, trích từ cuốn Hệ tư tưởng Đức (1845) của Marx:
Các triết gia tự cổ chí kim lý giải thế giới bằng nhiều cách khác nhau, song mấu chốt là làm cách nào để cải tạo thế giới ấy.— Karl Marx, tạm dịch ý theo trích đoạn tiếng Anh.

Mặc dù ảnh hưởng của Hegel lên tư duy triết học Marx thường được cho là chỉ giới hạn ở các tác phẩm ông viết thời niên thiếu, như được thể hiện trong các bản thảo kinh tế – triết học năm 1844. Song bằng chứng về ảnh hưởng của nó tới dàn ý tác phẩm Das Kapital vẫn sáng tỏ trong các bản thảo Marx viết nháp từ năm 1857 đến năm 1858, được biên khảo thành cuốn Grundrisse và xuất bản sau khi ông mất.
Vào thế kỷ 20, lối diễn giải Marxist về Hegel được phát triển thêm bởi trường phái Frankfurt. Trào lưu này phát sinh bởi nhiều nguyên nhân, trong đó bao gồm: (a) sự tái khám phá và suy xét lại Hegel như là nhân vật triết học khả dĩ khởi xướng chủ nghĩa Marx; (b) sự tái sinh sử quan Hegel; và (c) tầm quan trọng của phương pháp biện chứng Hegel ngày càng được nhiều người công nhận. Đặc biệt hơn, tác phẩm Lịch sử và ý thức giai cấp của György Lukács (1923) đã góp phần tái hợp Hegel vào kho tàng tư tưởng Marxist chính thống.

### Đón nhận ở Pháp

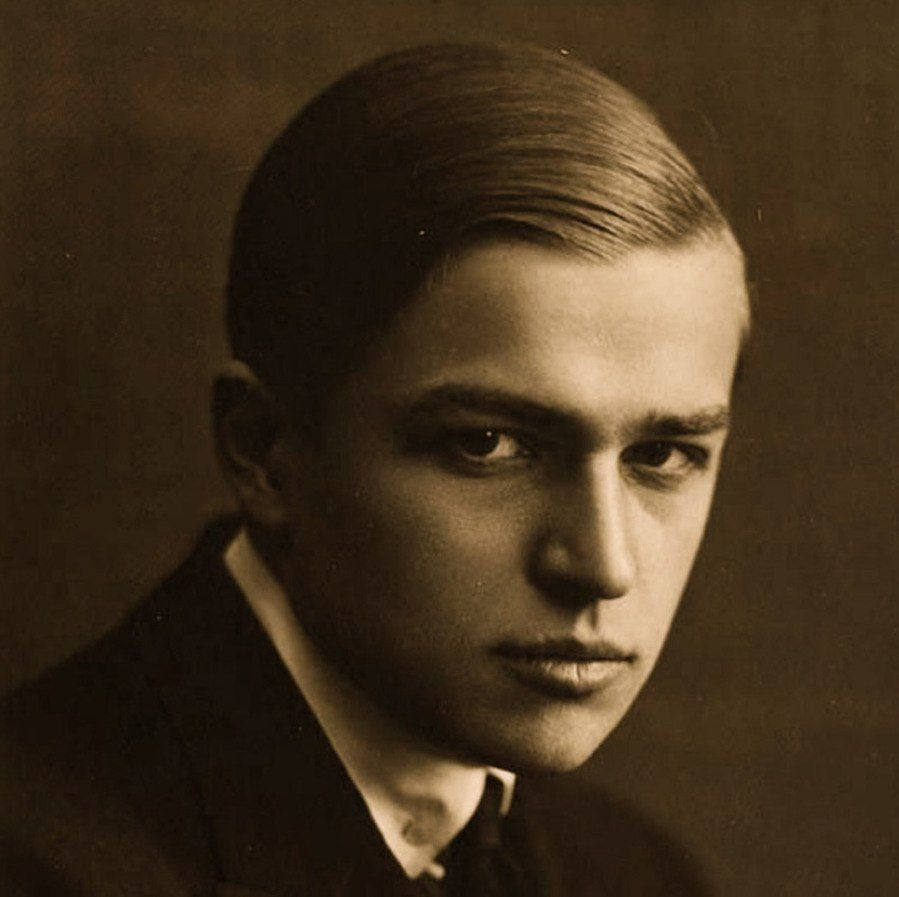
Alexandre Kojève (1902-1968), vị triết gia có nhiều ảnh hưởng đối với cách đọc Hegel ở Pháp

Ngày nay khi nhắc đến "Hegel Pháp", người ta sẽ liên tưởng ngay tới những bài giảng của triết gia Alexandre Kojève. Các công trình của ông rất chú trọng vào biện chứng chủ – nô và sử quan triết học Hegel; góc nhìn này, tuy vậy, lại bỏ qua lịch sử hơn 60 năm phân tích Hegel khi trước tại Pháp, theo đó chủ nghĩa Hegel được đồng nhất với "hệ thống" đã trình bày trong Bách khoa thư. Các cách hiểu sau đó về Hegel (kể cả Kojève), thì lại lấy Hiện tượng học tinh thần làm xuất phát điểm, do đó đây có thể coi là một trào lưu phản ứng chống lại cách đọc Hegel cũ. Sau năm 1945, "thứ chủ nghĩa Hegel 'kịch tính' này, tập trung vào chủ đề sự-trở-thành mang tính lịch sử thông qua xung đột, được xem là tương thích với chủ nghĩa hiện sinh và chủ nghĩa Marx."
Bằng cách hạn định phép biện chứng với lịch sử, các hướng diễn giải nổi bật ở Pháp của Jean Wahl, Alexandre Kojève, và Jean Hyppolite cho hay triết học của Hegel đã cung cấp cho ta "một nhân học triết học thay vì một siêu hình học phổ biến." Hướng diễn giải này xoáy vào đề tài ham muốn trong vai trò là tiêu điểm của sự can thiệp. Mặc dù không thể quy toàn bộ công trạng này cho riêng Kojève, song lối đọc hiểu Hegel của ông đã định hình tư tưởng của nhiều nhà hiền triết hậu bối, chẳng hạn như Jean-Paul Sartre, Maurice Merleau-Ponty, Claude Lévi-Strauss, Jacques Lacan, và George Bataille.
Kiến giải của Kojève về "biện chứng chủ – nô" như là mô hình cơ bản của sự phát triển lịch sử đã có một sức ảnh hưởng rất lớn đến tư tưởng nữ quyền của Simone de Beauvoir và công trình chống phân biệt chủng tộc và chống thực dân của Frantz Fanon.

### Phân biệt chủng tộc
Giữa thế kỷ thứ 20 và đầu thế kỷ thứ 21, với sự lớn mạnh của phong trào hậu thực dân luận, nhiều học giả quay trở lại các phát biểu của Hegel về chế độ nô dịch và nguồn gốc của tinh thần con người và nhận ra rằng ông ủng hộ nhiều giả thuyết phân biệt chủng tộc giống như các triết gia đương thời khác, điều mà trước đó chưa ai để tâm kỹ đến.
Tuy nhiên cũng phải chú ý rằng, Hegel ủng hộ cuộc Cách mạng Haiti của nô lệ da đen chống lại giới chủ nô Pháp, xem nó như là ví dụ về phép biện chứng chủ – nô. Haiti là quốc gia hậu nô lệ đầu tiên giới thiệu các quyền con người phổ quát, trước cả Pháp và Hoa Kỳ. Điều này, đối với Hegel, là một bước tiến quan trọng trong sự hiện thực hóa tự do của lịch sử thế giới.
Chủ tịch Hiệp hội Hegel Quốc tế, Dina Emundts, đã phát biểu vào năm 2020 rằng: "Vừa phân biệt chủng tộc vừa đòi nhân quyền cho tất cả các dân tộc không hẳn là một sự mâu thuẫn. Cả Kant và Hegel đều làm thế."

### Cáo buộc ủng hộ chủ nghĩa chuyên chế
Ở phần 2 của tác phẩm Xã hội mở và những kẻ thù của nó (1945), Karl Popper cáo buộc hệ thống triết lý của Hegel biện minh lộ liễu cho chính phủ chuyên chế đời vua Friedrich Wilhelm III và rằng  Hegel coi nhà nước Phổ những năm 1830 như là hình thức tột cùng của tiến trình lịch sử. Popper cho rằng triết học Hegel là nguồn cơn của các chính phủ toàn trị theo hệ tư tưởng cộng sản và phát xít vào thế kỷ 20, theo đó phép biện chứng là công cụ để hợp thức hóa mọi đức tin. Tuy nhiên, Kaufmann và Shlomo Avineri chỉ trích quan điểm của Popper về Hegel.
Theo Benedetto Croce thì triết gia kiêm chính trị gia phát-xít người Ý Giovanni Gentile "được vinh dự là người theo chủ nghĩa tân-Hegel khắt khe nhất trong toàn bộ lịch sử triết phương Tây và nhục nhã do là nhà triết học chính thức theo chủ nghĩa phát-xít ở Ý."
Isaiah Berlin liệt kê Hegel là một trong sáu "kiến trúc sư" của chủ nghĩa chuyên chế hiện đại, cùng với Rousseau, Claude Adrien Helvétius, Fichte, Henri de Saint-Simon và Joseph de Maistre.

### Chính đề – phản đề – hợp đề
Ba thuật ngữ này được phát triển phần lớn nhờ công lao của Fichte, sau được Heinrich Moritz Chalybäus phổ biến thông qua những bản thảo của ông về triết học Hegel. Chẳng hạn, Walter Kaufmann cho rằng:
Fichte giới thiệu triết học Đức với quá trình ba bước chính đề, phản đề, và hợp đề, sử dụng đúng ba thuật ngữ ấy. Schelling sau cũng sử dụng theo. Hegel thì chưa từng. Ông chưa một lần sử dụng ba từ này cùng nhau để chỉ ba giai đoạn của lý lẽ hoặc tường thuật trong bất cứ một trước tác nào. Và ba thuật ngữ ấy không tài nào giúp ta hiểu được cuốn Hiện tượng học của ông, cuốn Logic của ông, hoặc triết học sử quan của ông; chúng cản trở sự thông hiểu phóng khoáng về thứ ông thực sự truyền tải bằng cách xen lấn vào một hệ thống, [cái hệ thống] mà sẵn có cho ông và bị ông cố tình trút bỏ.
Lập trường của Beiser thậm chí cực đoan hơn. Ông phủ nhận mối liên hệ của ba khái niệm này với Fichte hoặc Schelling, huống hồ là Hegel.
Tuy nhiên, cũng có ý kiến cho rằng điều này "chỉ là một lối hiểu hời hợt, cần phải chấn chỉnh." Điểm mà nó hiểu đúng đó là, theo Hegel, "chân lý sinh ra từ lỗi lầm" trong dòng phát triển lịch sử theo cách hàm chỉ một "thuyết toàn thể mà trong đó các sự thật một phần dần dần được chấn chỉnh để sự phiến diện của chúng được vượt bỏ." Điều mà nó bóp méo đó là, sự mô tả kiểu vậy chỉ khả thi khi quá trình đó đã diễn ra. Cái "chính đề" và "phản đề" không "xa lạ" với nhau. Bởi vì có thể nói là tồn tại một "phép biện chứng" như thế, nó không phải là khái niệm bên ngoài mà có thể "áp dụng" vào một vấn đề đang bàn.
Tương tự, Stephen Houlgate lập luận rằng, theo bất cứ ý hiểu hẹp nào về "phương pháp" mà Hegel sở hữu, thì nó hoàn toàn là phương pháp nội tại; tức là, nó xuất phát từ sự chìm đắm tư tưởng bên trong bản thân cái chủ đề đang bàn. Nếu điều này dẫn đến biện chứng pháp, thì chắc chắn tồn tại một mâu thuẫn bên trong bản thân cái khách thể, chứ không phải bất kỳ quá trình phương pháp luận bên ngoài nào khác.

### Chủ nghĩa thực dụng Hoa Kỳ

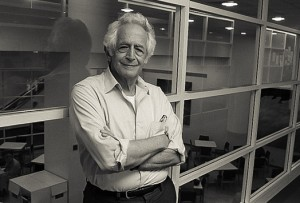
Richard J. Bernstein (1932–2022), nổi danh với những công trình về Hegel và chủ nghĩa thực dụng Hoa Kỳ.

Theo nhà nghiên cứu Richard J. Bernstein, ảnh hưởng của Hegel đối với trào lưu chủ nghĩa thực dụng tại Hoa Kỳ có thể được chia thành ba giai đoạn: cuối thế kỷ 19, giữa thế kỷ 20 và hiện tại. Giai đoạn đầu mở ra với những ấn bản sớm của Tạp chí triết học tư biện (thành lập năm 1867). Giai đoạn hai gắn liền với những triết gia nổi tiếng như John Dewey, Charles Sanders Peirce và William James.
Bản thân Dewey giải thích sức hút của chủ nghĩa Hegel như sau: "Tuy nhiên, cũng tồn tại các lý do 'chủ quan' về sức lôi cuốn của tư tưởng Hegel đối với tôi; nó cung cấp yêu cầu về sự thống nhất mà chắc chắn là một khao khát xúc cảm mãnh liệt, song cũng là cơn đói mà chỉ một chủ đề tri thức hóa mới có thể thỏa mãn." Ông chấp thuận phần lớn trình thuật của Hegel về lịch sử và xã hội, nhưng chối bỏ (có lẽ sai) sự khái niệm hóa diễn trình của Hegel về tri thức tuyệt đối.
Hai nhà triết học, John McDowell và Robert Brandom (đôi khi được gọi là "những nhà Hegel chủ nghĩa Pittsburgh"), cấu thành, theo Bernstein, đợt thứ ba trong ảnh hưởng của Hegel lên chủ nghĩa thực dụng. Tuy nhiên, dù công khai thừa nhận tầm ảnh hưởng của Hegel, hai ông đều không dám khẳng định đó là quan điểm của Hegel mà chỉ là cách hiểu của riêng bản thân mình. Hơn nữa, hai ông rõ ràng đều chịu ảnh hưởng của triết gia Wilfrid Sellars. McDowell đặc biệt quan tâm đến việc đạp đổ vấn đề "myth of the given," hay cái lưỡng phân giữa khái niệm và trực giác; trong khi đó, Brandom tập trung vào việc phát triển trình thuật xã hội của Hegel về sự đưa-lý-tính và ngụ ý quy phạm. Những ví dụ về sự trưng dụng tư tưởng này là hai trong số nhiều cách đọc "phi-siêu hình" về Hegel.

### Diễn giải phi-siêu hình

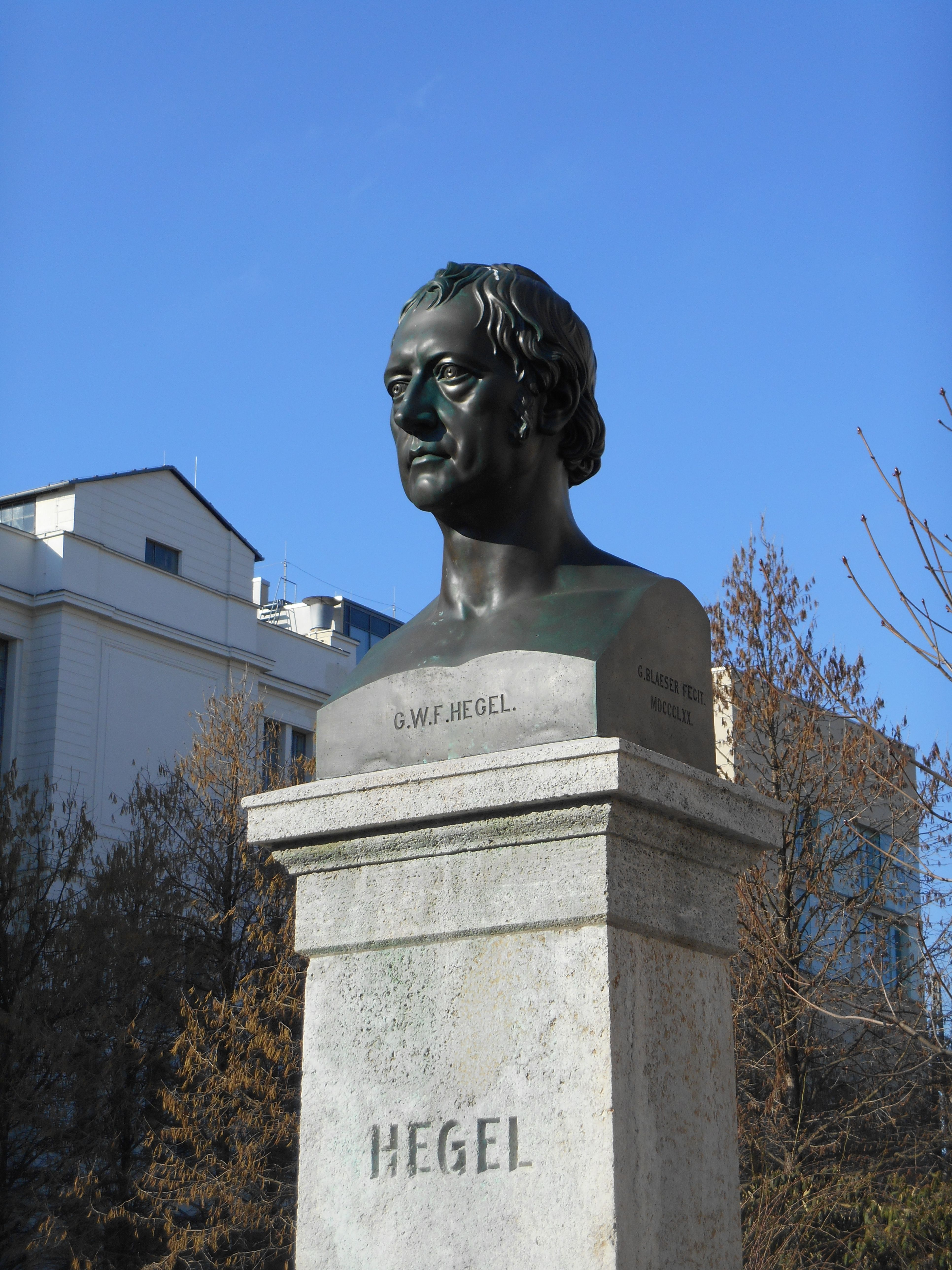
Tượng bán thân của Hegel, tạc bởi Gustav Bläser (Blaeser) (1872), tại Hegelplatz (Dorotheenstraße) ở Berlin-Mitte, Berlin

Trong các bài viết năm 2005 cho độc giả Anh ngữ, Frederick Beiser phát biểu rằng tình trạng của siêu hình học Hegel "có thể được coi là câu hỏi bị tranh cãi gay gắt nhất trong giới học giả Hegel." Một số học giả nghiêng về hướng diễn giải siêu hình học Hegel có âm hưởng tôn giáo như là một nỗ lực nhằm biện minh các đức tin Kitô giáo thông qua lý lẽ.
Một số học giả lại diễn giải ông theo chiều hướng phi-siêu hình, cho rằng triết học của ông là "một thuyết phạm trù, một tri thức luận tân-Kant, một thông diễn học, hoặc thậm chí một chủ nghĩa nhân bản phản-Kitô."
Nếu triết học Hegel thật sự là một siêu hình học, thì Beiser cho hay những triết gia đây tin rằng nó "ắt lỗi thời" và là một "cơ đồ phá sản", bởi lẽ Kant từng lập luận trong trước tác Phê phán của ông rằng việc rút ra tri thức vô điều kiện từ lý tính thuần túy là điều bất khả thi.
Tuy nhiên, kể từ Kant, người kiến giải "phi siêu hình [về Hegel] có thể coi là quan trọng nhất hiện nay", Robert B. Pippin, đã rút lại phát biểu trước đó của mình, như có thể thấy trong Pippin 2019. Ngay cả trước đó, trong một buổi dẫn nhập thuộc tọa đàm 2014 của Hiệp hội Hegel Hoa Kỳ, Allegra de Laurentiis đã báo cáo rằng, mọi học giả thuyết trình về vấn đề "Hegel mà không cần siêu hình học?" [Hegel Without Metaphysics?] đều xác nhận chiều kích siêu hình học trong tư tưởng của Hegel.
Điều mà vẫn bị tranh cãi, đó là làm thế nào để diễn tả chính xác quan điểm của Hegel (hậu-Kant công khai) về siêu hình học. Như Hegel từng nói sơ qua, "con người là loài vật tư duy, và họ sinh ra đã là những nhà siêu hình học. Điều quan trọng duy nhất ở đây đó là loại siêu hình học mà được sử dụng có đúng chuẩn hay không."

## Trước tác và bản thảo
Ngoặc vuông đơn biểu thị nhan đề được đặt bởi nhà biên tập; ngoặc kép biểu thị bài viết được xuất bản; chữ in nghiêng biểu thị sách được xuất bản.
Bern, 1793–96
- 1793–94: [Những mẩu tiểu luận về Tôn giáo Dân gian và Kitô giáo]
- 1795–96: [Tính thực định của Kitô giáo]
- 1796–97: [Hệ thống-Cương lĩnh cổ nhất của chủ nghĩa duy tâm Đức] (không rõ tác giả thật)

Frankfurt am Main, 1797–1800
- 1797–98: [Các bản nháp về Tôn giáo và Tình yêu]
- 1798: Các bức mật thư về các quan hệ hiến pháp trước đó giữa Wadtlandes (Pays de Vaud) và Thành phố Bern. Vạch trần hoàn toàn chế độ đầu sỏ hồi trước của Đẳng cấp Bern. Dịch từ bản tiếng Pháp của một người Thụy Sĩ quá cố [Jean Jacques Cart], thêm phần Bình chú. Frankfurt am Main, Jäger. (Bản dịch của Hegel được xuất bản khuyết danh)
- 1798–1800: [Tinh thần của Kitô giáo và Định mệnh của nó]
- 1800–02: Hiến pháp nước Đức (bản nháp)

Jena, 1801–07
- 1801: De orbitis planetarum; 'Sự khác biệt giữa hệ thống triết học của Fichte và Schelling'
- 1802: 'Về bản chất của Phê phán Triết học nói chung và quan hệ của nó với thực trạng Triết học nói riêng' (Dẫn nhập vào Tạp chí Phê bình Triết học, biên tập bởi Schelling và Hegel)
- 1802: 'Làm thế nào Thường thức chiếm lấy Triết học, Minh họa bởi các công trình của Ngài Krug'
- 1802 'Quan hệ của Chủ nghĩa hoài nghi với Triết học. Sự phô diễn về nhiều sự biến đổi và sự so sánh giữa đương đại và cổ đại'
- 1802: 'Đức tin và Tri thức, hoặc Triết học Phản ánh tính chủ quan trong Sự hoàn thiện của các dạng thức của nó như là Triết học Kant, Jacobi và Fichte'
- 1802–03: [Hệ thống Đời sống Đạo đức]
- 1803: 'Về các Tiếp cận Khoa học đối với Quy luật Tự nhiên, Vai trò của nó trong triết học thực tiễn và quan hệ của nó với khoa học quy luật chắc chắn'
- 1803–04: [Triết học về Tinh thần đầu tiên (Phần III của Hệ thống Triết học Tư biện 1803/4)]
- 1807: Hiện tượng học tinh thần

Bamberg, 1807–08
- 1807: 'Đề tựa: Về Tri nhận Khoa học' (Đề tựa cho Hệ thống Triết học của ông, xuất bản cùng cuốn Hiện tượng học)

Nürnberg, 1808–16
- 1808–16: [Cẩm nang Dẫn nhập Triết học]

Heidelberg, 1816–18
- 1812–13: Khoa học Logic, Phần 1 (Quyển 1, 2)
- 1816: Khoa học Logic, Phần 2 (Quyển 3)
- 1817: 'Bình luận về các công trình của Friedrich Heinrich Jacobi, Tập 3'
- 1817: 'Đánh giá Tập biên chuyên đề của Hội đồng Đẳng cấp thuộc Công quốc Württemberg vào năm 1815 và 1816'
- 1817: Bách khoa thư các khoa học triết học, ẩn bản thứ nhất

Berlin, 1818–31
- 1820: Triết học pháp quyền, hoặc Quy luật Tự nhiên và Khoa học Chính trị đại cương
- 1827: Bách khoa thư các khoa học triết học, ẩn bản thứ hai duyệt lại
- 1831: Khoa học Logic, ấn bản thứ hai, thêm các sửa đổi lớn ở Quyển 1 (xuất bản năm 1832)
- 1831: Bách khoa thư các khoa học triết học, ấn bản thứ ba duyệt lại

### Loạt bài giảng tại Berlin
- Logic học 1818–31: hằng năm
- Triết học Tự nhiên: 1819–20, 1821–22, 1823–24, 1825–26, 1828, 1830
- Triết học Tinh thần chủ quan: 1820, 1822, 1825, 1827–28, 1829–30
- Triết học Pháp quyền: 1818–19, 1819–20, 1821–22, 1822–23, 1824–25, 1831
- Triết học Lịch sử thế giới: 1822–23, 1824–25, 1826–27, 1828–29, 1830–21
- Triết học Nghệ thuật: 1820–21, 1823, 1826, 1828–29
- Triết học Tôn giáo: 1821, 1824, 1827, 1831
- Lịch sử của triết học: 1819, 1820–21, 1823–24, 1825–26, 1827–28, 1829–30, 1831

### Cước chú
1. ↑  Bấy giờ Hegel chưa biết Giuseppe Piazzi đã phát hiện ra hành tinh vi hình Ceres bên trong quỹ đạo đó vào mùng 1 tháng 1 năm 1801 từ trước rồi.[24]
2. ↑  Ngay cả trong những công trình triết học mang nặng tính học thuật, Hegel có viết: "Vì vậy có thể nói rằng nội dung này chính là sự thể hiện của Thiên Chúa như trong bản chất vô hạn của Người trước sự tạo hóa của thiên nhiên và của tinh thần hữu hạn.[66] Tham khảo phần Kitô giáo bên dưới, thảo luận về vai trò của tôn giáo trong các bài viết và bài giảng thời kỳ muộn của Hegel.
3. ↑  Để tìm hiểu thêm về tranh cãi triết học này, đọc Beiser 1993, ch. 2–3.
4. ↑  Hegel khác biệt với phái tân Platon ở chỗ, ông cho rằng Đơn Nhất (to Hen) uyên nguyên là một thứ nội tại phổ biến khắp vũ trụ onto-noētic. Trái ngược với Plotinus và Proclus, Hegel bác bỏ khả năng tồn tại một vô hạn biệt lập khác.[74]
5. ↑  Beiser khuyên độc giả đọc cuốn Siêu hình học của Aristoteles, Chương V, 11, 1018b, 30–6; Chương IX, 8, 1050a, 3–20.[76]
6. ↑  Nguyên ngữ tiếng Đức của cụm từ này là Herrschaft und Knechtschaft, tạm hiểu là "chủ nhân và đầy tớ." "Nô lệ" [Slave] là một cách dịch sai. Nô lệ trong tiếng Đức đúng phải là der Sklave. Trong khi đó, Der Knecht có thể là một kẻ đầy tớ, một kẻ hầu hạ, một tá điền, một nông nô, v.v. Người ta thường hiểu sai nghĩa ở đây là nô lệ, có lẽ bắt nguồn từ cách dùng của Alexandre Kojève trong tiếng Pháp, la dialectique du maître et de l'esclave. (Xem phần đón nhận Hegel ở Pháp bên dưới.)
Điều này đáng kể về mặt triết học vì các thuật ngữ Hegel ở đây được sung dụng từ phân tích của Aristoteles về quan hệ chủ nô – nô lệ trong Chính trị luận (Politiká; 1253a24–1256b39) và Kinh tế luận (Oeconomica). Peperzak, khi nói về biện chứng pháp phiên bản Bách khoa thư, cho rằng "Hegel theo đó nhấn mạnh lợi ích tương hỗ và tính phổ biến của sự hợp nhất giữa một chủ nô tự do và một 'người tinh khôn thú vật' (animal sapiens) phụng sự như một công cụ (organon) bị trưng dụng."[89] Hay, theo lối bình chú của Harris, "chủ nô là tác thể thuần lý, và 'nô lệ' là công cụ thuần lý."[90]
7. ↑  Trái lại với một số kiến giải, Hegel không cho rằng đây là tiêu điểm của cuốn Hiên tượng học. Thay vào đó, ông khẳng định trực tiếp rằng đó là vị trí của "ý thức bất hạnh," xuất hiện về sau trong cùng chương, đó là "nơi khai sinh tinh thần trở thành sự tự-ý thức."[93] Hay, theo lời Harris, "Đó là ý thức bất hạnh, ở tại cao trào của quá trình tiến hóa của sự tự-ý thức trong đối lập với tự nhiên, đánh dấu sự khai sinh thực sự của khái niệm tinh thần tuyệt đối."[94]
8. ↑  Chẳng hạn, xem thảo luận trong Harris 1995, ch. 10 hoặc phần Dẫn nhập của Harris 1997, tr. 1–29. Kết chú ở quyển thứ nhất có thêm nhiều tham khảo.
9. ↑  "Tất nhiên, để hợp thức hóa siêu hình học bằng kinh nghiệm, Hegel phải mở rộng ý của từ 'kinh nghiệm' ra khỏi ranh giới triết học Kant, nơi mà nó chỉ có nghĩa hẹp là tri giác cảm nhận. Song Hegel cho rằng Kant đã tự ý đặt ra và tùy tiện hạn định ý nghĩa của kinh nghiệm, khiến nó chỉ còn nghĩa đơn sơ là 'Đây là cái bật lửa của tôi và kia là hộp thuốc lá của tôi' (GP XX 352/III, 444–5). Kinh nghiệm không chỉ là tri giác cảm nhận, Hegel khẳng định, mà còn là những thứ nó đã khám phá và trải nghiệm. Đây hoàn toàn không phải là nét nghĩa mang tính ước định hay chuyên ngành của Erfahrung, và không cần thiết thay nó bằng một từ đồng nghĩa như Erleben. Hegel chỉ đang đơn thuần hồi sinh lại ý nghĩa ban sơ của nó, theo đó Erfahrung là bất cứ thứ gì người ta tiếp thu được từ kinh nghiệm, thông qua phương thức thử và sai, hoặc thông qua phương thức tra vấn về thứ có vẻ là đúng. Do vậy, thuật ngữ Erfahrung của Hegel phải được hiểu theo nghĩa thông dụng nhất: một hành trình hay cuộc phiêu lưu (Fahrten) mà rốt cuộc sẽ đến đích (er-fahren), thế nên Erfahrung có nghĩa tường minh là das Ergebnis des Fahrts [Kết quả của chuyến hành trình]. Hành trình của ý thức trong Hiện tượng học chính là hành trình của bản thân phép biện chứng của nó, và những thứ mà nó trải qua như là hệ quả của phép biện chứng ấy chính là kinh nghiệm của nó (73; ¶86)."[107]
10. ↑  Đọc thêm Harris 1995, ch. 10 cùng Houlgate 2006, ch. 7 hoặc Collins 2013 để xem xét các quan điểm trái chiều.
11. ↑  Robert Stern chỉ ra một điểm đáng chú ý về quan hệ toàn diện hơn của cuốn Hiện tượng học với hệ thống Berlin: "trong khi mọi người đều công nhận rằng Hiện tượng học đánh dấu một bước chuyển trong sự nghiệp triết học của Hegel, ...vài lời lưu ý của bản thân Hegel đã khiến một bộ phận học giả khuyên ta không nên quá kỳ vọng vào việc cuốn Hiện tượng học sẽ vừa khít vào viễn cảnh cuối cùng của hệ thống ấy mà không dôi ra tí nào (trong khi một bộ phận lại khẳng định rằng, viễn cảnh Hegel tồn tại một số yếu tố đáng chỉ trích nhất định mà may mắn không có trong Hiện tượng học, còn số khác lại kịch liệt phản đối Hiện tượng học vì họ cho rằng nó đánh lạc hướng ta khỏi lập trường cuối cùng của Hegel)."[112]
12. ↑  Phần mở đầu, có tiêu đề "Khái niệm sơ bộ," cũng đưa ra một kiểm nghiệm lịch sử về "vị thế của tính khách quan" triết học, đóng luôn vai trò là phần "dẫn nhập" vào logic, cực kì độc đáo khi so với tác phẩm Hiện tượng học tinh thần trước đó. Hegel có ưa cách này hơn hay không khi so với các lối tiếp cận trước đó vẫn còn là một chủ đề gây nhiều tranh cãi.[118]
13. ↑  Để hiểu thêm về khẳng định 'logic là khái niệm không có tiền giả định', tham khảo Houlgate 2006, phần I và Hentrup 2019.
14. ↑  "Trong Học thuyết về Khái niệm, tư duy phản ánh lần đầu một cách có ý thức và tường minh về bản thân mình, và tất cả các phạm trù đi trước được hiểu là mang sự ý nghĩa và sự biểu nghĩa của chúng một cách chính xác trong việc được hiểu bằng một tư tưởng tự-nhận thức. Khái niệm là tư tưởng "trong sự tồn tại đã quay trở về lại vào trong chính mình [Zurückgekehrtsein in sich selbst] và trong sự tồn tại ở-trong-nhà-nơi-chính mình  [Beisichsein] đã được phát triển
của nó – [học thuyết về] Khái niệm tự-mình và cho-mình" [Hegel 2008, §83]. Biện chứng trong cuốn Logic của Hegel minh họa làm cách nào mà các tư duy-phạm trù thuần túy về tồn tại và bản chất vượt vào các phạm trù của khái niệm; làm cách nào mà khái niệm tiết lộ, một lần nữa, sự thống nhất của tồn tại và bản chất ở mức độ cao hơn (hoặc sâu hơn)."[129]
15. ↑  George di Giovanni lập luận như sau để bảo vệ cách dịch "concept": "Nối gót Geraets/Suchting/Harris, tôi đã tách khỏi truyền thống dịch bấy lâu này và chuyển ngữ Begriff là 'concept' thay vì 'notion.' B. C. Burt cũng sử dụng từ 'concept' trong bản dịch cuốn Outlines of Logic and Metaphysics (1896) của Erdmann, viện dẫn một lý do rất hợp lý rằng 'notion' mang hàm nghĩa một biểu tượng chủ quan. Nghĩa của nó cũng quá mơ hồ, vậy nên hoàn toàn phù hợp cho các bối cảnh mà không cần ý nghĩa quá chuẩn xác. 'Concept' cũng có một lợi thế nữa là nó liên hệ rõ ràng với động từ 'to conceive,' cũng như Begriff liên hệ với động từ greifen, và do đó có thể mở rộng thêm thành 'conceptual' và 'conceptually grasped' hoặc thay thế nếu cần với từ 'comprehension' và 'conceptually comprehended.'"[133]
16. ↑  Để có cái nhìn toàn diện hơn về các bình phẩm mang tính phân biệt chủng tộc của Hegel ở phần Nhân chủng học, tham khảo de Laurentiis 2021, ch. 4.
17. ↑  Một số nhà bình luận không chấp nhận cách nhìn siêu hình của Hegel về công trình của chính mình. Ví dụ, Allen W. Wood tuyên bố "Tư tưởng tư biện đã chết; song tư tưởng của Hegel thì chưa": "Sự thực là các thành tựu tích cực trong vai trò triết học của Hegel không nằm ở những chỗ mà chính ông ngộ nhận." Theo Wood, nhìn nhận Hegel theo vai trò một nhà lý thuyết xã hội là điều "thú thực, chính là cách đọc hiểu chống lại sự ngộ nhận của Hegel về chính mình; dẫu vậy nó là cách duy nhất để hầu hết chúng ta, nếu chúng ta thành thực với bản thân, đọc hiểu Hegel một cách nghiêm túc."[186] Dù có bất đồng với Wood đến đâu thì ta vẫn phải thừa nhận ông đã có nhiều nhận định đúng về Hegel, theo đó nếu ta muốn đọc được Hegel thì ắt phải chiếm dụng và diễn giải ông ta theo cách của riêng mình, bất kể ngữ cảnh hoặc hoàn cảnh lịch sử.
18. ↑  Theo diễn giải của Walter Jaeschke [de], một học giả người Đức kiêm chủ biên ấn bản Gesammelte Werke thuộc một phần công trình của Hegel, thì "Chỉ ở trong lĩnh vực này tinh thần mới có thể kết thành một hình thù – một ảnh của chính nó, thành thực mà nói – và liên kết chính nó với hình thù này ở dạng thức của trực quan [nghệ thuật], của biểu tượng [tôn giáo], và của tư duy thấu hiểu [triết học/logic học]. Tại đây là nơi tinh thần liên kết chính nó với chính nó và tuyệt đối chính xác trong sự tự-liên kết ấy. Nó thức nhận được chính nó như là thứ-mà-nó-là và nó sánh cùng chính nó (bei sich) và tự do trong sự thức nhận này. Chỉ khi có sự thức nhận ấy thì cái khái niệm về tinh thần – trong vai trò là khái niệm của một sự liên kết suy nghĩ với bản thân – mới hoàn tất.[200]
19. ↑  Thảo luận hay nhất của ông về vấn đề này, theo Beiser 2005, tr. 288, được viết trong Các bài giảng vế triết học tôn giáo v. 1, tr. 234ff.
20. ↑  Mặc dù quan điểm về nghệ thuật như một phương thức tự trị của tinh thần tuyệt đối được Hegel trình bày nhất quán trong Các bài giảng và trong các ấn bản về sau của Bách khoa thư, vị trí bất tiện của nó trong tiến trình tư duy của Hegel là lý do tại sao mục này được đặt dưới mục hệ thống triết học.
21. ↑  Tuy vậy ông chưa từng từ bỏ ý niệm Nghệ thuật –Tôn giáo mà tiếp tục bổ khuyết nó trong Các bài giảng về triết học tôn giáo đương thời. Hai phương thức này của tinh thần tuyệt đối, tuy khác biệt về mặt khái niệm, lại trùng lặp hoặc giao nhau về mặt lịch sử thời cổ kim Hy Lạp.
22. ↑  Đọc thêm Pippin 2008a, tr. 394–418.
23. ↑  Để tìm hiểu hai quan điểm đối lập nhau ở đây, đọc Henrich 1979, tr. 107–33 và Houlgate 2007, tr. xxii–xxvi.
24. ↑  Xem phần giải thích phía trên về vấn đề này.
25. ↑  Sau khi Hegel mất, T. M. Knox đã thu thập, biên dịch tiếng Anh các mẩu nháp này, tập hợp lại và xuất bản chúng dưới nhan đề Early Theological Writings vào năm 1971.
26. ↑  Ý nghĩa của cụm từ "tính thực định/positivity" khi Hegel nhắc đến đạo Kitô là như sau: "[cụm] từ này dùng để chỉ các bình diện không phải bản chất, phát sinh từ lịch sử, và có tính độc đoán của tôn giáo; tóm lại, chúng trái ngược với "tự nhiên," bản chất, đạo đức, và có phẩm chất hun đúc tự do. "Tính thực định" ngầm chỉ các đặc điểm mơ hồ của tôn giáo, hoặc các đặc điểm đã lầm lỡ thế chỗ các thông điệp đạo đức bản chất của nó."
"Hegel mượn các thuật ngữ "thực định" và "tự nhiên" từ ngành luật học, theo đó chúng được dùng để phân biệt giữa luật lệ không hoàn hảo, thứ cấp, do người quy định, hay "thực định", và luật lệ hoàn hảo, sơ cấp, do Chúa ban định, hay "tự nhiên"."[214]
27. ↑  Như trong tư liệu, có thể tham khảo di Giovanni 2009, tr. 226–45 chẳng hạn.
28. ↑  Xem chương đối chiếu trong Harris 1997 để biết các thảo luận và các biện hộ của khái niệm nhận dạng lịch sử này về hình thù của tinh thần được đưa ra trong Hiện tượng học. Điều này có quan trọng đối với ý đồ của triết học Hegel hay không vẫn là vấn đề gây nhiều tranh cãi.
29. ↑  "Bởi vì Hegel không thường xuyên sử dụng từ "biện chứng" để biểu thị thực định của lý tính, vị từ "biện chứng" rất kém phù hợp để đại diện cho toàn bộ phương pháp của Hegel. Cách dùng từ của ông gần với nghĩa từ dialectica dùng bởi các bậc triết gia cổ đại và trường phái Kant hơn là cách dùng hậu-Marxist; thường thì, nó được dùng vào những mô-men phủ định, khi mà ông thích sử dụng từ "tư biện" để mô tả bản chất hoàn hảo và thực sự của tư duy hơn. Đối chiếu với, vd., Enc C 79 & R. [Hegel 1991b, §79&R].
"Lời biện giải khắt khe phương pháp của Hegel được trình bày ở chương cuối cuốn Logic của ông, GW 12, tr. 237–253 [Hegel 2010b, tr. 736–53]. Trong triết học pháp quyền, Hegel có nhắc đến Dialeklik, vd. , ở Ilt 3, 139 ("biện chứng nghĩa là nhìn chung cái thứ gì đó hữu hạn giả dạng thành, dẫu vậy nó vẫn chưa đạt đến độ ấy bởi trong chính nó vẫn còn giới hạn") và Wa 273 [không có bản dịch tiếng Anh] ("mọi thứ giới hạn đều có tính biện chứng trong chính nó"). Nếu không nắm rõ được rằng Hegel không chững lại ở bước thứ cấp, có tính trí năng, và tính biện chứng (-phủ định) của tri thức, thì ta sẽ thấy trong ông có một thiên hướng giống Kant chứ chưa thuần Hegel. Nếu ta khăng khăng không nhận ra rằng các mặt đối lập giữa, vd., ý niệm và tự nhiên hay bản thể và chủ thể, đều có tính chất tạm thời và chưa hoàn toàn đạt đến chân lý, thì nó sẽ khiến ta hiểu sai khái niệm của Hegel về tinh thần và tinh thần tuyệt đối, rồi hậu quả kèm theo chính là sự bóp méo lý thuyết của ông và cả chính việc thực hành triết học."[231]
30. ↑  Về chiều kích thuật ngữ, Hegel đã học hỏi từ Kant (người lại học hỏi từ Plato) khi định nghĩa hoạt động của tư tưởng/activity of thought (Denken) khi hướng về thứ được coi như kẻ khác đối với nó là "giác tính/understanding" hay "sự thông tuệ/intellect" (Verstand) và hoạt động của tư tưởng khi hướng về hoạt động của chính nó là "lý tính" (Vernunft), điều mà trái ngược với giác tính, lại có tính tư biện.[236] Bởi vì Spekulation "thải hồi sự đối nghịch giữa tính khách quan và tính chủ quan, kèm một số đối nghịch khác," Hegel kiên định rằng nó không chỉ (đơn thuần) là chủ quan.[237]
31. ↑  "Rất dễ hiểu lầm rằng những phép logic này độc đáo của riêng Hegel. Song ta có thể tìm thấy chúng ở nhiều nơi khác. Thứ nhất, giác tính là quá trình nhằm phân tích khái niệm—nhằm tóm gọn khái niệm và sự dụng của chúng được định nghĩa sao cho phù hợp. Thứ hai, Carnap và Ryle, trong cuộc thảo luận của họ về các thuật ngữ phạm trù, xác định cách thức mà sự phủ định một thuật ngữ chỉ đến điều trái với chính nó, chứ không phải điều mâu thuẫn với chính nó; các mặt đối lập chia sẻ cùng một quan điểm. Nhiều tác phẩm đối thoại Platon cũng vậy, sự xem xét thấu đáo một định nghĩa dẫn đến điều hóa ra ngược hẳn với kỳ vọng ban đầu. Thứ ba, sự kiến tạo thuyết hồi đáp các nghịch lý và các dị thường bằng cách phát triển những lời giải thích hoặc những cơ sở mà có khả năng phân bua cho mọi bình diện trực thuộc.
"Tuy vậy trong suy ngẫm thông thường, những phép này có chức năng rời rạc. Một khi giác tính cố định thuật ngữ của nó, nó ngừng suy nghĩ và chỉ bấu víu vào các nét riêng biệt đã được tạo ra. Những nghịch lý trong các tác phẩm của Platon rốt cuộc không có lời giải, và thuyết phạm trù hiện đại đơn thuần là cách để bác bỏ các nghịch lý. Sự kiến tạo thuyết, tách ly khỏi lĩnh vực của giác tính và nhận thức mà các dị thường phát tích từ các giới hạn cố hữu, trở thành mộng tưởng thuần khiết và chấm dứt mối liên hệ của nó với thực tại.
"Đối với Hegel, tư duy thuần lý phải bao gồm sự tổng hòa của cả ba phép thành một quá trình tư duy phức tạp thuần nhất."[238]
32. ↑  Tuy thường được coi là một thuật ngữ triết học Hegel, "Aufhebung rất thông dụng trong sinh hoạt thường nhật (với nét nghĩa bảo lưu thứ gì đó để dùng sau), trong việc nhắc đến hiện tượng vật lý, và trong các phép logic."[242]
33. ↑  Kho tàng văn kiện về chủ đề này rất đồ sộ. Đơn cử như tác phẩm dẫn nhập kinh điển Reason and Revolution của Herbert Marcuse.[265]
34. ↑  Ví dụ, ảnh hưởng của Hegel có thể được thấy khá rõ ràng ở đoạn trích sau, theo đó Marx mô tả ba mô-men của tư bản bằng các thuật ngữ logic tam đoạn luận của Hegel: "Do đó sự sản xuất, sự phân phối, sự trao đổi và sự tiêu thụ hợp lại được thành một tam đoạn luận có quy tắc; sự sản xuất là tính phổ quát, sự phân phối và sự trao đổi là tính đặc thù, và sự tiêu thụ là tính cá biệt, mà có thể được tổng hòa lại. Điều này quả thực là một gắn kết mạch lạc, song vẫn còn quá nông cạn. Sự sản xuất được quy định bởi các quy luật tự nhiên phổ quát, sự phân phối [được quy định] bởi tùy thể xã hội, và vì vậy sự phân phối có thể xúc tiến sự sản xuất bất kể quy mô lớn hay nhỏ; sự trao đổi đứng giữa hai khái niệm đó trong vai trò là sự vận động văn hóa hình thức; và hành động khép lại, tức sự tiêu thụ, điều mà được coi không những là sự kết thúc mà còn là sự kết thúc-trong-chính nó, thật ra lại thuộc về lĩnh vực kinh tế chính trị bên ngoài ngoại trừ trong chừng mực nó phản ứng theo hệ quả lên cái điểm ly biệt và khởi đầu mới lại toàn bộ quá trình ấy."[267]
35. ↑  Ví dụ, trong phần Dẫn nhập vào Tinh thần Tin tưởng, Brandom liên tục nhấn mạnh rằng kiến giải của mình "phá cách" và là "một sự lạc thời phải thừa nhận", rằng quy trình của mình "không phải tập tục của chính Hegel."[294]
36. ↑  Danh sách vốn được sưu tập trong The Bloomsburg Companion to Hegel (tr. 341–43) bởi Kenneth R. Westphal.

### Dẫn nguồn
1. ↑  Kelley 2017, tr. 29.
2. ↑  Wells, John C. (2008). Longman Pronunciation Dictionary (ấn bản thứ 3). Longman. ISBN 9781405881180.
3. ↑  "Duden | He-gel | Rechtschreibung, Bedeutung, Definition" [Duden | He-gel | Đánh vần, Ý nghĩa, Định nghĩa]. Duden (bằng tiếng Đức). Truy cập ngày 18 tháng 10 năm 2018. Hegel
4. ↑  Pinkard 2000, tr. 2–3, 745.
5. 1 2 3 4 5 6 7 8 9 10  Knox, T. Malcolm. "Georg Wilhelm Friedrich Hegel". Encyclopædia Britannica (bằng tiếng Anh). Truy cập ngày 16 tháng 9 năm 2022.
6. ↑  Pinkard 2000, tr. 3.
7. ↑  Pinkard 2000, tr. 4.
8. ↑  Beiser 2005, tr. 7–8.
9. ↑  Pinkard 2000, tr. 16.
10. ↑  Beiser 1993a.
11. 1 2 3 4  Redding 2020.
12. ↑  Beiser 2005, tr. 8.
13. ↑  Harris 1997, tr. 7.
14. ↑  Pinkard 2000, tr. 451.
15. ↑  Beiser 2005, tr. 10.
16. ↑  Beiser 2005, tr. 9.
17. ↑  Pinkard 2000, tr. 46–47.
18. ↑  Pinkard 2000, tr. 38.
19. ↑  Pinkard 2000, tr. 80.
20. ↑  Beiser 2005, tr. 11–13.
21. ↑  Pinkard 2000, tr. 136–39.
22. ↑  Houlgate 2005, tr. xiii.
23. ↑  Kaufmann 1959, tr. 52–53.
24. ↑  Kaufmann 1959, tr. 53.
25. 1 2 3  Houlgate 2005, tr. xiv.
26. ↑  Pinkard 2000, tr. 108.
27. ↑  Pinkard 2000, tr. 113.
28. ↑  Pinkard 2000, tr. 223.
29. ↑  Pinkard 2000, tr. 224–25.
30. ↑  Pinkard 2000, tr. 192.
31. ↑  Pinkard 2000, tr. 117.
32. ↑  Hegel 1984c, tr. 114.
33. ↑  Pinkard 2000, tr. 228–29.
34. 1 2 3  Pinkard 2000, tr. 231–33.
35. ↑  Pinkard 2000, tr. 234–36.
36. 1 2  Pinkard 2000, tr. 236–38.
37. ↑  Pinkard 2000, tr. 243–47.
38. ↑  Pinkard 2000, tr. 247–49.
39. ↑  Pinkard 2000, tr. 249–51.
40. ↑  Pinkard 2000, tr. 251–55.
41. ↑  Pinkard 2000, tr. 337.
42. ↑  Pinkard 2000, tr. 773.
43. ↑  Pinkard 2000, tr. 354–56.
44. ↑  Beiser 2005, tr. 16.
45. ↑  Beiser 2005, tr. 17.
46. ↑  Beiser 2005, tr. 222.
47. ↑  D'Hondt, Jacques (1968). Hegel en son Temps (BERLIN, 1818-1831).
48. ↑  Cowley, Stephen (2016). "Hegel in Berlin - Jacques D'Hondt". Truy cập ngày 8 tháng 12 năm 2022.
49. ↑  Siep 2021, tr. xxi.
50. ↑  Hegel 1996.
51. ↑  Kaufmann 1959, tr. 372–373.
52. ↑  Siep 2021, tr. xxii.
53. ↑  Pinkard 2000.
54. ↑  Heine 1834, tr. 221.
55. ↑  Pinkard 2000, tr. 659–70.
56. ↑  Pinkard 2000, tr. 548.
57. ↑  Pinkard 2000, tr. 663–64.
58. ↑  Harris 1993, tr. 25.
59. ↑  Harris 1993, tr. 27.
60. ↑  Ferrarin 2007, tr. 3.
61. ↑  Harris 1993, tr. 32–33.
62. ↑  Beiser 2005, tr. 34.
63. ↑  Beiser 2005, tr. 37.
64. ↑  Beiser 2005, tr. 40.
65. ↑  Harris 1993, tr. 29.
66. ↑  Hegel 2010b, tr. 29.
67. ↑  Magee 2001.
68. ↑  Fritzman 2014, tr. 30.
69. ↑  Dickey 1989.
70. ↑  Harris 1993, tr. 36.
71. ↑  Pinkard 2000, tr. 30–33.
72. ↑  Fritzman 2014, tr. 29.
73. ↑  Inwood 2013a, tr. 205.
74. ↑  Peperzak 2001, tr. 88.
75. ↑  Harris 1995, tr. 42.
76. ↑  Beiser 2005, tr. 317, n.4.
77. ↑  Beiser 2005, tr. 56–57.
78. ↑  Inwood 2013a, tr. 208.
79. ↑  Beiser 2005, tr. 61–65.
80. 1 2  Inwood 2013a.
81. ↑  Fritzman 2014, tr. 32.
82. ↑  Hegel 2010a, §§574-77.
83. ↑  Hegel 2006, ¶20.
84. ↑  Stern 2002, tr. 6.
85. ↑  Pinkard 2000, tr. 256–65.
86. ↑  Pippin 1993, tr. 52–58.
87. ↑  Harris 1997.
88. ↑  di Giovanni 2000, tr. 131.
89. ↑  Peperzak 2001, tr. 155.
90. ↑  Harris 1997, vol. 1, tr. 377, n. 25; dấu ngoặc nhấn mạnh được Harris thêm vào.
91. ↑  Harris 1997, vol. 1, tr. 376, n. 22.
92. ↑  Inwood 1992, tr. 245.
93. ↑  Hegel 2018, ¶754.
94. ↑  Harris 1997, vol. 2, tr. 527.
95. ↑  Hegel 2018, ¶184.
96. ↑  Inwood 1992, tr. 246.
97. ↑  Taylor 1975.
98. ↑  Hegel 2006, ¶88.
99. ↑  Houlgate 2013, tr. 7.
100. ↑  Inwood 2018.
101. ↑  Houlgate 2005, tr. 57.
102. ↑  Hegel 2018, ¶78.
103. ↑  Hegel 2006, ¶80.
104. ↑  Stern 2002, tr. 41.
105. ↑  Hegel 1991b, §10R.
106. ↑  Beiser 2005, tr. 170.
107. 1 2  Beiser 2005, tr. 160.
108. ↑  Pinkard 2000, tr. 205.
109. ↑  Kaufmann 1959, tr. 115.
110. ↑  Fritzman 2014, tr. 78.
111. ↑  Harris 1995, tr. 99.
112. ↑  Stern 2002, tr. 9.
113. 1 2  Hegel 1991b, §24.
114. ↑  Hegel 2008, §24, tr.110.
115. ↑  Wolff 2013.
116. ↑  Houlgate 2005, tr. 30.
117. ↑  Houlgate 2006, tr. xvii–xix.
118. ↑  Collins 2013, tr. 556.
119. ↑  Houlgate 2006.
120. ↑  Wandschneider 2013, tr. 105.
121. ↑  Burbidge 1993, tr. 87.
122. ↑  Beiser 2005, tr. 53.
123. ↑  Beiser 2005, tr. 55.
124. ↑  Beiser 2005, tr. 53–57, 65–71.
125. ↑  Beiser 2008, tr. 156.
126. ↑  Houlgate 2005, tr. 38.
127. 1 2  Longuenesse 2007, tr. 5-6.
128. ↑  di Giovanni 2010, tr. liii n.100.
129. ↑  Magee 2011, tr. 58–59.
130. ↑  Fritzman 2014, tr. 10.
131. ↑  de Laurentiis 2005, tr. 14-15.
132. ↑  Hegel 1991b, §161.
133. ↑  di Giovanni 2010, tr. lxvii-lxviii.
134. ↑  Inwood 1992, tr. 123–25.
135. ↑  Hegel 2010b, tr. 59–60.
136. ↑  Burbidge 1993.
137. ↑  Inwood 1992, tr. 123.
138. ↑  Inwood 1992, tr. 125.
139. ↑  Burbidge 1993, tr. 100.
140. ↑  Hegel 2010b, tr. 753.
141. ↑  Burbidge 2006b, tr. 125-26.
142. ↑  Hegel 1991a, tr. 21.
143. ↑  Hegel 2010, tr. 87-88.
144. ↑  Wood 1991, tr. viii–ix.
145. ↑  de Laurentiis 2005.
146. ↑  Hegel 1995, tr. 54.
147. ↑  Inwood 1992, tr. 265–68.
148. ↑  Beiser 2005, tr. 108–09.
149. ↑  Burbidge 2006a.
150. ↑  Westphal 2008, tr. 281–310.
151. ↑  Houlgate 2005, tr. 199.
152. ↑  Beiser 2005, tr. 101.
153. ↑  Beiser 2005, tr. 106-07.
154. ↑  Wandschneider 2013, tr. 343.
155. ↑  Wandschneider 2013.
156. ↑  Stone 2005.
157. ↑  Berstein 2023.
158. ↑  Đọc Inwood 1992, tr. 274–77, "Spirit" để có cái nhìn tổng quát hơn.
159. ↑  Inwood 1992, tr. 275.
160. ↑  Ferrarin 2007, tr. 7–8.
161. ↑  Beiser 2005, tr. 112.
162. ↑  Hegel 1991b, §382.
163. ↑  Hegel 2010b, §377.
164. ↑  Inwood 1992, tr. 110.
165. ↑  Carter 2022.
166. ↑  deVries 2013, tr. 133.
167. ↑  Fritzman 2014, tr. 103-04.
168. ↑  Magee 2011, tr. 235 caps modified.
169. ↑  Dein Winfeild 2011, tr. 236.
170. ↑  de Laurentiis 2021.
171. ↑  Peperzak 2001, tr. 174.
172. ↑  Hegel 1991a, §4.
173. ↑  Wood 1991, tr. ix–x.
174. ↑  Westphal 2013, tr. 157.
175. ↑  Pippin 2008b.
176. ↑  Beiser 2005, tr. 197.
177. ↑  Pinkard 2000, tr. 375.
178. 1 2  Magee 2011, tr. 186.
179. ↑  Wood 1991, tr. viii–x.
180. ↑  Pinkard 2000, tr. 457–61.
181. ↑  Wood 1991, tr. x.
182. ↑  Inwood 1992, tr. 259.
183. 1 2  Inwood 2015.
184. ↑  Beiser 2008, tr. 13–14.
185. ↑  Peperzak 2001.
186. ↑  Wood 1991, tr. 4–8.
187. ↑  Westphal 1993, tr. 246.
188. ↑  Peperzak 2001, tr. 523.
189. ↑  Hegel 1991a, §286R.
190. ↑  Beiser 2005, tr. 252.
191. ↑  Beiser 2005, tr. 253.
192. ↑  Beiser 2005, tr. 254–55.
193. ↑  Wood 1991, tr. xi.
194. ↑  Beiser 2005, tr. 202–05.
195. ↑  Beiser 2005, tr. 254–58.
196. ↑  de Laurentiis 2010, tr. 207.
197. ↑  de Laurentiis 2010, 207 (trích Hegel theo lời dịch tiếng Anh của Laurentiis, tạm dịch sang tiếng Việt).
198. ↑  Inwood 1992, tr. 27.
199. ↑  de Laurentiis 2009, tr. 249.
200. ↑  Jaeschke 2013, tr. 179.
201. ↑  Beiser 2005, tr. 288.
202. 1 2  Bubner 2007, tr. 296.
203. ↑  Hegel 1975a, tr. 427.
204. ↑  Hegel 1975a, tr. 1.
205. ↑  Croce 1915, tr. 130.
206. ↑  Rutter 2010, tr. 24.
207. ↑  Beiser 2005, tr. 282.
208. ↑  Dein Winfeild 1995, tr. 9, chữ nghiêng nhấn mạnh được thêm vào.
209. ↑  Hegel 1975a, tr. 111.
210. ↑  Wicks 1993, tr. 349–50.
211. ↑  Wicks 1993, tr. 350.
212. ↑  Fritzman 2014, tr. 23.
213. ↑  Hegel 1971, tr. v–viii, Chú thích phần dẫn nhập của người dịch.
214. ↑  Wicks 2020, ch. 3.
215. ↑  Kroner 1971, tr. 7.
216. ↑  Kroner 1971, tr. 9.
217. ↑  Harris 1993, tr. 27–31.
218. ↑  Beiser 1993b, tr. 270.
219. ↑  Beiser 2011, tr. 9.
220. ↑  Beiser 1993b, tr. 279, 289.
221. ↑  Houlgate 2005, tr. 3, 17–21.
222. ↑  de Laurentiis 2005, tr. 9-10.
223. ↑  de Laurentiis 2010, tr. 215.
224. ↑  de Laurentiis 2010, tr. 214.
225. ↑  Fritzman 2014, tr. 3.
226. ↑  Fritzman 2014, tr. 120.
227. ↑  Hegel 1975b, tr. 54.
228. ↑  Fritzman 2014, tr. 122–23.
229. ↑  Fritzman 2014, tr. 126.
230. ↑  Stern 2002, tr. 15.
231. ↑  Peperzak 2001, tr. 57–58.
232. ↑  Hegel 1991b, tr. 349, chú thích 13 biên tập.
233. ↑  Peperzak 2001, tr. 57.
234. ↑  Beiser 2005, tr. 167–69.
235. ↑  Hegel 1991b, §§79–82.
236. ↑  Inwood 2013b.
237. ↑  Inwood 1992, tr. 272.
238. ↑  Burbidge 1993, tr. 91.
239. ↑  de Laurentiis 2005, tr. 22.
240. ↑  Hegel 2018, ¶166.
241. ↑  Stern 2002, tr. xiii.
242. ↑  de Laurentiis 2021, tr.194, n.2.
243. 1 2  Inwood 1992, tr. 283.
244. ↑  Inwood 1992, tr. 311.
245. ↑  Inwood 1992, tr. 64.
246. ↑  Inwood 1992, tr. 128–31.
247. ↑  Hegel 2010b, tr. 119.
248. ↑  Inwood 1992, tr. 129.
249. ↑  di Giovanni 2013, tr. 253.
250. ↑  Stern 2008.
251. ↑  Beiser 2005, tr. 68–69.
252. ↑  Pippin 2019, tr. 5.
253. ↑  Houlgate 2005, tr. 106.
254. ↑  Beiser 2005, tr. 58.
255. ↑  Hegel 2010b, tr. 124.
256. ↑  Stern 2008, tr. 170–71.
257. ↑  Stern 2008, tr. 172.
258. ↑  Houlgate 2005, tr. 1-2.
259. ↑  Fritzman 2014, chapter 9.
260. ↑  Rockmore 1993, chapter 3.
261. ↑  Fackenheim 1967, ch. 4, §§2–3.
262. ↑  Löwith 1964.
263. ↑  Rockmore 2013, tr. 305.
264. ↑  Marx 1978, tr. 145.
265. ↑  Marcuse 1999.
266. ↑  Chitty 2011, tr. 494–95.
267. ↑  Marx 1993, tr. 89.
268. ↑  Bohman 2021.
269. ↑  Stahl 2021.
270. ↑  Baugh 2003, tr. 1, 9–10.
271. ↑  Baugh 2003, tr. 9.
272. ↑  Baugh 2003, tr. 17.
273. ↑  Butler 1987, tr. xxvi.
274. ↑  Baugh 2003, tr. 1.
275. ↑  Fritzman 2014, tr. 148-49.
276. ↑  Neugebauer, Christian M. (1990). "The Racism of Hegel and Kant". Indigenous Thinkers and Modern Debate on African Philosophy (bằng tiếng Anh). Brill. tr. 259. ISBN 9789004452268.
277. ↑  Buck-Morss, Susan (2011). Hegel und Haiti. Für eine neue Universalgeschichte [Hegel và Haiti. Hướng tới một lịch sử phổ quát mới]. Frankfurt am Main: Suhrkamp Verlag. ISBN 978-3-518-12623-3.
278. ↑  Simpson, Patricia Anne (2011). "Hegel, Haiti, and Universal History (review)". Comparative Literature Studies. Quyển 48 số 2. tr. 246–249. doi:10.5325/complitstudies.48.2.0246. Truy cập ngày 28 tháng 4 năm 2023.
279. ↑  Nesbitt, Nick (2010). "Haiti, Hegel, and the politics of prescription". Postcolonial Studies. Quyển 13 số 4. tr. 489–494. doi:10.1080/13688790.2010.526998. S2CID 143908041. Truy cập ngày 28 tháng 4 năm 2023.
280. ↑  (red./APA/dpa) (ngày 11 tháng 9 năm 2020). "War Hegel ein Rassist? Philosophen streiten bei Festakt" [Hegel có phân biệt chủng tộc không? Các triết gia tranh cãi ở buổi liên hoan] (bằng tiếng Đức). diepresse.com. Truy cập ngày 28 tháng 4 năm 2023.
281. ↑  Kaufmann 1959.
282. ↑  Croce 1965, tr. viii.
283. ↑  Berlin 2003.
284. ↑  Chalybäus 1860, tr. 367.
285. ↑  Kaufmann 1959, tr. 154.
286. ↑  Beiser 2005, tr. 161.
287. ↑  Fritzman 2014, tr. 3–4.
288. ↑  Houlgate 2006, ch. 2.
289. 1 2  Bernstein 2010, tr. 89.
290. ↑  Bernstein 2010, tr. 90–95.
291. ↑  Dewey 1981, tr. 7.
292. ↑  Fritzman 2014, tr. 142.
293. ↑  Bernstein 2010, tr. 96–105.
294. ↑  Brandom 2019, tr. 4,8.
295. ↑  Bernstein 2010, tr. 96–99.
296. ↑  Fritzman 2014, tr. 144.
297. ↑  Beiser 2008, tr. 4.
298. 1 2  Beiser 2005, tr. 53.
299. ↑  Beiser 2005, tr. 53–54.
300. ↑  Beiser 2005, tr. 54.
301. ↑  Houlgate 2006, tr. 137.
302. ↑  de Laurentiis 2016, tr. 1.
303. ↑  de Laurentiis 2016.
304. ↑  Hegel 1991b, §98A.

### Tiếng Việt
- Hegel, Georg Wilhelm Friedrich (2010). Bùi Văn Nam Sơn (biên tập). Các Nguyên Lý Của Triết Học Pháp Quyền. Sơn, Bùi Văn Nam biên dịch. Nhà xuất bản Tri thức.
- Hegel, Georg Wilhelm Friedrich (2006). Bùi Văn Nam Sơn (biên tập). Hiện tượng học tinh thần. Sơn, Bùi Văn Nam biên dịch. Nhà xuất bản Trẻ.
- Hegel, Georg Wilhelm Friedrich (2008). Bùi Văn Nam Sơn (biên tập). Bách Khoa Thư Các Khoa Học Triết Học I - Khoa Học Lôgíc. Sơn, Bùi Văn Nam biên dịch. Nhà xuất bản Tri thức.
- Inwood, Michael (2015). Từ điển Hegel. Tập thể dịch giả; Bùi Văn Nam Sơn chủ trương biên dịch. Nhà xuất bản Tri thức.{{Chú thích sách}}:  Quản lý CS1: nhiều tên: danh sách dịch giả (liên kết)

### Ngoại ngữ
Nguồn sơ cấp
- Hegel, Georg Wilhelm Friedrich (1970). Michael John Petry (biên tập). Hegel's Philosophy of Nature. Petry, Michael John biên dịch. Allen & Unwin.
- Hegel, Georg Wilhelm Friedrich (1971). Early Theological Writings. Knox, T. M. biên dịch. Chicago University Press.
- Hegel, Georg Wilhelm Friedrich (1975a). Aesthetics: Lectures on Fine Art. Knox, T. M. biên dịch. Oxford University Press.
- Hegel, Georg Wilhelm Friedrich (1975b). H. B. Nisbet (biên tập). Lectures on the Philosophy of World History: Introduction. Nisbet, H. B. biên dịch. Cambridge University Press.
- Hegel, Georg Wilhelm Friedrich (1978). Michael John Petry (biên tập). Hegel's Philosophy of Subjective Spirit. Petry, Michael John biên dịch. D. Reidel Pub. Co.
- Hegel, Georg Wilhelm Friedrich (1984a). H. S. Harris and W. Cerf (biên tập). The Difference Between Fichte's and Schelling's System of Philosophy. Harris, H. S.; Cerf, W. biên dịch. SUNY Press.
- Hegel, Georg Wilhelm Friedrich (1984b). Hodgson, P.C.; Brown, R.F.; Stewart, J.M. (biên tập). Lectures on the Philosophy of Religion. Hodgson, P. C.; Brown, R. F.; Stewart, J. M. biên dịch. with the assistance of J.P. Fitzer and H. S. Harris. University of California Press.
- Hegel, Georg Wilhelm Friedrich (1984c). Clark Butler and Christiane Seiler (biên tập). The Letters. Indiana University Press.
- Hegel, Georg Wilhelm Friedrich (1998). H. S. Harris and W. Cerf (biên tập). Faith and Knowledge. Harris, H. S.; Cerf, W. biên dịch. SUNY Press.
- Hegel, Georg Wilhelm Friedrich (1990). "Encyclopedia of the Philosophical Sciences in Outline [1917]". Trong Ernst Behler (biên tập). Encyclopedia of the Philosophical Sciences in Outline, and Other Philosophical Writings. Taubeneck, Steven A. biên dịch. Continuum.
- Hegel, Georg Wilhelm Friedrich (1991a). H. B. Nisbet (biên tập). Elements of the Philosophy of Right. Nisbet, H. B. biên dịch. Cambridge University Press.
- Hegel, Georg Wilhelm Friedrich (1991b). Suchting, W. A.; Geraets, Théodore F.; Harris, H. S. (biên tập). The Encyclopaedia Logic: Part I of the Encyclopaedia of Philosophical Sciences with the Zusätze. Suchting, W. A.; Geraets, Théodore F.; Harris, H. S. biên dịch. Hackett.
- Hegel, Georg Wilhelm Friedrich (1995). Haldane, E. S.; Simson, Frances H. (biên tập). Lectures on the History of Philosophy. Haldane, E. S.; Simson, Frances H. biên dịch. University of Nebraska Press.
- Hegel, Georg Wilhelm Friedrich (1996). "The Oldest Systematic Programme of German Idealism". Trong Frederick C. Beiser (biên tập). The Early Political Writings of the German Romantics. Cambridge University Press. [authorship disputed]
- Hegel, Georg Wilhelm Friedrich (2010a). Michael J. Inwood (biên tập). The Philosophy of Mind. Inwood, Michael J.; Miller, Arnold V. biên dịch. Oxford University Press.
- Hegel, Georg Wilhelm Friedrich (2010b). George di Giovanni (biên tập). The Science of Logic. di Giovanni, George biên dịch. Cambridge University Press.
- Hegel, Georg Wilhelm Friedrich (2011). Ruben Alvarado (biên tập). Lectures on the History of Philosophy. Alvarado, Aalten biên dịch. Wordbridge Publishing.
- Hegel, Georg Wilhelm Friedrich (2018). Terry Pinkard (biên tập). The Phenomnology of Spirit. Pinkard, Terry biên dịch. Cambridge University Press.

Nguồn thứ cấp
- Baugh, Bruce (2003). French Hegel: From Surrealism to Postmodernism. Routledge.
- Beiser, Frederick C. (1993a). The Fate of Reason: German Philosophy from Kant to Fichte. Harvard University Press.
- Beiser, Frederick C. (1993b). "Hegel's Historicism". Trong Frederick C. Beiser (biên tập). The Cambridge Companion to Hegel. Cambridge University Press.
- Beiser, Frederick C. (2005). Hegel. Routledge.
- Beiser, Frederick C. (2008). "Introduction: The Puzzling Hegel Renaissance". Trong Frederick C. (biên tập). The Cambridge Companion to Hegel and Nineteenth-Century Philosophy. Cambridge University Press.
- Beiser, Frederick C. (2011). The German Historicist Tradition. Oxford University Press.
- Berlin, Isaiah (2003). Freedom and Betrayal: Six Enemies of Human Liberty. Princeton University Press.
- Bernstein, Richard J. (2010). The Pragmatic Turn. Polity Press.
- Bernstein, Richard J. (2023). The Vicissitudes of Nature. Polity Press.
- Bohman, James (2021), Critical Theory, The Stanford Encyclopedia of Philosophy (Spring 2021 ed.)
- Brandom, Robert B. (2019). A Spirit of Trust: A Reading of Hegel's Phenomenology of Spirit. Belknap Press of Harvard University Press.
- Bubner, Rüdiger (2007). "The Religion of Art". Trong Stephen Houlgate (biên tập). Hegel and the Arts. Northwestern University Press.
- Burbidge, John (1993). "Hegel's Conception of Logic". Trong Frederick C. Beiser (biên tập). The Cambridge Companion to Hegel. Cambridge University Press.
- Burbidge, John (2006a). "New Directions in Hegel's Philosophy of Nature". Trong Katerina Deligiorgi (biên tập). In Hegel: New Directions. McGill-Queen's University Press.
- Burbidge, John (2006b). The Logic of Hegel's 'Logic': An Introduction. Broadview Press.
- Burgess, D. (2019). Sociological Theory—Classical Statements. Edtech Press.
- Butler, Judith (1987). Subjects of Desire: Hegelian Reflections in Twentieth-Century France. Columbia University Press.
- Chalybäus, Heinrich Moritz (1860). Historische Entwicklung der spekulativen Philosophie von Kant bis Hegel. Leipzig: Arnold.
- Carter, Ian (2022), Positive and Negative Liberty, The Stanford Encyclopedia of Philosophy (Spring 2022 ed.)
- Chitty, Andrew (2011). "Hegel and Marx". Trong Stephen Houlgate and Michael Baur (biên tập). A Companion to Hegel. Wiley-Blackwell.
- Collins, Ardis B. (2013). "The Introductions to the System". Trong Allegra de Laurentiis and Jeffrey Edwards (biên tập). The Bloomsbury Companion to Hegel. Bloomsbury Academic.
- Croce, Benedetto (1915). What Is Living and What Is Dead of the Philosophy of Hegel. Macmillan.
- Croce, Benedetto (1965). "Translator's Introduction". Guide to Aesthetics. Bobbs-Merrill Company.
- de Laurentiis, Allegra (2005). "Metaphysical Foundations of the History of Philosophy: Hegel's 1820 Introduction to the Lectures on the History of Philosophy". Review of Metaphysics. Quyển 41 số 3. tr. 3–31.
- de Laurentiis, Allegra (2009). "Absolute Knowing". Trong Kenneth R. Westphal (biên tập). The Blackwell Guide to Hegel's Phenomenology of Spirit. Wiley-Blackwell.
- de Laurentiis, Allegra (2010). "Universal Historiography and World History According to Hegel". Trong Peter Liddel and Andrew Fear (biên tập). Historiae Mundi: Studies in Universal History. Duckworth Press.
- de Laurentiis, Allegra (2016). "Introduction". Trong Allegra de Laurentiis and Soren Whited (biên tập). On Logic and Ontology in the System. De Gruyter.
- de Laurentiis, Allegra (2021). Hegel's Anthropology: Life, Psyche, and Second Nature. Northwestern University Press.
- Löwith, Karl (1964). From Hegel to Nietzsche. Columbia University Press.
- Dein Winfeild, Richard (1995). Systematic Aesthetics. University Press of Florida.
- Dein Winfeild, Richard (2011). "Hegel's Solution to the Mind-Body Problem". Trong Stephen Houlgate and Michael Baur (biên tập). A Companion to Hegel. Blackwell Publishing Ltd.
- deVries, William (2013). "Subjective Spirit: Soul, Consciousness, Intelligence and Will". Trong Allegra de Laurentiis and Jeffrey Edwards (biên tập). The Bloomsbury Companion to Hegel. Bloomsbury Academic.
- Dewey, John (1981). J.J. McDermott (biên tập). The Philosophy of John Dewey. University of Chicago Press.
- di Giovanni, George (2000). "Factual Necessity: On H. S. Harris and Weltgeist". The Owl of Minerva. Quyển 31 số 2. tr. 131. doi:10.5840/owl200031212.
- di Giovanni, George (2003). "Faith Without Religion, Religion Without Faith: Kant and Hegel on Religion". Journal of the History of Philosophy. Quyển 59 số 1. tr. 3–31.
- di Giovanni, George (2009). "Religion, History, and Spirit in Hegel's Phenomenology of Spirit". Trong Kenneth R. Westphal (biên tập). The Blackwell Guide to Hegel's Phenomenology of Spirit. Wiley-Blackwell.
- di Giovanni, George (2010). "Introduction". The Science of Logic. Cambridge University Press.
- di Giovanni, George (2013). "Moment". Trong Allegra de Laurentiis and Jeffrey Edwards (biên tập). The Bloomsbury Companion to Hegel. Bloomsbury Academic.
- Dickey, Laurence (1989). Hegel, Religion, Economics, and the Politics of Spirit 1770–1807. Cambridge University Press.
- Fackenheim, Emil L. (1967). The Religious Dimension of Hegel's Thought. Indiana University Press.
- Ferrarin, Alfredo (2007). Hegel and Aristotle. Cambridge University Press.
- Fritzman, J. M. (2014). Hegel. Polity.
- Guyer, Paul and Allen Wood (1998). "Introduction to the Critique of Pure Reason". The Critique of Pure Reason. Cambridge University Press.
- Harris, H.S. (1993). "Hegel's Intellectual Development to 1807". The Cambridge Companion to Hegel. Cambridge University Press.
- Harris, H.S. (1995). Phenomenology and System. Hackett.
- Harris, H.S. (1997). Hegel's Ladder. Hackett.
- Heine, Heinrich (1834). "Zur Geschichte der Religion und Philosophie in Deutschland". Der Salon von H. Heine Volume: Zweiter Band (Volume 2). Hoffmann und Campe.
- Henrich, Deiter (1979). "Art and Philosophy of Art Today: Reflections with Reference to Hegel". Trong Richard E. Amacher and Victor Lange (biên tập). New Perspectives in German Literary Criticism: A Collection of Essays. Princeton University Press.
- Hentrup, Miles (2019). "Hegel's Logic as Presuppositionless Science". Idealistic Studies. Quyển 49 số 2. tr. 145–165. doi:10.5840/idstudies2019115107. S2CID 211921540.
- Hodgson, Peter C. (1985). "Editorial Introduction". Lectures on the Philosophy of Religion, v.3: The Consummate Religion. University of California Press.
- Hodgson, Peter C. (2008). "Hegel's Philosophy of Religion". Trong Frederick C. (biên tập). The Cambridge Companion to Hegel and Nineteenth-Century Philosophy. Cambridge University Press.
- Houlgate, Stephen (2005). An introduction to Hegel: Freedom, Truth, and History (ấn bản thứ 2). Blackwell.
- Houlgate, Stephen (2006). The Opening of Hegel's Logic: From Being to Infinity. Perdue University Press.
- Houlgate, Stephen (2007). "Introduction". Trong Stephen Houlgate (biên tập). Hegel and the Arts. Northwestern University Press.
- Houlgate, Stephen (2013). Hegel's Phenomenology of Spirit. Bloomsbury Academic.
- Inwood, Michael (1992). A Hegel Dictionary. Wiley-Blackwell. ISBN 978-0631175339.
- Inwood, Michael J. (2013a). "Logic – Nature – Spirit". Trong Allegra de Laurentiis and Jeffrey Edwards (biên tập). The Bloomsbury Companion to Hegel. Bloomsbury Academic.
- Inwood, Michael (2013b). "Reason and Understanding". Trong Allegra de Laurentiis and Jeffrey Edwards (biên tập). The Bloomsbury Companion to Hegel. Bloomsbury Academic.
- Inwood, Michael (2018). "Editor's Introduction". The Phenomenology of Spirit. Oxford University Press.
- Jaeschke, Walter (1990). Reason in Religion: The Foundations of Hegel's Philosophy of Religion. University of California Press.
- Jaeschke, Walter (1993). "Christianity and Secularity in Hegel's Concept of the State". Trong Robert Stern (biên tập). G.W.F. Hegel: Critical Assessments v.IV. Routledge.
- Jaeschke, Walter (2013). "Absolute Spirit: Art, Religion and Philosophy". Trong Allegra de Laurentiis and Jeffrey Edwards (biên tập). The Bloomsbury Companion to Hegel. Bloomsbury Academic.
- Kant, Immanuel (1998). Paul Guyer and Allen W. Wood (biên tập). Critique of Pure Reason. Cambridge University Press.
- Kaufmann, Walter (1959). Hegel: A Reinterpretation. Doubleday.
- Kelley, Donald R. (2017). The Descent of Ideas: The History of Intellectual History. Routledge.
- Kroner, Richard (1971). "Introduction". Early Theological Writings. University of Pennsylvania Press.
- Longuenesse, Béatrice (2007). Hegel's Critique of Metaphysics. Cambridge University Press.
- Magee, Glenn Alexander (2001). Hegel and the Hermetic Tradition. Cornell University Press.
- Magee, Glenn Alexander (2011). The Hegel Dictionary. Continuum.
- Marcuse, Herbert (1999). Reason and Revolution (ấn bản thứ 100). Humanity Books.
- Marx, Karl (1978). "Theses On Feuerback". Trong Robert C. Tucker (biên tập). Marx-Engles Reader (ấn bản thứ 2). Norton.
- Marx, Karl (1993). Grundrisse. ‎ Penguin Classics.
- Mueller, G. E. (1958). "The Hegel Legend of 'Thesis-Antithesis-Synthesis'". Journal of the History of Ideas. Quyển 19 số 3. tr. 411–14. doi:10.2307/2708045. JSTOR 2708045.
- Peperzak, Adriaan T. (2001). Modern Freedom: Hegel's Legal, Moral, and Political Philosophy. Kluwer Academic Publishers.
- Pinkard, Terry (2000). Hegel – A Biography. Cambridge University Press.
- Pippin, Robert (1993). "You Can't Get There from Here: Transition Problems in Hegel's Phenomenology of Spirit". Trong Frederick C. Beiser (biên tập). The Cambridge Companion to Hegel. Cambridge University Press.
- Pippin, Robert (2008a). "The Absence of Aesthetics in Hegel's Aesthetics". Trong Frederick C. Beiser (biên tập). The Cambridge Companion to Hegel and Nineteenth-Century Philosophy. Cambridge University Press.
- Pippin, Robert (2008b). "9. Institutional rationality". Hegel's Practical Philosophy: Rational Agency as Ethical Life. Cambridge University Press.
- Pippin, Robert (2019). Hegel's Realm of Shadows: Logic as Metaphysics in "The Science of Logic". University of Chicago Press.
- Redding, Paul (2020). "Georg Wilhelm Friedrich Hegel: 1. Life, Work, and Influence". The Stanford Encyclopedia of Philosophy. Metaphysics Research Lab, Stanford University. Truy cập ngày 16 tháng 9 năm 2022.
- Rockmore, Tom (2013). "Feuerbach, Bauer, Marx, and Marxisms". Trong Allegra de Laurentiis and Jeffrey Edwards (biên tập). The Bloomsbury Companion to Hegel. Bloomsbury Academic.
- Rutter, Benjamin (2010). Hegel on the Modern Arts. Cambridge University Press.
- Siep, Ludwig (2021). Hegel's Phenomenology of Spirit. Cambridge University Press.
- Stahl, Titus (2021), Georg [György] Lukács, The Stanford Encyclopedia of Philosophy (Spring 2021 ed.)
- Stern, Robert (2002). Hegel and the 'Phenomenology of Spirit'. Routledge.
- Stern, Robert (2008). "Hegel's Idealism". Trong Frederick C. (biên tập). The Cambridge Companion to Hegel and Nineteenth-Century Philosophy. Cambridge University Press.
- Stone, Alison (2005). Petrified Intelligence: Nature in Hegel's Philosophy. SUNY Press.
- Wandschneider, Dieter (2013). "Philosophy of Nature". Trong Allegra de Laurentiis and Jeffrey Edwards (biên tập). The Bloomsbury Companion to Hegel. Bloomsbury Academic.
- Westphal, Kenneth (1993). "The basic context and structure of Hegel's Philosophy of Right". Trong Frederick C. Beiser (biên tập). The Cambridge Companion to Hegel. Cambridge University Press.
- Westphal, Kenneth (2008). "Philosophizing about Nature: Hegel's Philosophical Project". Trong Frederick C. Beiser (biên tập). The Cambridge Companion to Hegel and Nineteenth-Century Philosophy. Cambridge University Press.
- Westphal, Kenneth (2013). "Objective Spirit: Right, Morality, Ethical Life and World History". Trong Allegra de Laurentiis and Jeffrey Edwards (biên tập). The Bloomsbury Companion to Hegel. Bloomsbury Academic.
- Wicks, Robert L. (1993). "Hegel's Aesthetics: An Overview". Trong Frederick C. Beiser (biên tập). The Cambridge Companion to Hegel. Cambridge University Press.
- Wicks, Robert L. (2020). Simply Hegel. Simply Charly.
- Wolff, Michael (2013). "Science of Logic". Trong Allegra de Laurentiis and Jeffrey Edwards (biên tập). The Bloomsbury Companion to Hegel. Bloomsbury Academic.
- Wood, Allen W. (1990). "Editor's Introduction". Trong H.B. Nisbet (biên tập). Elements of the Philosophy of Right. Cambridge University Press.
- Wood, Allen W. (1991). Hegel's Ethical Thought. Cambridge University Press.
- "Hegel". Random House Webster's Unabridged Dictionary.
- "He-gel: Rechtschreibung, Bedeutung, Definitionn". Duden.

### Hiệp hội
- Hegel-Archiv (tiếng Đức)
- Hiệp hội Hegel Mỹ
- Hiệp hội Hegel Vương quốc Anh

### Âm thanh và video
- Terry Pinkard trình bày cuốn Hegel: A Biography, ngày 10 tháng 5 năm 2000
- Tác phẩm của Georg Wilhelm Friedrich Hegel trên  LibriVox (sách audio thuộc phạm vi công cộng)

### Trực tuyến
- Hegel theo HyperText, lưu trữ tham khảo tại Marxists.org
- Tất cả trước tác giữa năm 1807 và 1850 của Hegel ở dạng pdf (bản gốc, tiếng Đức, tất cả ấn bản) tại hegel.net
- Các tác phẩm của hoặc nói về Georg Wilhelm Friedrich Hegel tại Internet Archive
- Các tác phẩm của Georg Wilhelm Friedrich Hegel tại Dự án Gutenberg

### Tài nguyên khác
- Thư mục Hegel của Andrew Chitty (Đại học Sussex)
- German Idealism tại IEP
- Georg Wilhelm Friedrich Hegel tại SEP
- Hegel's Aesthetics tại SEP
- Hegel: Social and Political Thought tại IEP